# Honda Accord
Honda Accord – samochód osobowy klasy średniej (początkowo klasy kompaktowej) produkowany przez japoński koncern Honda Motor Company od 1976 roku. Od 2023 roku produkowana jest jedenasta generacja samochodu.
Model sprzedawany był przez lata na większości rynków motoryzacyjnych świata. Honda oferowała wiele wersji nadwoziowych oraz różnych wariantów modelu Accord. Samochody produkowane pod jedną nazwą na różne rynki różniły się między sobą. W lutym 2015 roku zaprzestano produkcji modelu ósmej generacji przeznaczonego na rynek europejski, po raz ostatni w gamie modelu znalazła się także odmiana kombi.

## Pierwsza generacja
Honda Accord I została po raz pierwszy zaprezentowana w 1975. Produkcja pojazdu rozpoczęła się 7 maja 1976 roku w japońskiej fabryce w Sayama.

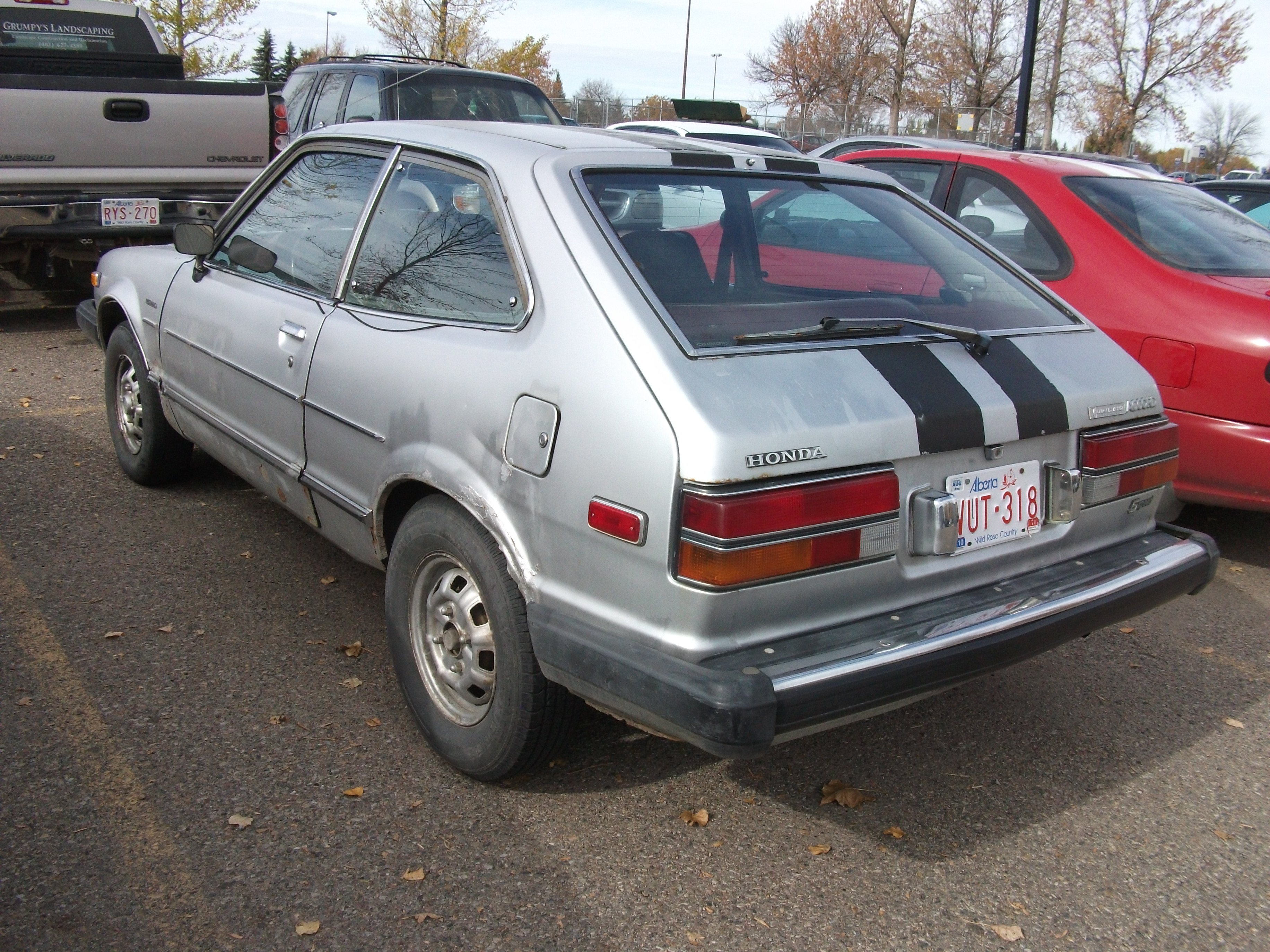
Honda Accord I w wersji hatchback

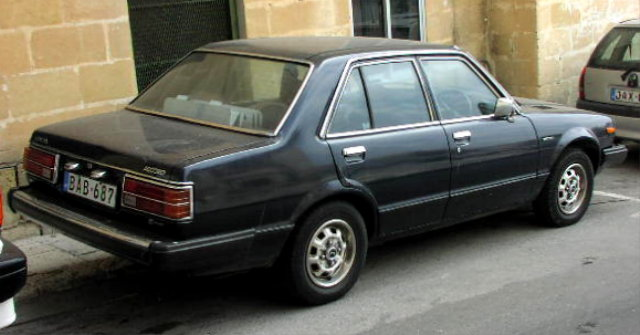
Honda Accord I w wersji sedan

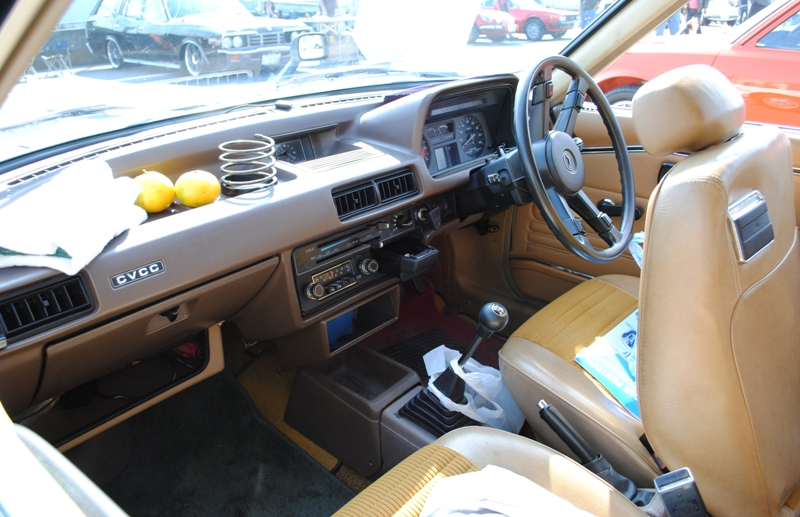
Wnętrze Hondy Accord I

Samochód został zbudowany na bazie płyty podłogowej modelu Civic. Sprzedaż Accorda była znakomita ze względu na wielkość i małe zużycie paliwa. Był to pierwszy japoński samochód w standardzie z fotelami wyściełanymi tkaniną, obrotomierzem, wycieraczkami i radiem. W 1979 roku zadebiutowała wersja sedan.

### Silniki
- 1.6 72 KM
- 1.8 80 KM

### Wersje wyposażeniowe
- EX
- LX

## Druga generacja
Honda Accord II została po raz pierwszy zaprezentowana w 1981 roku. Na rynku japońskim model oferowano pod nazwą Vigor. Była to pierwsza generacja pojazdu produkowana na rynku amerykańskim.

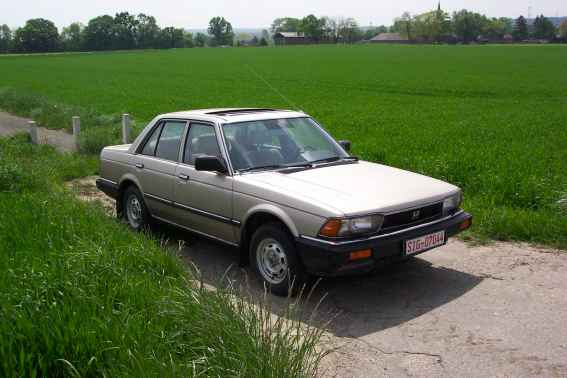
Honda Accord II (1981 – 1983)

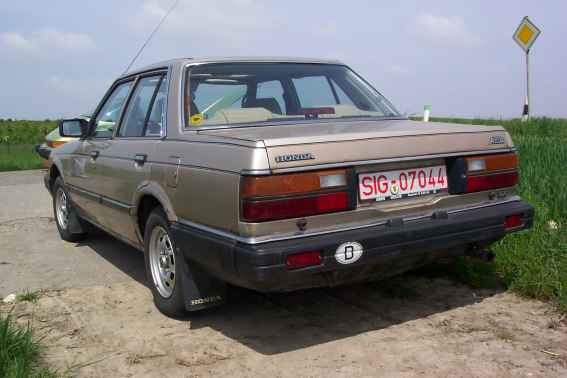
Tył Hondy Accord II

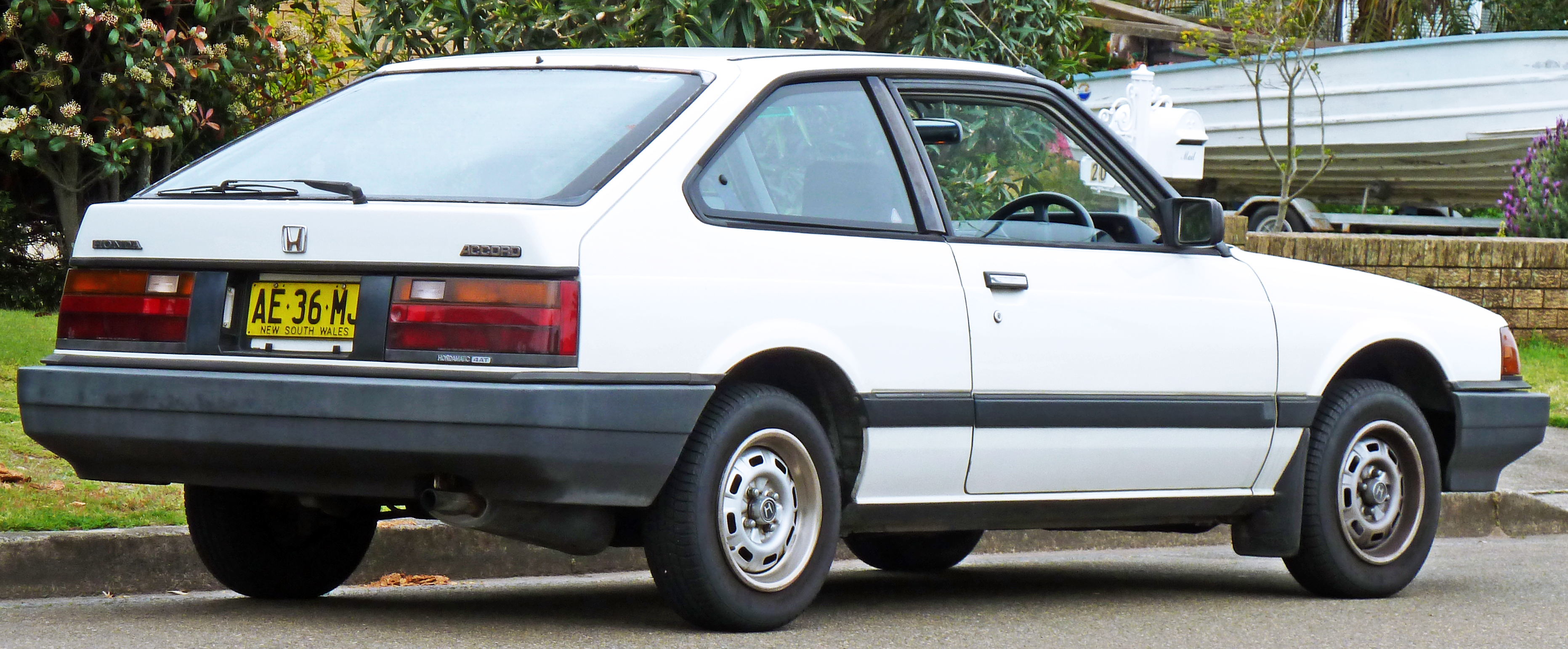
Tył Hondy Accord II w wersji hatchback

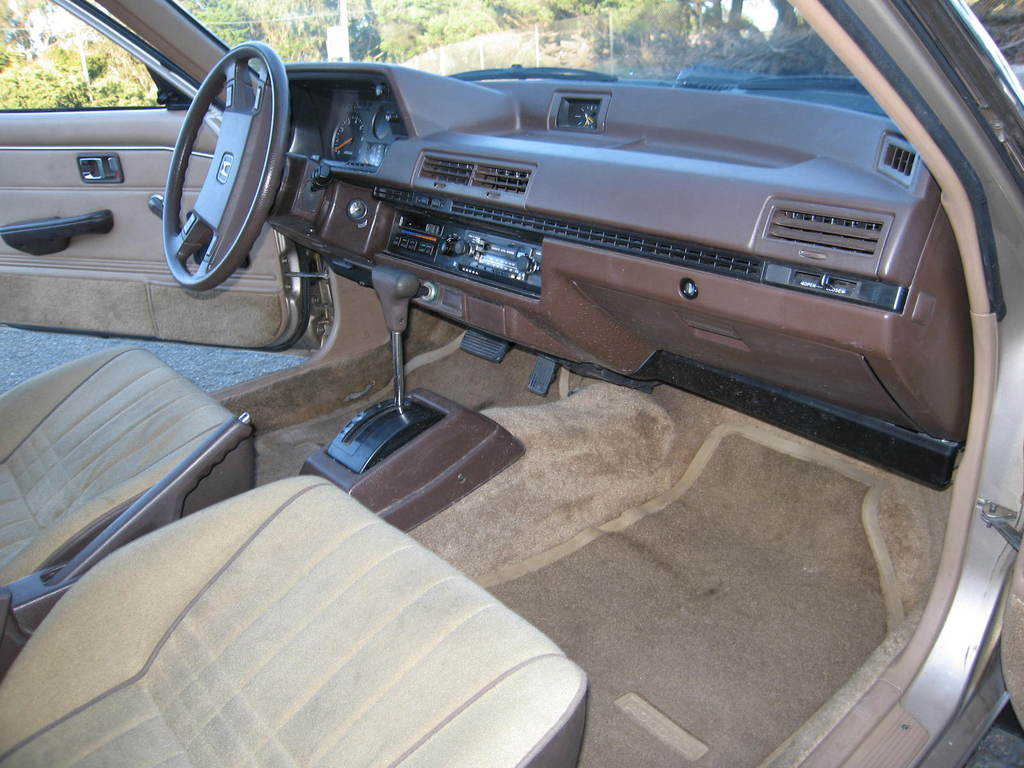
Wnętrze Hondy Accord II

W 1984 roku auto zostało delikatnie zmodernizowane.

### Silniki
- 1.6 80 KM
- 1.6 88 KM
- 1.8 75 KM
- 1.8 101 KM

### Wersje wyposażeniowe
- EX

## Trzecia generacja
Honda Accord III została po raz pierwszy zaprezentowana w 1985 roku. Rok później zaprezentowano wersję przeznaczoną na rynek amerykański. Na rynku japońskim pojazd występował jako model Vigor.

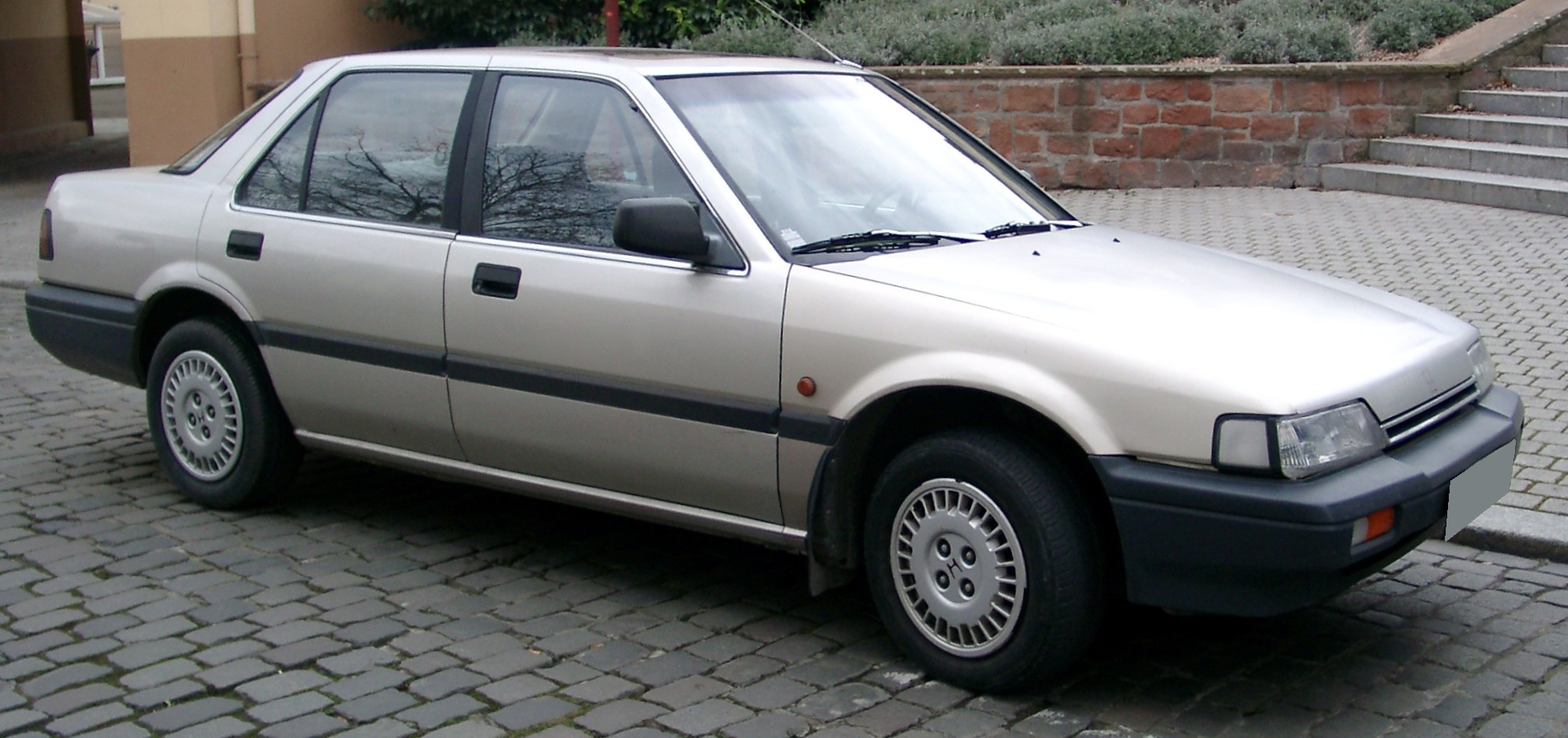
Honda Accord III w wersji europejskiej

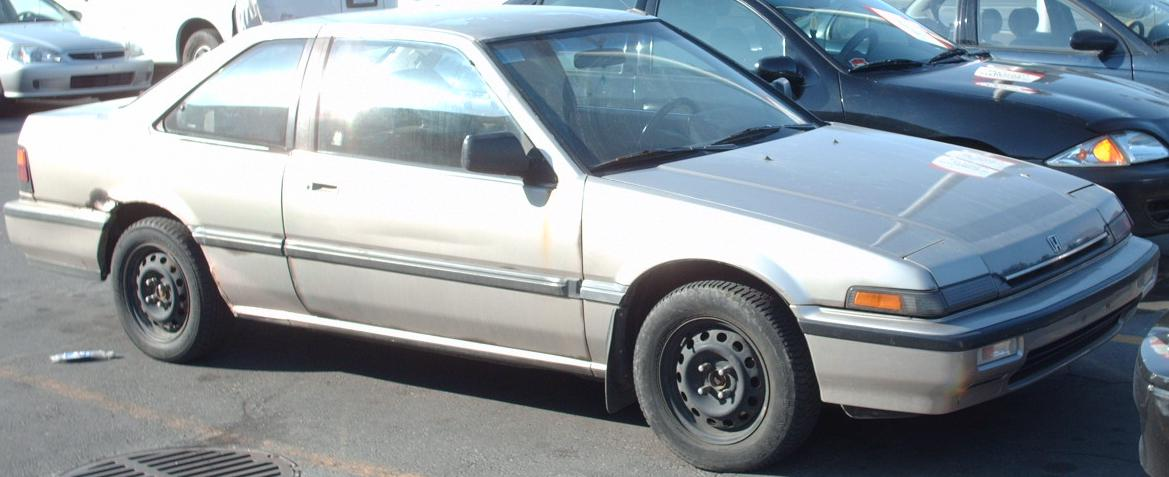
Honda Accord III w wersji coupe

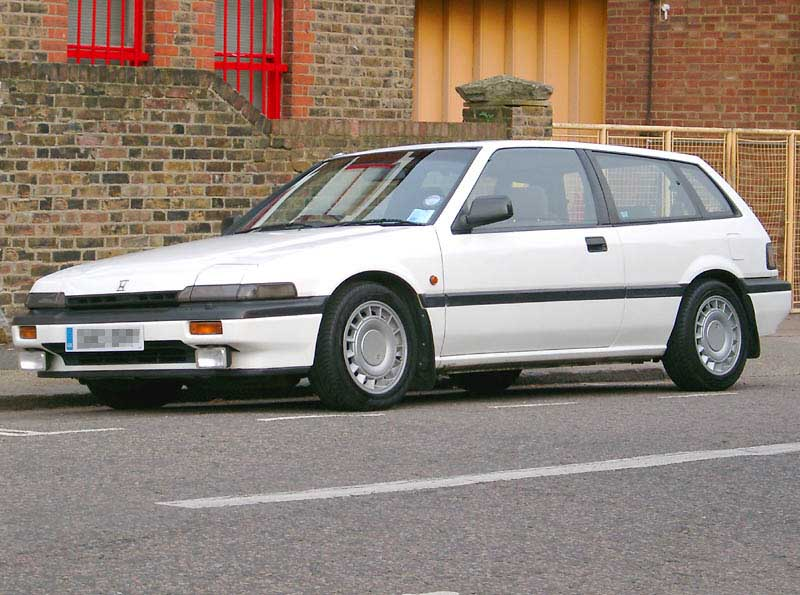
Honda Accord AeroDeck

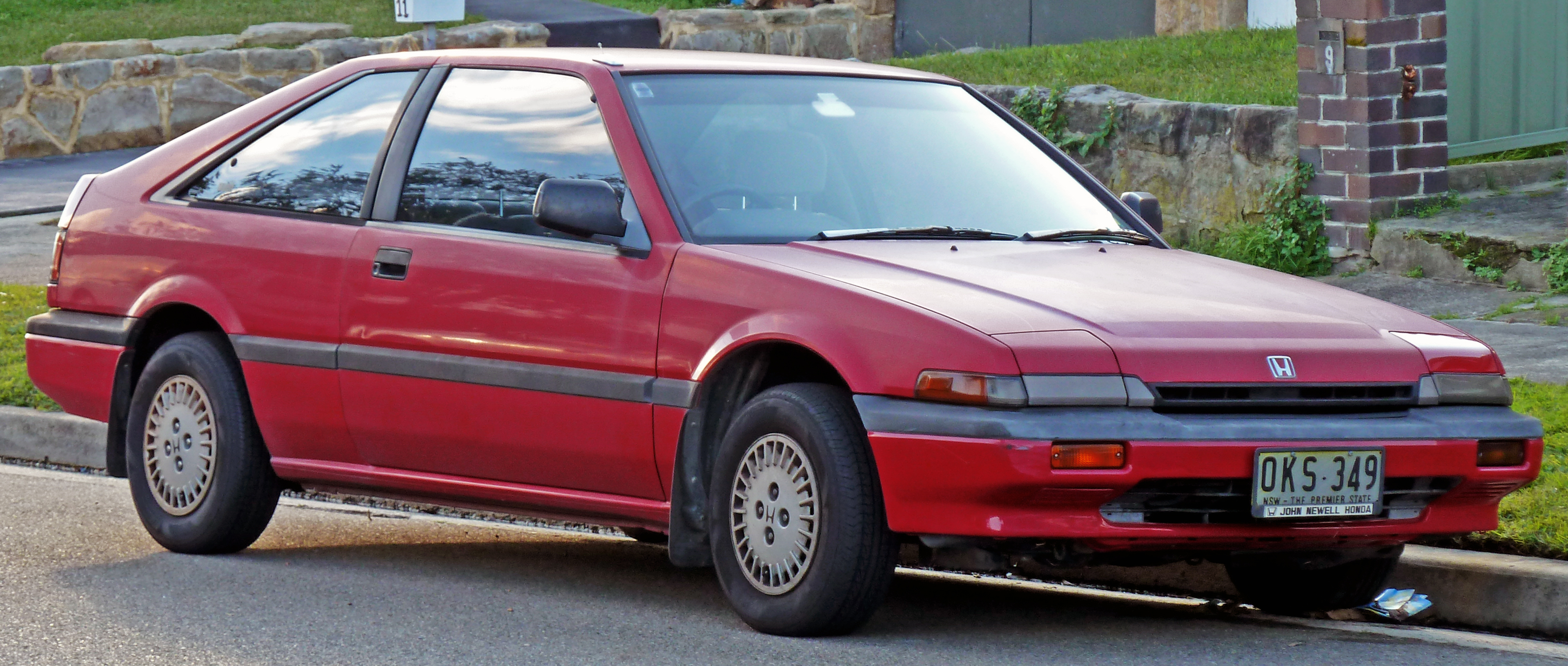
Honda Accord III w wersji hatchback

### Silniki
- 1.6 88 KM
- 1.8 110 KM
- 1.8 130 KM
- 2.0 98 KM
- 2.0 102 KM
- 2.0 106 KM
- 2.0 116 KM
- 2.0 120 KM
- 2.0 122 KM
- 2.0i 16V 133 KM
- 2.0i 16V 137 KM
- 2.0 160 KM

### Wersje wyposażeniowe
- EX
- EXi

## Czwarta generacja
Honda Accord IV została po raz pierwszy zaprezentowana w 1989 roku.

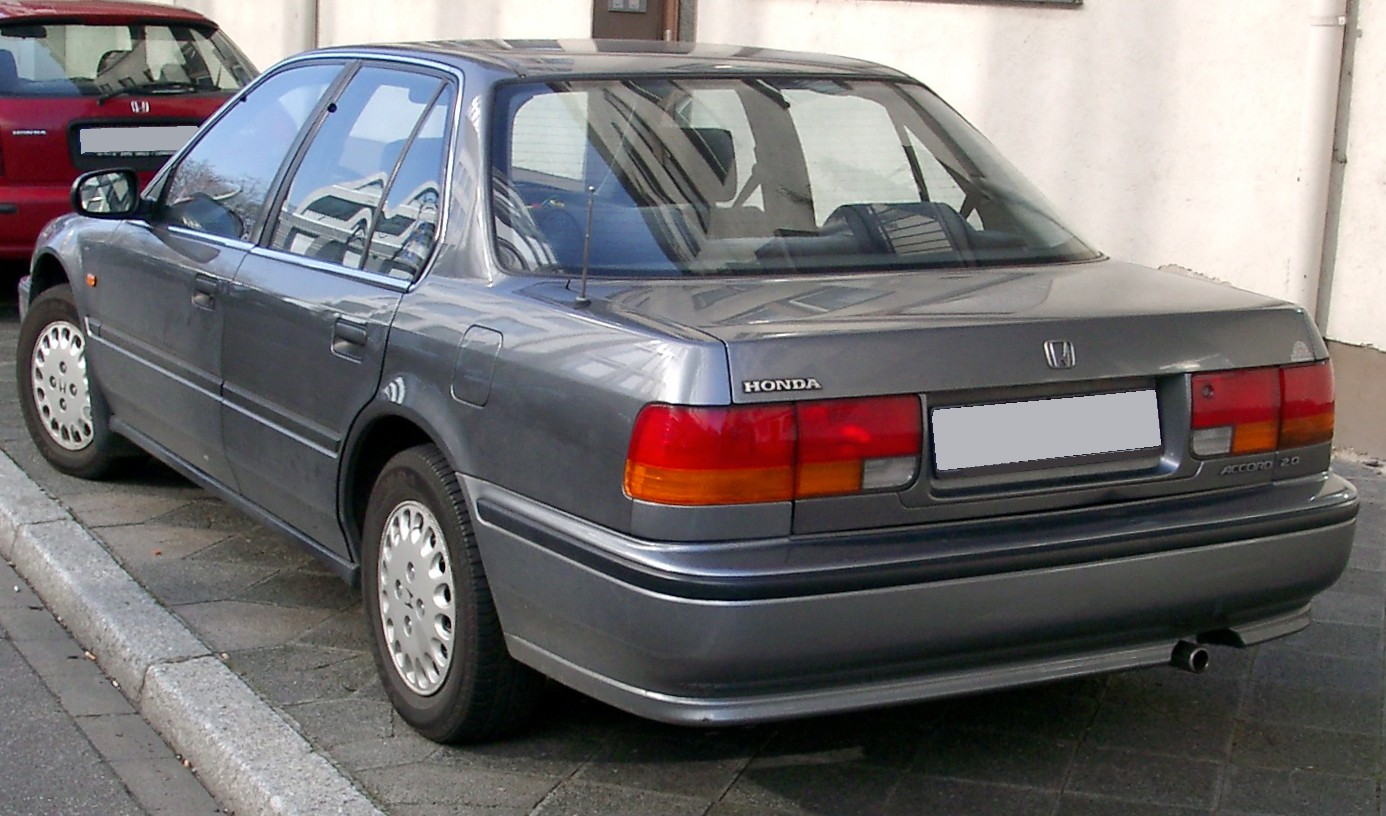
Tył Hondy Accord IV w wersji sedan

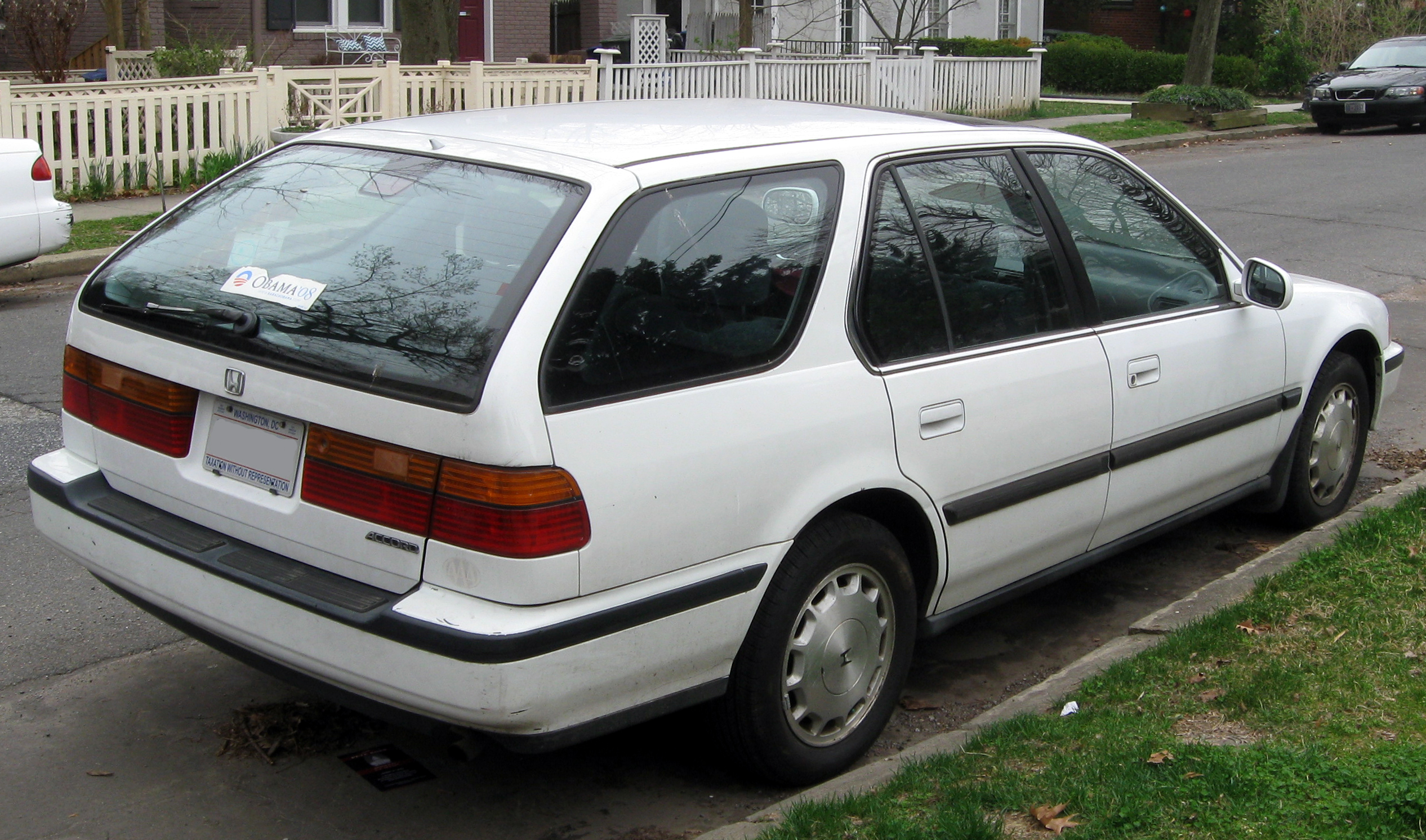
Tył Hondy Accord IV w wersji kombi

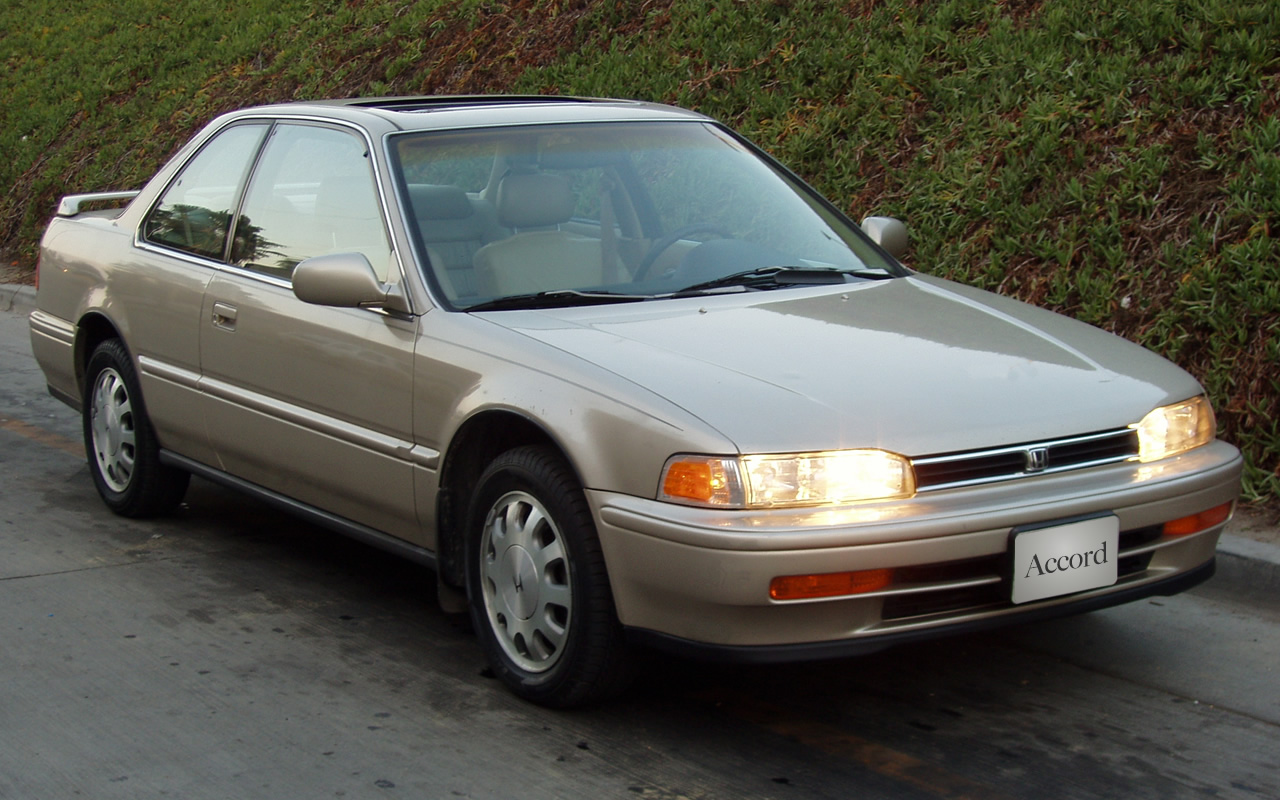
Honda Accord IV w wersji coupe

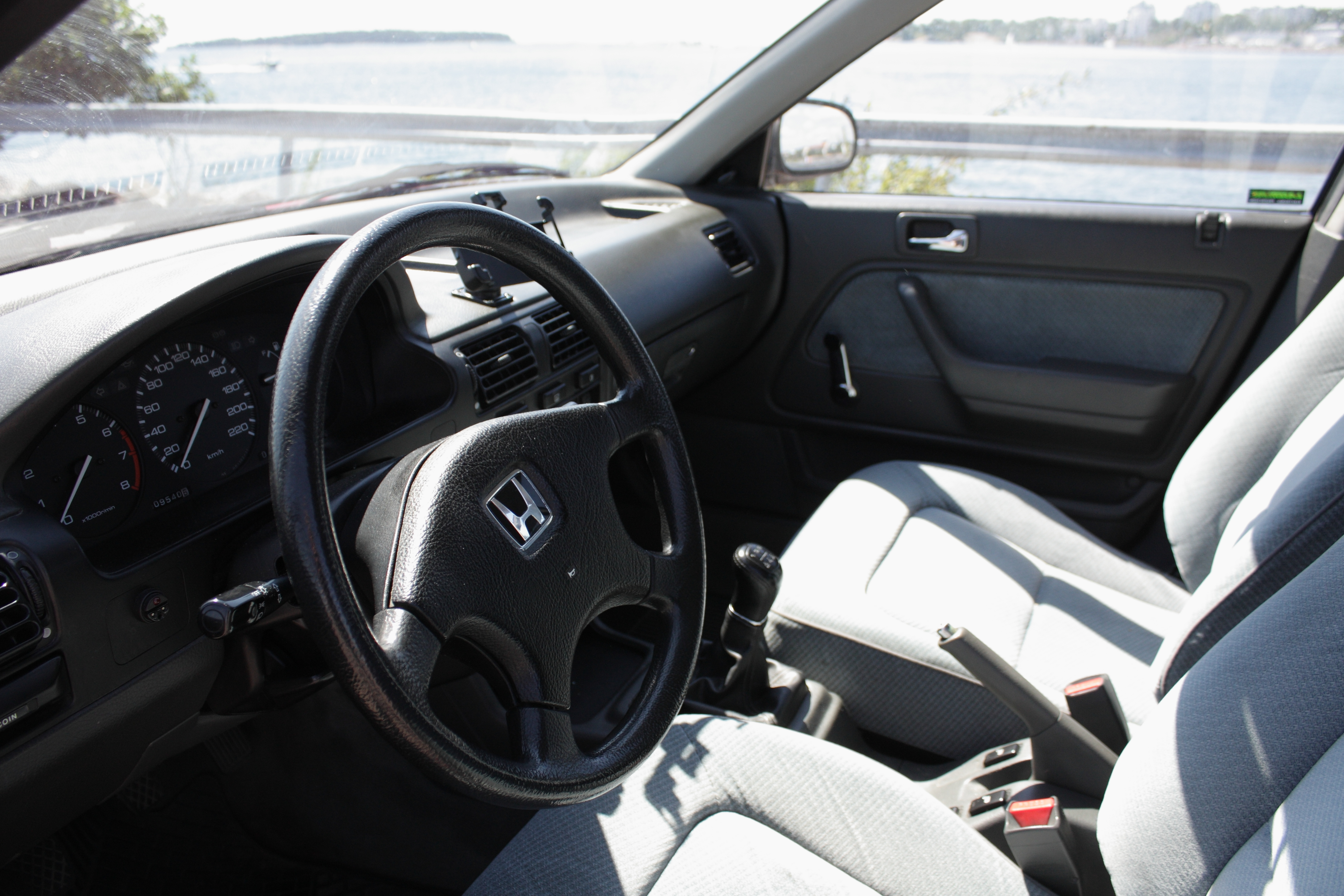
Wnętrze Hondy Accord IV

W 1991 roku zaprezentowano wersję kombi, a rok później auto przeszło face lifting. W 1993 roku z okazji 10. rocznicy produkcji w Stanach Zjednoczonych wprowadzono na rynek serię limitowaną. Po raz pierwszy auto nie było dostępne w wersji hatchback.
Wersje wyposażeniowe:
- DX
- LX
- EX
- 10th Anniversary Edition

W wyposażeniu auto oferuje m.in. pełną elektryczną regulację fotela kierowcy wraz z ustawieniem wysokości, elektrycznie regulowane i podgrzewane lusterka, elektryczne szyby, wspomaganie kierownicy, centralny zamek oraz automatycznie wysuwaną antenę.

## Piąta generacja
Honda Accord V oferowana była w dwóch wersjach stylistycznych przeznaczonych na rynek europejski oraz japoński i amerykański.

### Wersja europejska
Honda Accord V (Honda Ascot Innova) została po raz pierwszy zaprezentowana w 1993 roku. Pojazd został oparty na 4. generacji auta. Piąta generacja była wynikiem współpracy Hondy z brytyjską marką Roverem dzięki czemu bliźniaczą konstrukcją jest Rover serii 600. W aucie po raz pierwszy zamontowano silnik Diesla pochodzący od Rovera.

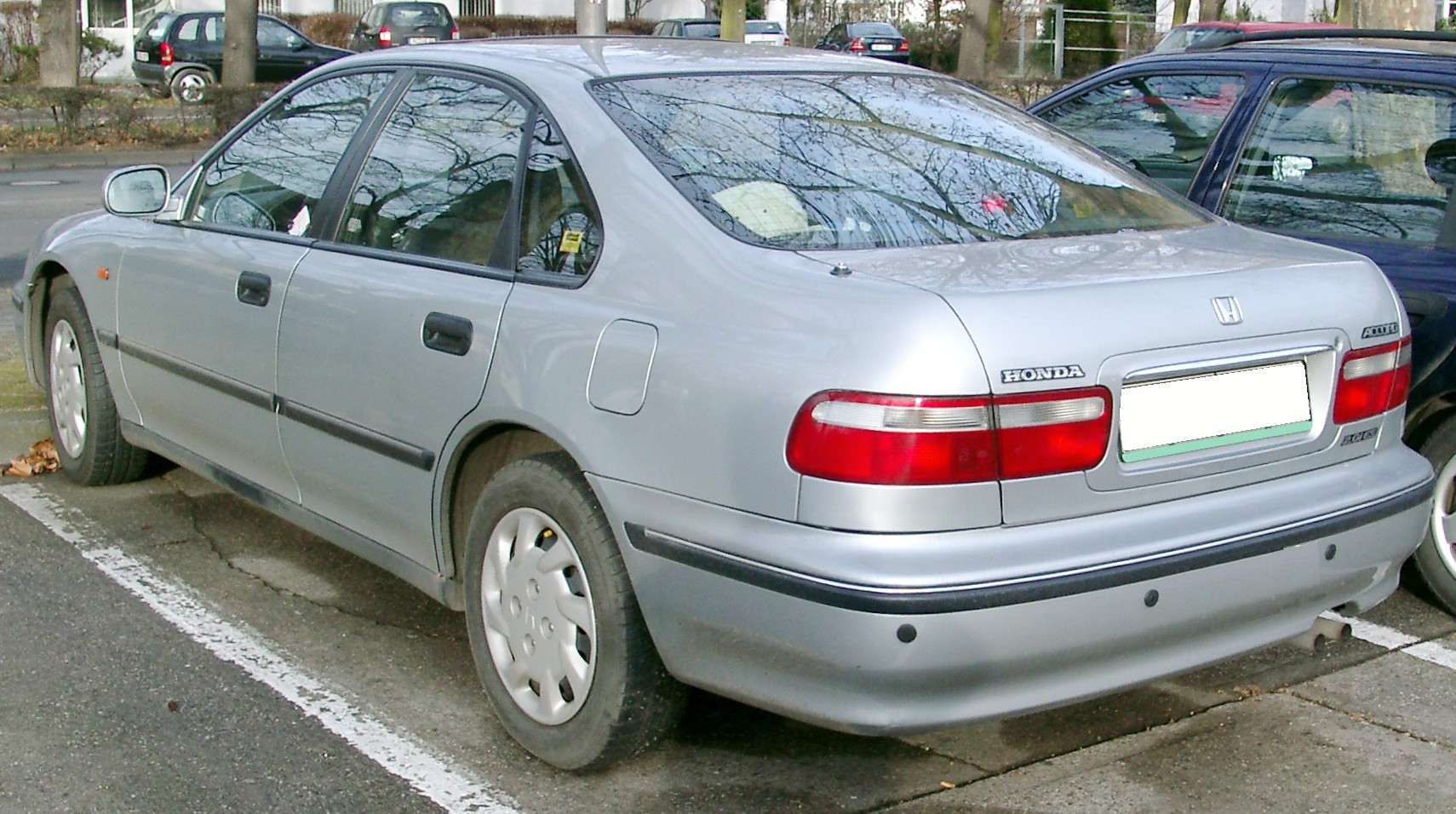
Tył Hondy Accord V

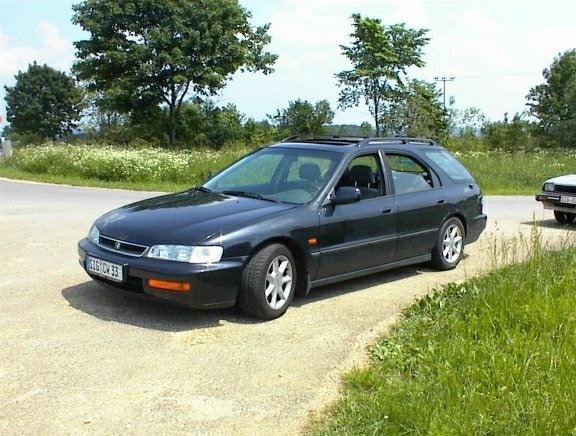
Honda Accord V w wersji kombi oparta na wersji amerykańskiej

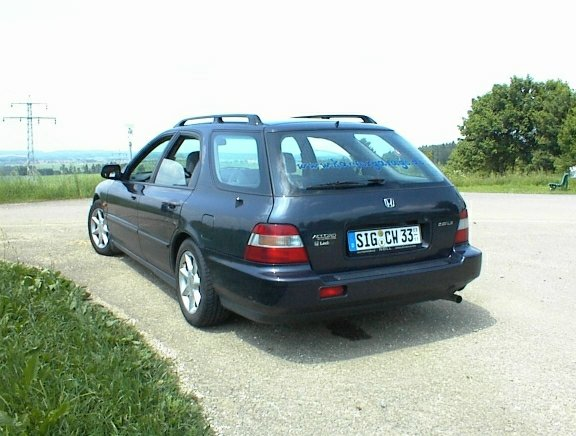
Tył Hondy Accord V w wersji kombi opartej na wersji amerykańskiej

W 1996 roku auto przeszło modernizację i otrzymało nowy przód (nowe reflektory, zderzak, maskę i grill). Wersja kombi sprzedawana w Europie bazowała na amerykańskim modelu.

#### Silniki[2]
- Benzynowe:
  - R4 1.8 SOHC 115 KM
  - R4 2.0 SOHC 115 KM
  - R4 2.0 SOHC 130 KM
  - R4 2.0 SOHC 131-136 KM
  - R4 2.2 SOHC 136 KM
  - R4 2.2 VTEC 150 KM
  - R4 2.3 158 KM
- Wysokoprężne:
  - R4 2.0 TDi, i-TD,i-TDi 105 KM

### Wersja japońska i amerykańska
Honda Accord V przeznaczona na rynek amerykański i japoński została po raz pierwszy zaprezentowana w 1993 roku. Wersja kombi oferowana była także na rynku europejskim.

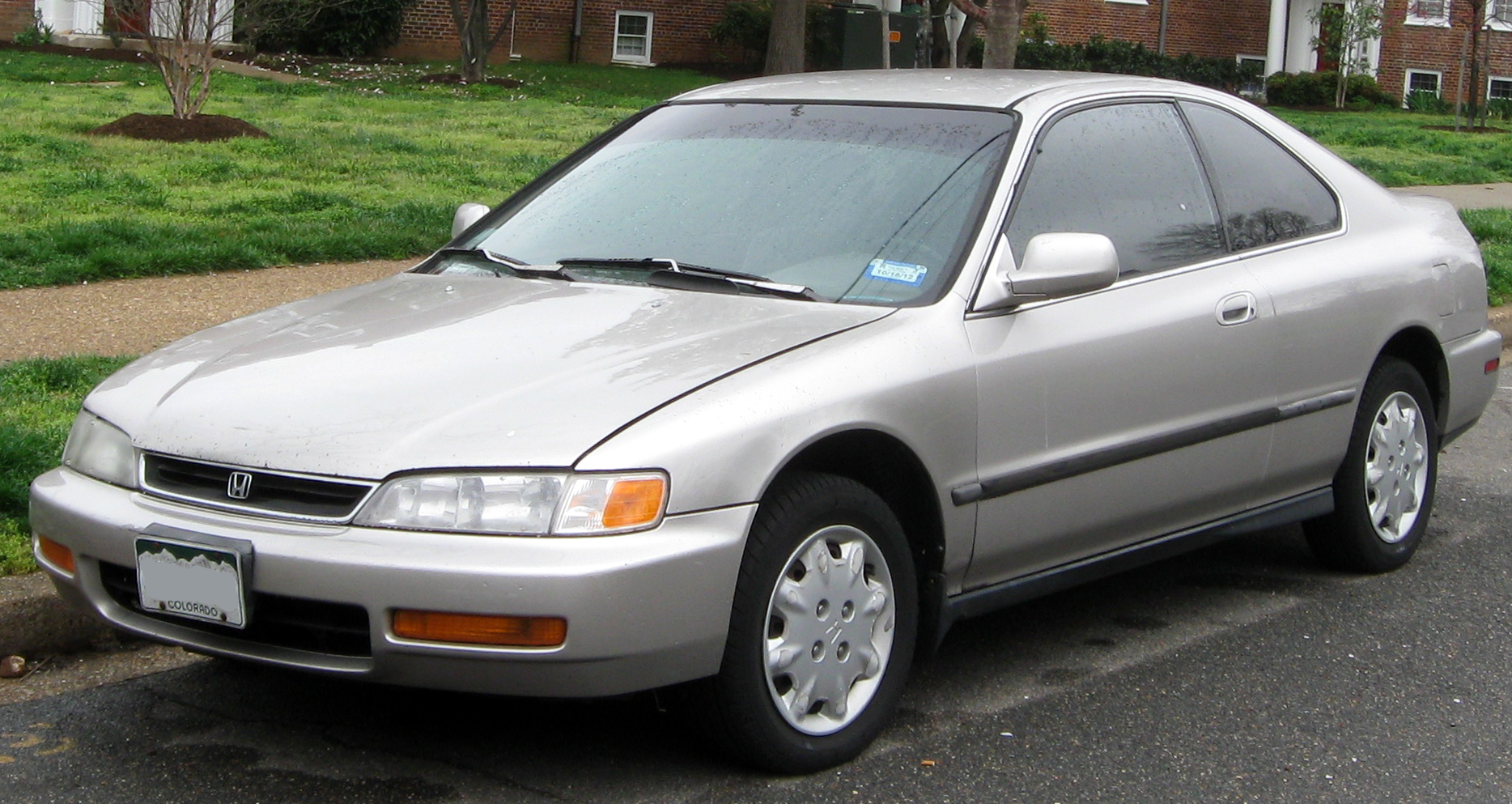
Honda Accord V po liftingu

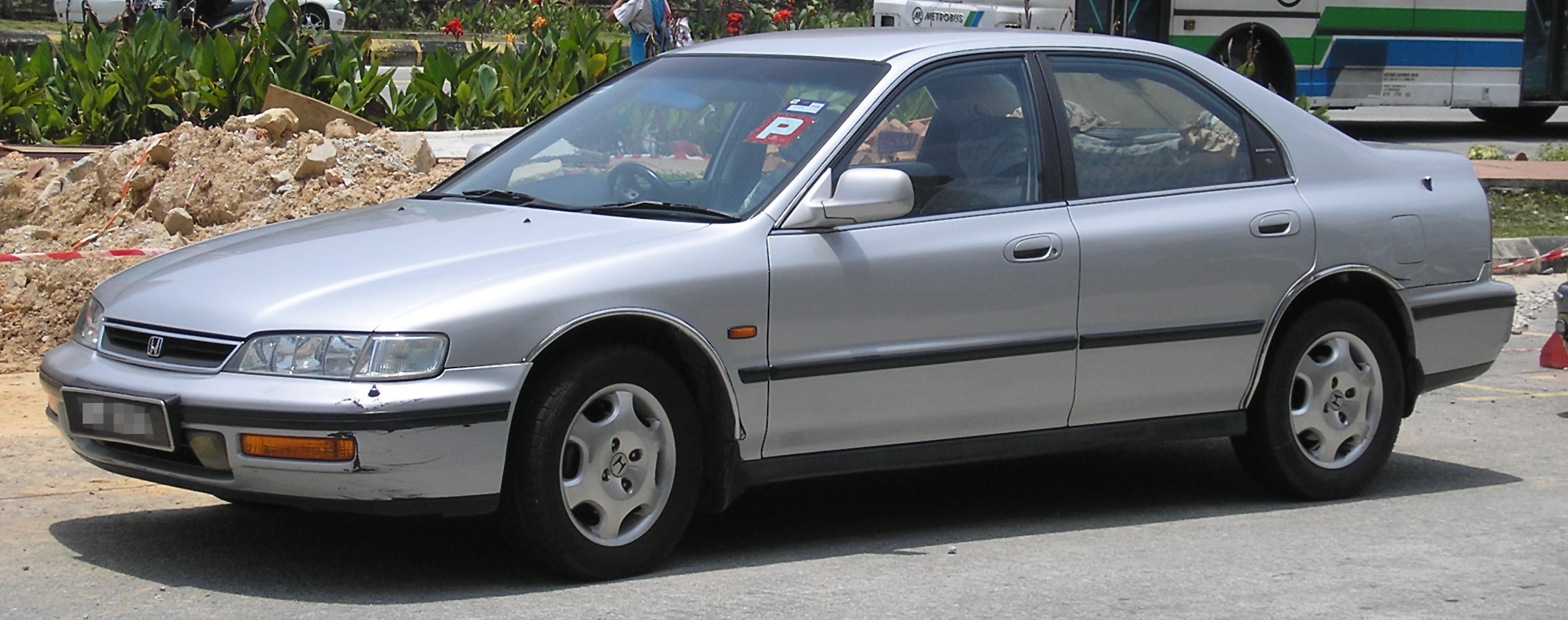
Honda Accord V sedan po liftingu

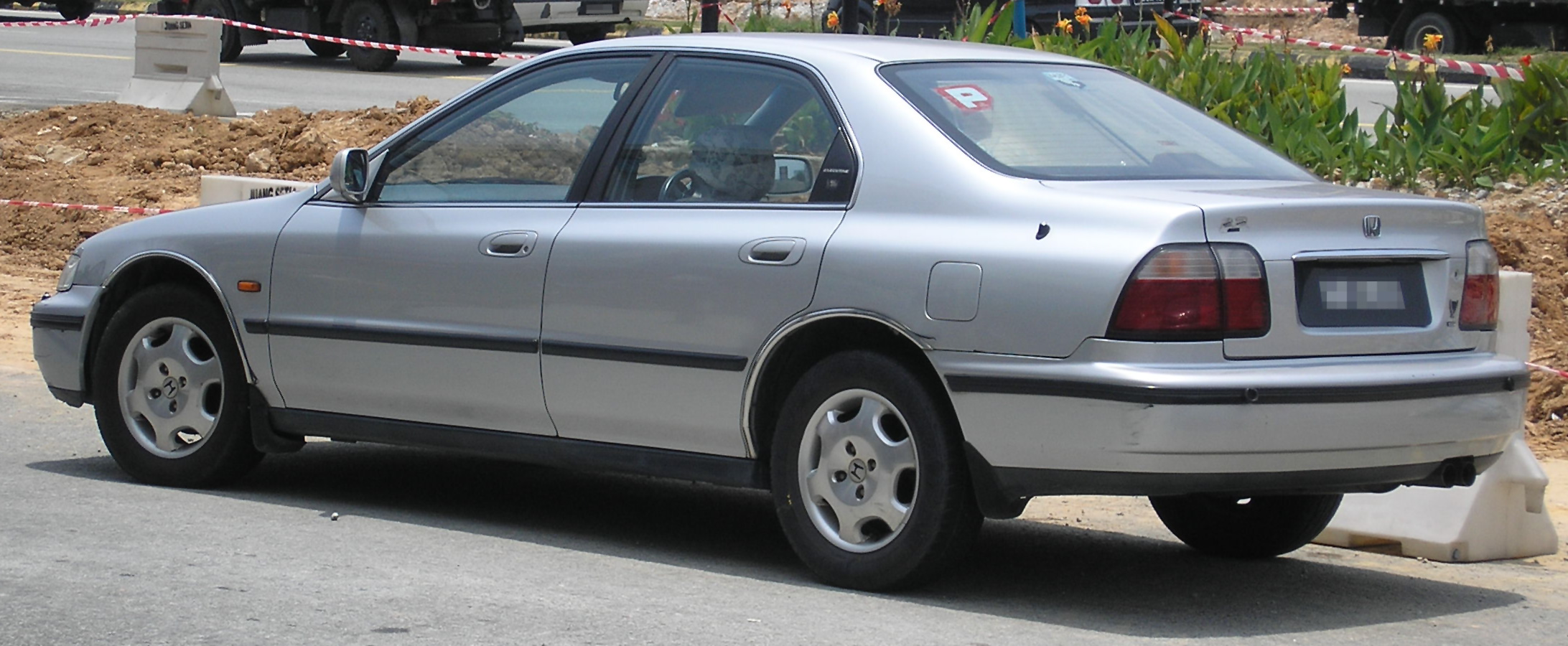
Tył Hondy Accord V sedan po liftingu

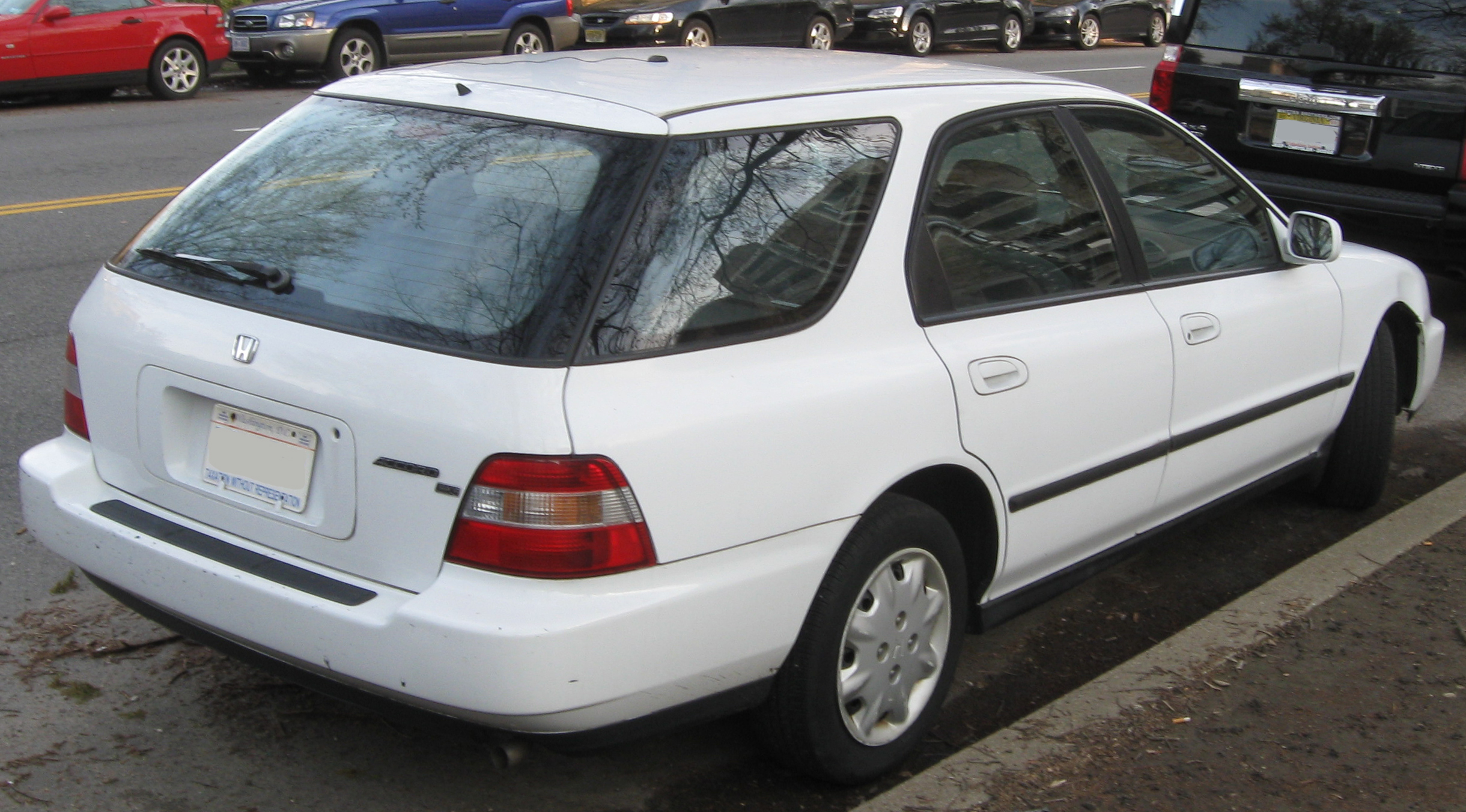
Tył Hondy Accord V kombi

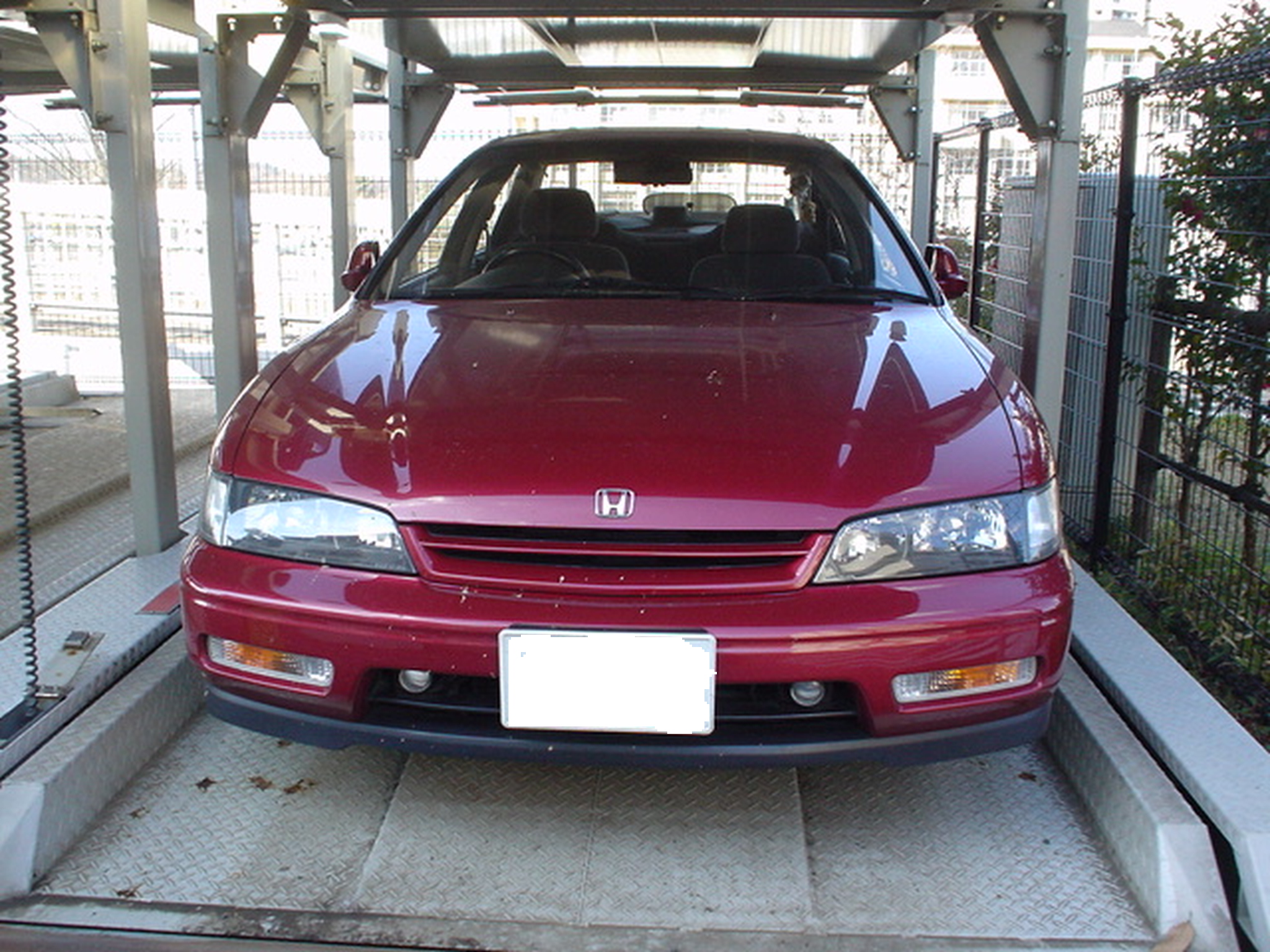
Honda Accord V SiR

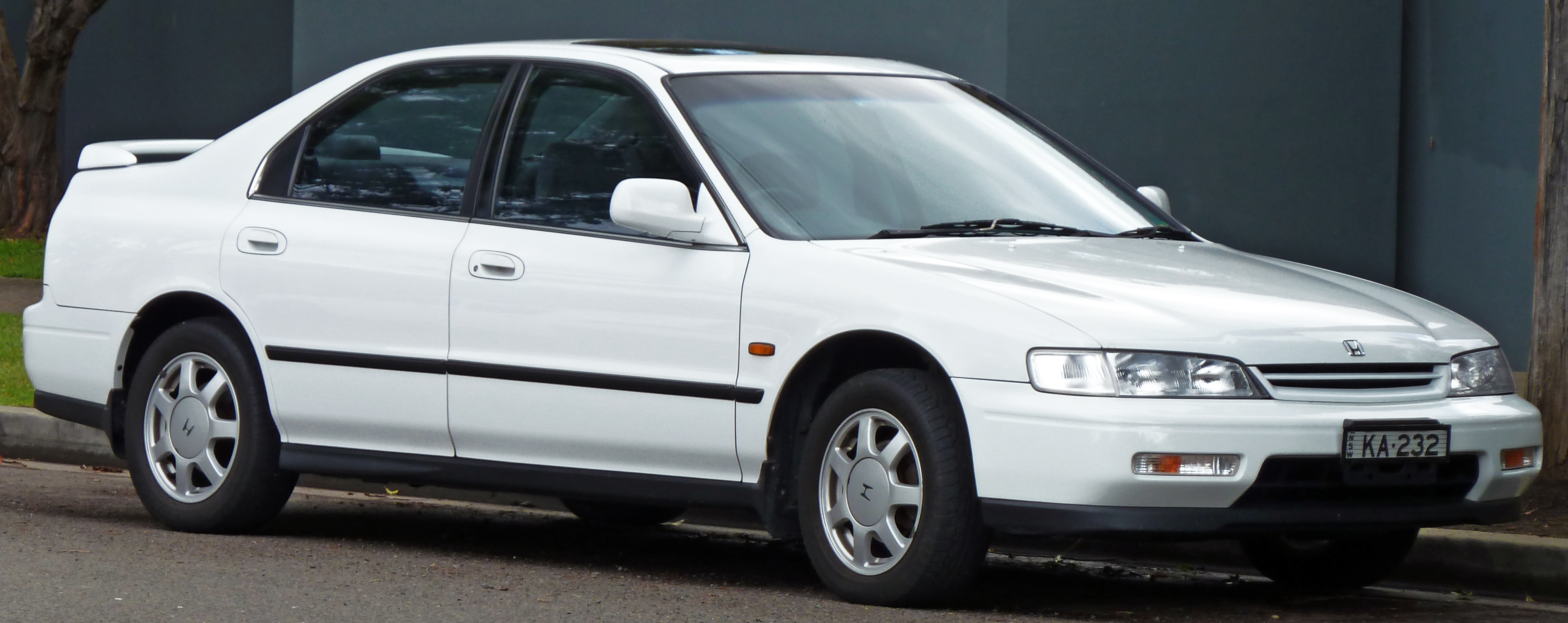
Honda Accord V VTi przed liftingiem; Australia

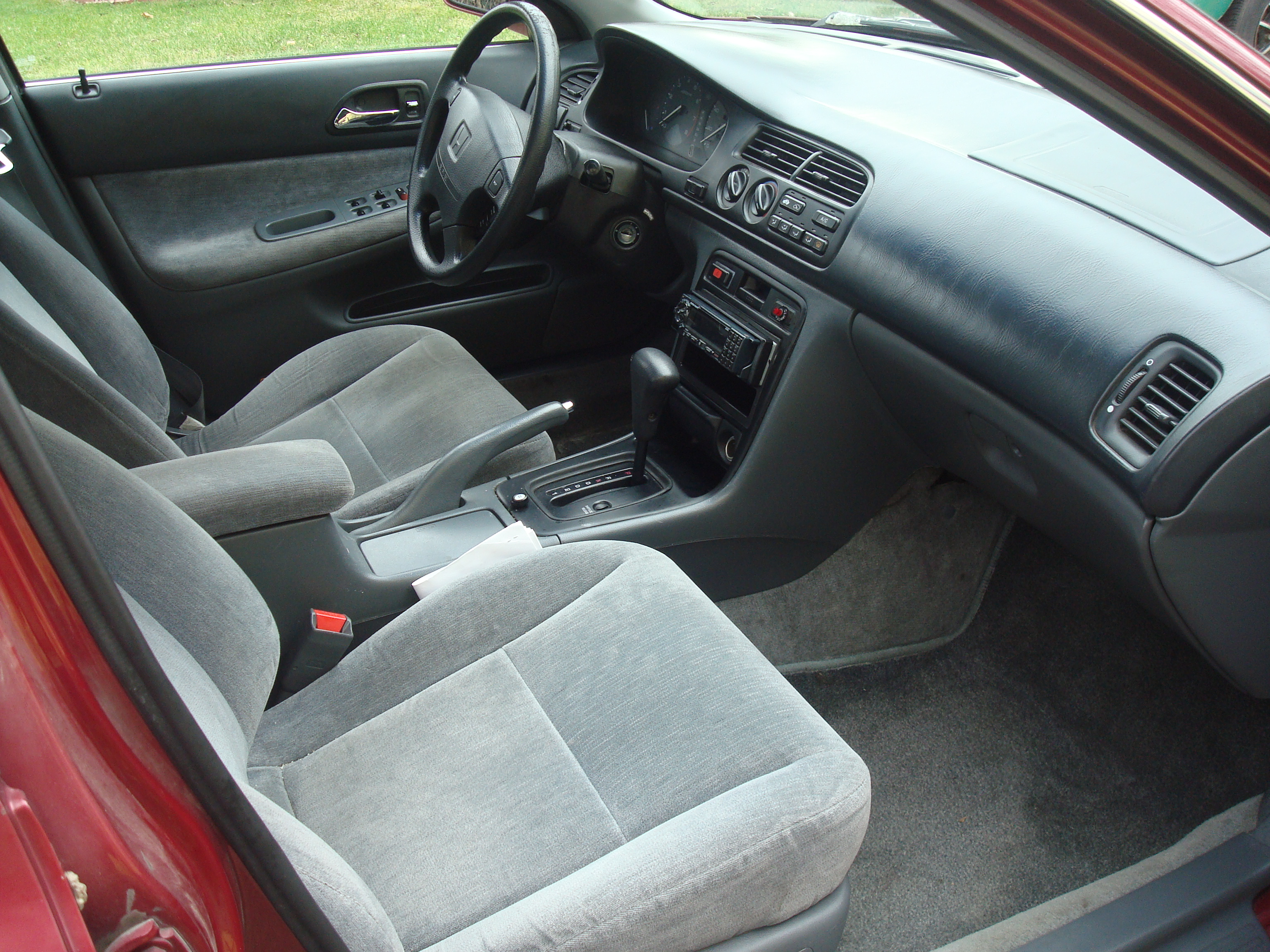
Wnętrze Hondy Accord V

W 1995 roku auto przeszło face lifting.

#### Wersje wyposażeniowe
- EX
- LX
- EX-R

## Szósta generacja
Honda Accord VI oferowana była w trzech wersjach stylistycznych. Pierwsza przeznaczona była na rynek europejski, druga na rynek japoński, a trzecia na amerykański, filipiński, nowozelandzki i australijski.

### Wersja europejska
Honda Accord VI przeznaczona na rynki europejskie po raz pierwszy została zaprezentowana w 1997 roku.

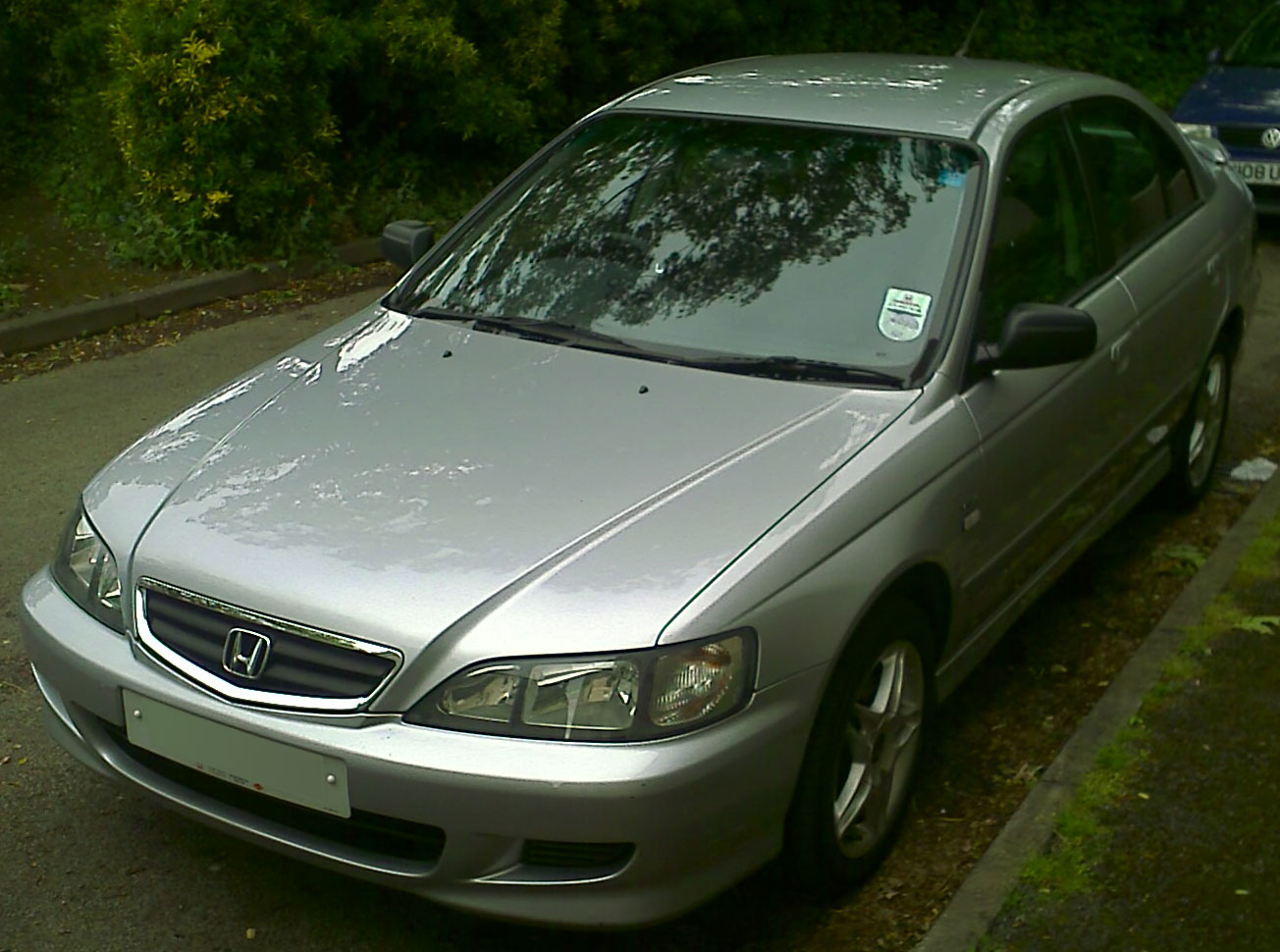
Honda Accord VI po face liftingu

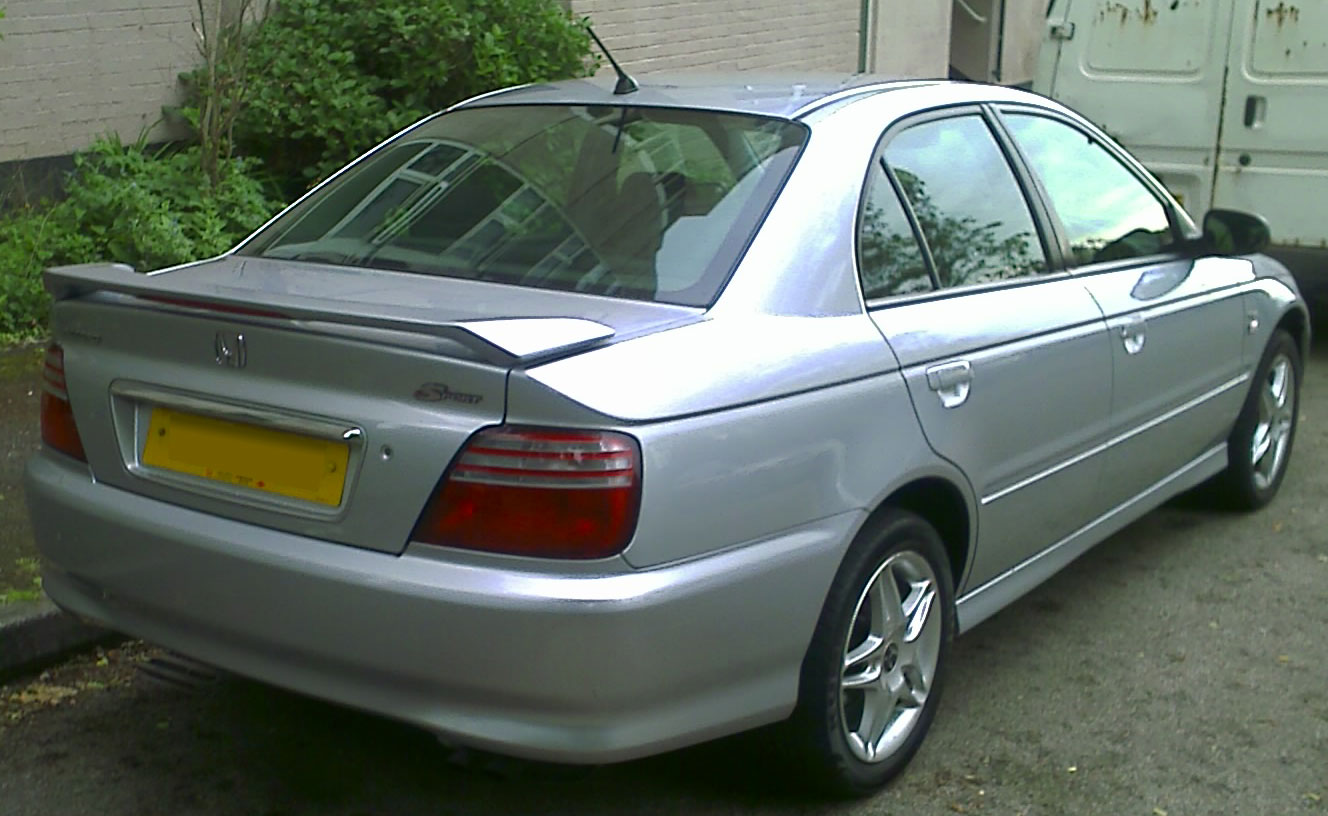
Tył Hondy Accord VI generacji po face liftingu

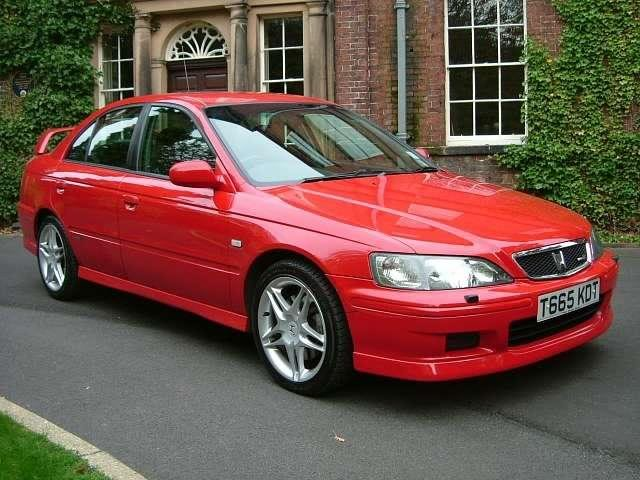
Przód Hondy Accord VI w wersji Type-R

Cechą charakterystyczną auta jest tablica rozdzielcza wyposażona w trzy zegarowe tarcze wskaźników w oddzielnych komorach. Samochód cechował się wielowahaczowym zawieszeniem gwarantującym dobre właściwości jezdne.
W 2000 roku auto przeszło modernizację. Zmieniono grill, zderzaki bez przetłoczeń, halogeny w trójkątnej formie oraz pozbyto się wysuwanej elektrycznie anteny z tylnego błotnika na rzecz stałej, krótkiej anteny na tylnej części dachu. Zmieniono ponadto wzory tapicerek foteli oraz zrezygonowano z zegarka w konsoli środkowej pod radiem.
Wersja Type-R wyposażona została w pakiet elementów odróżniających ją wizualnie od pozostałych wersji. W pakiecie znalazły się m.in.: ksenonowe reflektory z czarnymi ramkami zamiast chromowanych, grill z wzorem siatki zamiast poziomych żeberek oraz oznaczeniem Type-R, spojler na tylnej klapie, emblemat Hondy z czerwonym tłem z tyłu, dokładki zderzaków, układ wydechowy zakończony 2 tłumikami, większe tarcze hamulcowe z rozstawem śrub 5x114,3 (pozostałe wersję posiadały piasty z czteroma szpilkami) oraz felgi Speedline 17". Wnętrze było kompletnie odmienione przez sportowe fotele Recaro, 3-ramienną kierownicę z czerwonym logo Hondy na środku wyprodukowaną przez Włoską firmę MOMO, tytanową gałkę zmiany biegów oraz listewki ozdobne w kolorze tytanu. Na życzenie ta wersja mogła mieć wyposażenie opcjonalnie w postaci klimatyzacji automatycznej, czterech elektrycznych szyb oraz szyberdachu. Wersja ta dostępna była wyłącznie jako sedan. W 2000 roku wraz z liftingiem cywilnych wersji, Type-R również został poddany temu zabiegowi. Zrezygnowano wtedy z dokładek zderzaków, wydech końcowy był zakończony pod zderzakiem, przez co nie był widoczny na pierwszy rzut oka w porównaniu z wersją przed liftingiem gdzie były widoczne na pierwszy rzut oka dwie wystające końcówki wydechu. Grill również był zbliżony do wersji cywilnej z taką różnicą, że posiadał czerwony znaczek oraz emblemat Type-R. Auto napędzał najmocniejszy w tym modelu silnik o pojemności 2.2 l z systemami DOHC VTEC o mocy 212 KM.
Uwagę też może zwrócić zaprezentowana w 2000 roku wersja pojazdu z silnikiem 2.3l. Owy silnik został wprowadzony wraz z liftingiem nadwozia. Występował zarówno w nadwoziu sedan jak i liftback. Generował 154 konie mechaniczne. Tak jak wersja Type-R, ezgemplarze z silnikiem 2.3l posiadały koła z rozstawem na 5 śrub lecz ze standardową wielkością hamulców - tak jak pozostałe wersje. W Wielkiej Brytanii sprzedawano wersję Type-V wyłącznie z tym silnikiem oraz z paroma innymi różnicami charakteryzującymi tę wersję, m.in: chromowane klamki zewnętrzne, czteroramienna kierownica z drewnianym wykończeniem, skórzana tapicerka w jasnym i ciemnym odcieniu, białe tarcze zegarów, przetłoczenie na wykończeniu podłokietnika z napisem Type-V, chromowane nakładki wewnętrzne progów z napisem Type-V oraz przeważnie z najlepszym wyposażeniu oferowanym w tej generacji pojazdu.

#### Silniki[3][4]
| Silnik                | Pojemność skokowa [cm³] | Typ silnika        | Moc maksymalna [KM] (KW) przy obr./min | Maks. moment obrotowy [Nm] przy obr./min | Przyspieszenie 0-100 km/h [s] | Prędkość maks. [km/h] |                    |                    |                    |
| Silniki benzynowe:    | Silniki benzynowe:      | Silniki benzynowe: | Silniki benzynowe:                     | Silniki benzynowe:                       | Silniki benzynowe:            | Silniki benzynowe:    | Silniki benzynowe: | Silniki benzynowe: | Silniki benzynowe: |
| --------------------- | ----------------------- | ------------------ | -------------------------------------- | ---------------------------------------- | ----------------------------- | --------------------- | ------------------ | ------------------ | ------------------ |
| 1.6 SOHC              | 1590                    | R4                 | 116 (85)/6400                          | 140/5100                                 | 12,2                          | 190                   |                    |                    |                    |
| 1.8 SOHC VTEC         | 1850                    | R4                 | 136 (100)/6000                         | 175/4800                                 | 10,7                          | 210                   |                    |                    |                    |
| 2.0 SOHC VTEC         | 1997                    | R4                 | 147 (108)/6000                         | 184/4800                                 | 10,3                          | 210                   |                    |                    |                    |
| 2.2 DOHC VTEC         | 2157                    | R4                 | 212 (156)/7200                         | 215/6700                                 | 7,2                           | 228                   |                    |                    |                    |
| 2.3 SOHC VTEC         | 2254                    | R4                 | 154 (113)/5700                         | 206/4700                                 | 9,9                           | 209                   |                    |                    |                    |
| 3.0 VTEC              | 2997                    | V6                 | 200/5500                               | 264/4700                                 | 8 (automat)                   | 225                   |                    |                    |                    |
| Silniki wysokoprężne: |                         |                    |                                        |                                          |                               |                       |                    |                    |                    |
| 2.0 i-TD, CTDI SOHC   | 1994                    | R4                 | 105 (77)/4200                          | 210/2000                                 | 13,3                          | 185                   |                    |                    |                    |

#### Wersje wyposażeniowe[6]
- S – podstawowa (elektrycznie sterowane przednie szyby boczne)
- LS – wyższa (elektryczne 4 szyby, reflektory przeciwmgłowe, listwy drzwiowe w takim samym wykończeniu jak te nad schowkiem pasażera)
- ES – luksusowa (tempomat, automatyczna klimatyzacja, zestaw audio Bose z subwooferem na tylnej półce lub w bagażniku w zależności od rodzaju nadwozia, podłokietnik ze schowkiem, spryskiwacze reflektorów, listwy na drzwiach, klamki i lusterka w kolorze nadwozia, spryskiwacze reflektorów, wygłuszenie pokrywy bagażnika, nawigacja)
- Type-R – sportowa[7]
- Type-V -  drewnopodobne wykończenie kierownicy, chromowane klamki zewnętrzne, chromowane listwy na progach, białe tarcze zegarów
- Motegi - bazowała na wersji LS, dodatkowo: Atrapa grilla jak w Type-R lecz bez emblematu, unikalna gałka zmiany biegów, oznaczenie wersji na zewnętrznej stronie plastików przednich drzwi
- Sport - Specjalny zestaw dokładek w wersji przed liftingiem, białe tarcze zegarów, niska lotka na tylnej klapie z trzecim światłem stop, reflektory z ciemnym wykończeniem, srebrna gałka zmiany biegów

Standardowe wyposażenie pojazdu obejmuje m.in. elektrycznie sterowane szyby i elektrycznie sterowane lusterka, regulację wysokości siedzenia, klimatyzację, welurową tapicerkę oraz otwieraną z pilota klapę bagażnika. W najdroższych opcjach występowały: skórzana tapicerka oraz wbudowana nawigacja.

### Wersja japońska
Honda Accord VI przeznaczona na rynek japoński po raz pierwszy została zaprezentowana w 1997 roku. W kombi o oznaczeniu nadwozia "CH9" montowany był bardzo rzadki silnik H23A JDM Blue Top (2.3l R4 DOHC VTEC), który generował 200KM i 221NM oraz był zespolony ze skrzynią automatyczną. W nadwoziu o oznaczeniu "CL2" natomiast można było spotkać napęd AWD. Accord euro r (Honda Torneo) posiadał silnik H22A generujący w zależności od skrzyni 180KM lub 200KM. Wersja SiR-T (Sedan oznaczenie "CF4") została wyposażona w rzadki silnik Hondy o oznaczeniu F20B (2.0l DOHC VTEC). Silnik ten opiera się na "H22A" jednak został on zmniejszony z 2.2l na 2.0l, aby mógł konkurować z innymi silnikami w różnych zawodach do 2.0l pojemności, przy czym generował w zależności od skrzyni 200KM (skrzynia manuala) lub 180KM (skrzynia automatyczna).

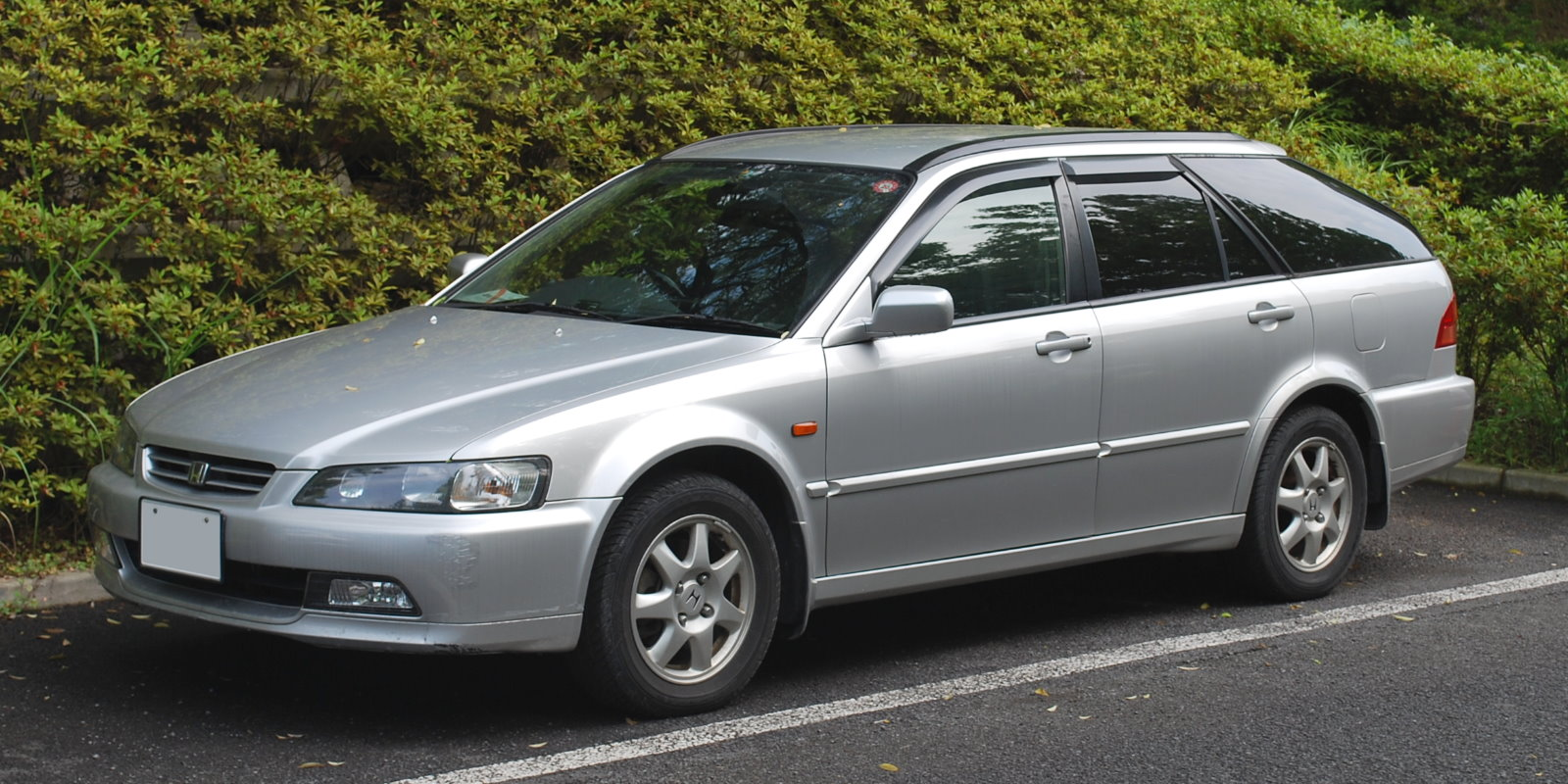
Honda Accord VI kombi

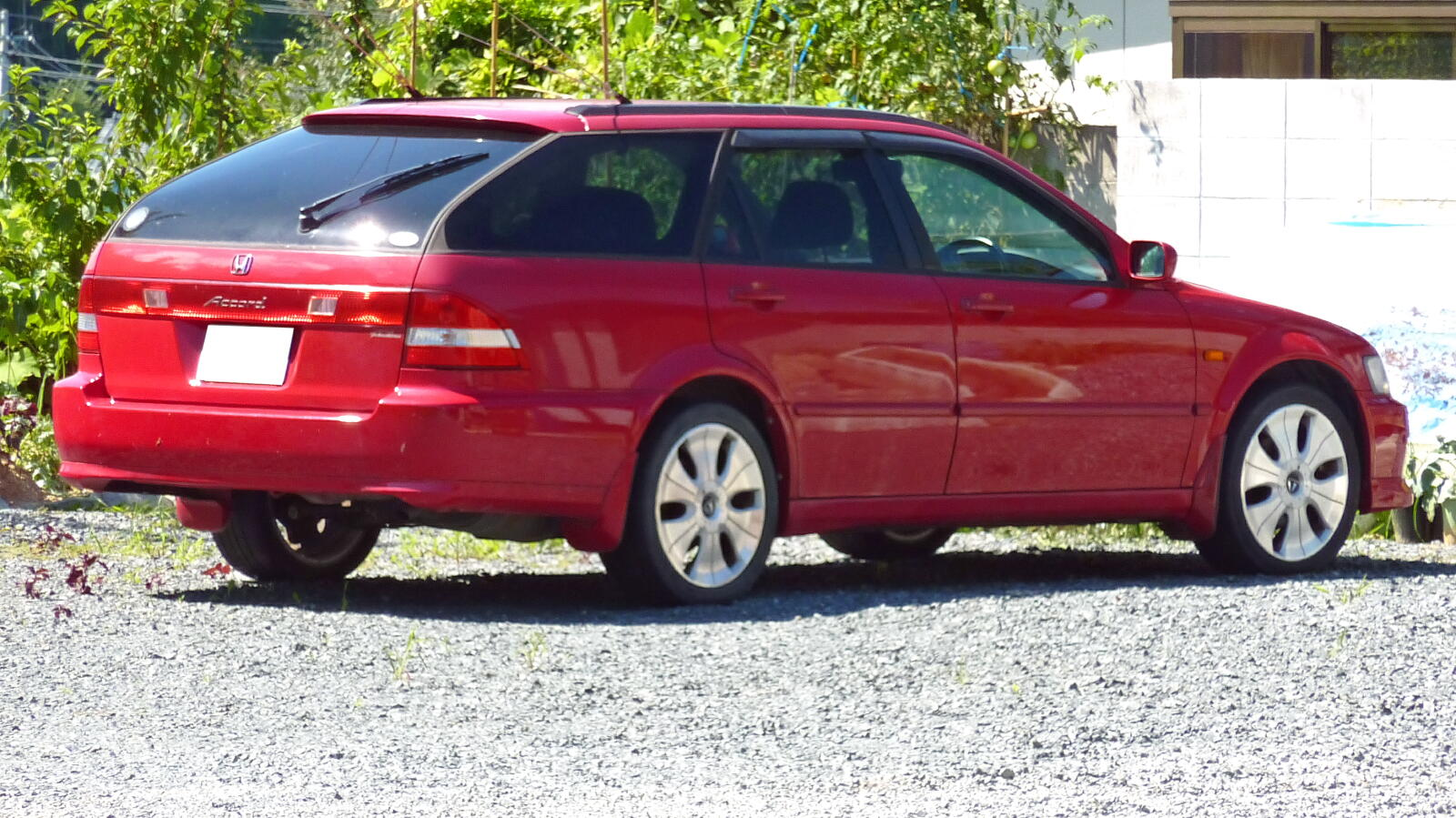
Tył Hondy Accord VI kombi

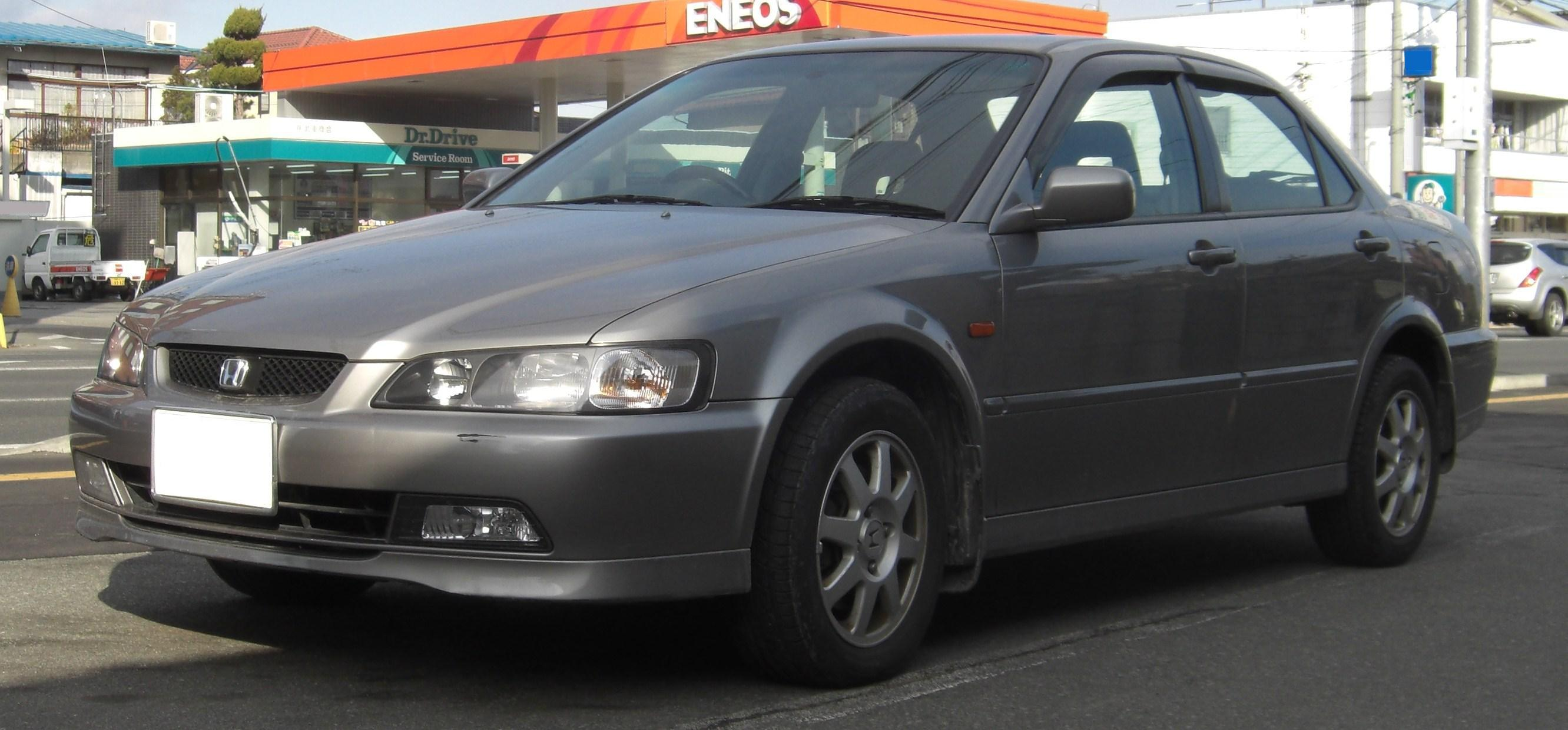
Honda Accord VI sedan

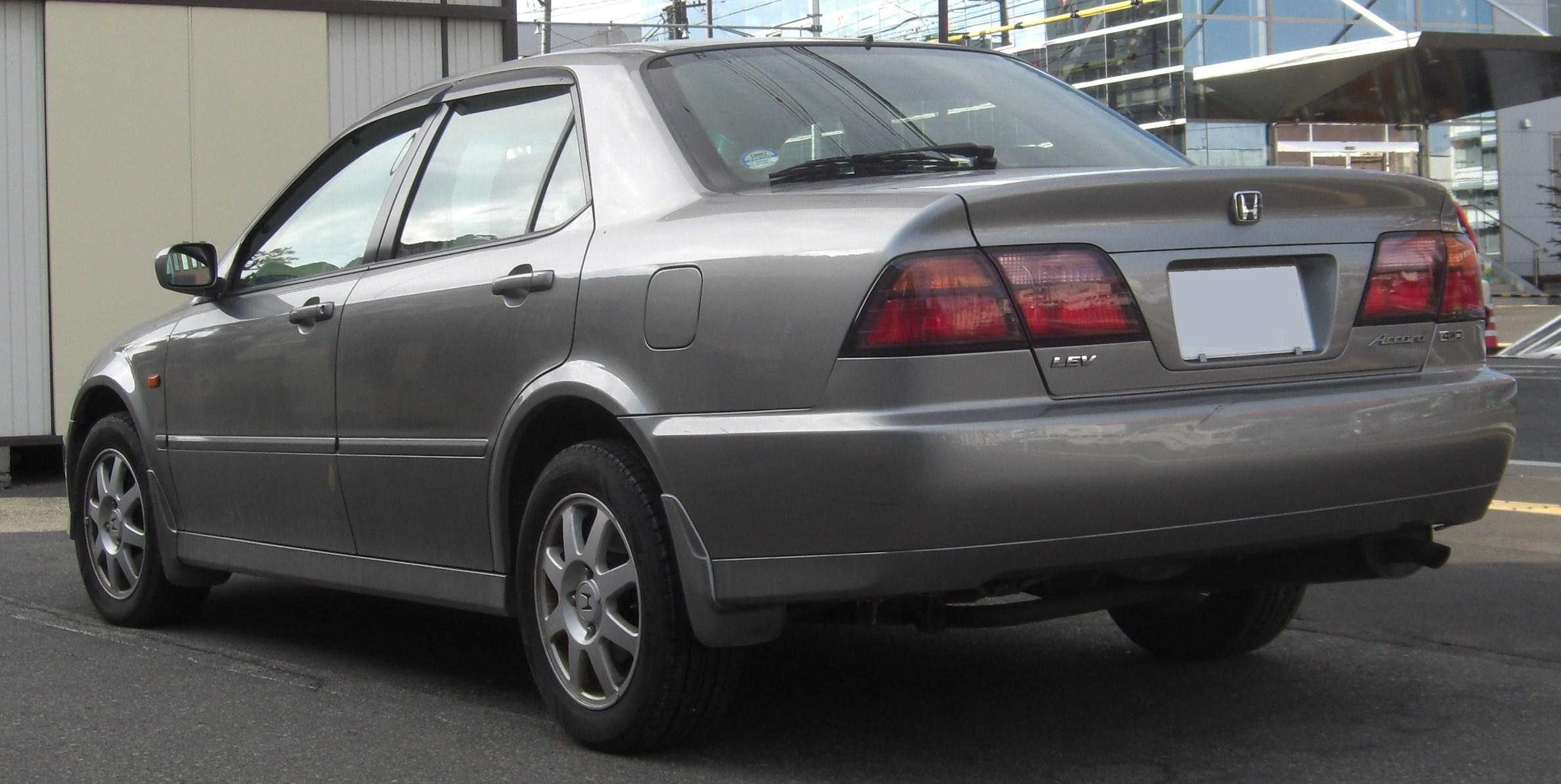
Tył Hondy Accord VI sedan

W 2000 roku auto poddano face liftingowi.

#### Wersje wyposażeniowe
- SiR
- SiR-T
- Euro R

### Wersja amerykańska, australijska, nowozelandzka, filipińska
Honda Accord VI przeznaczona na rynki amerykański, australijski, filipiński i nowozelandzki została po raz pierwszy zaprezentowana w 1997 roku.

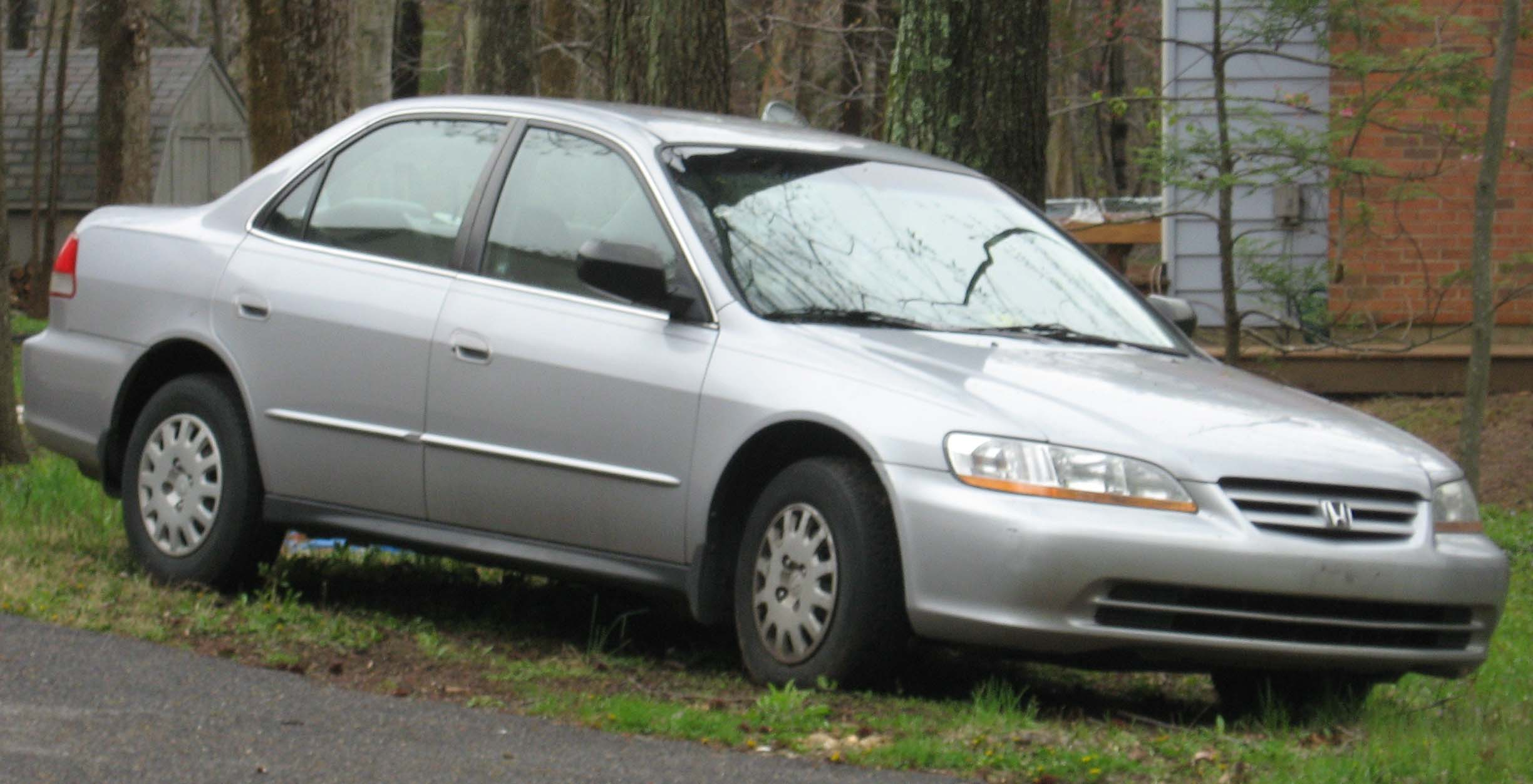
Honda Accord VI po liftingu

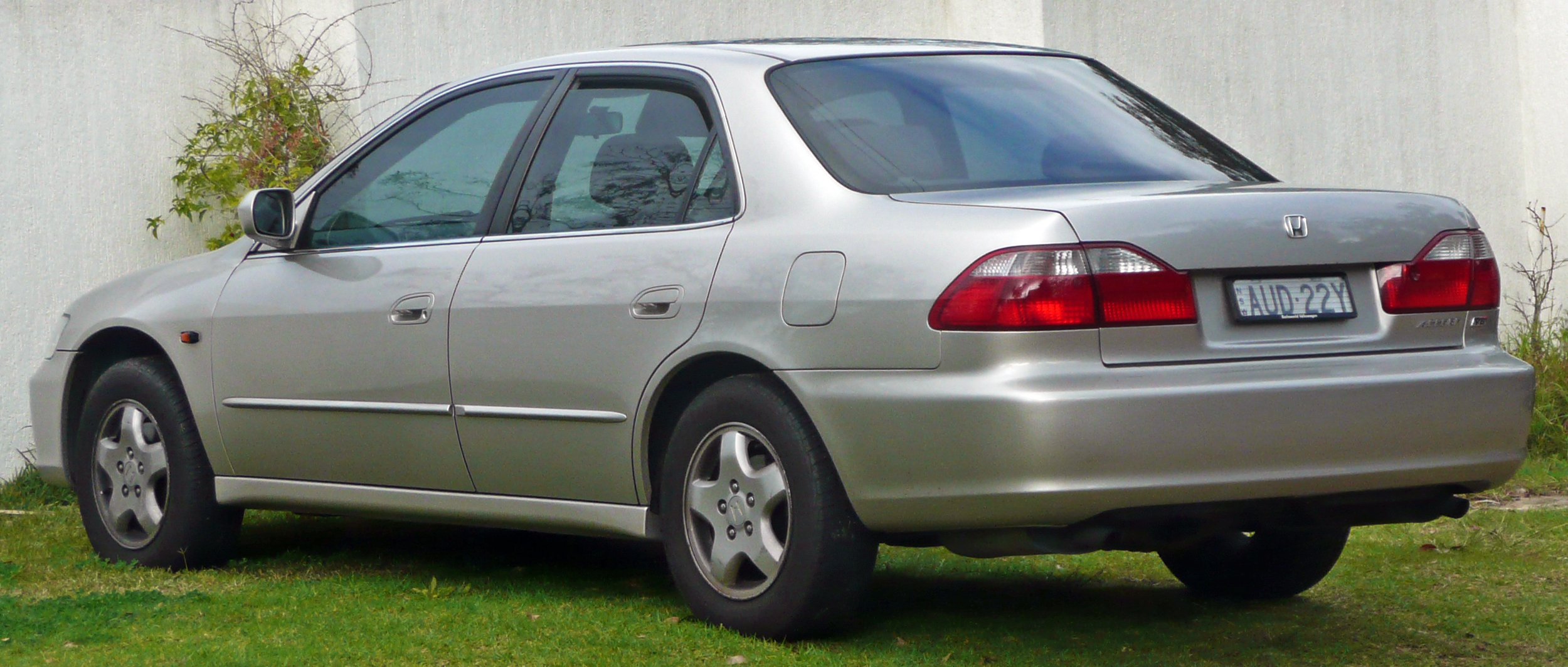
Tył Hondy Accord VI przed liftingiem

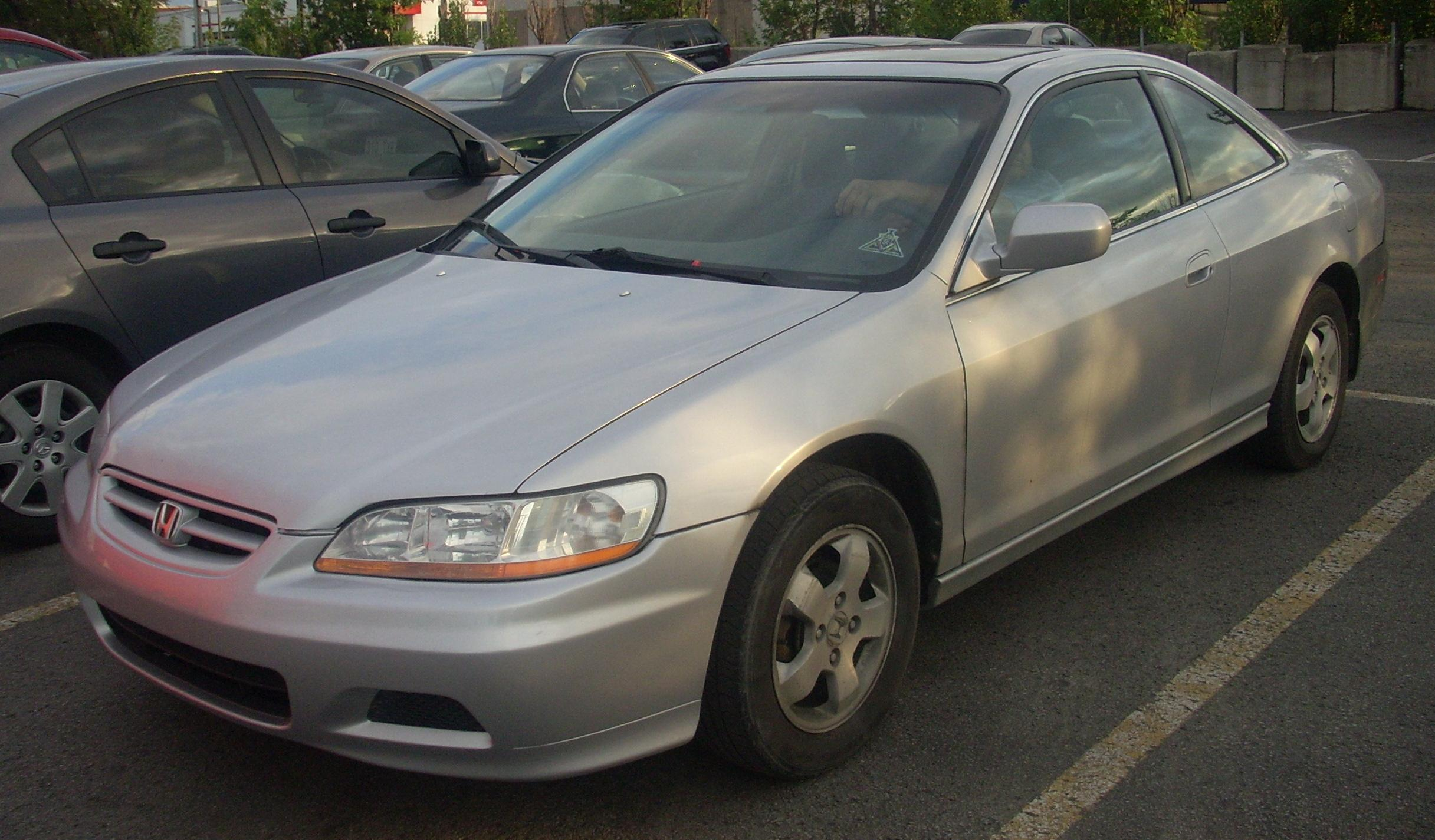
Honda Accord VI Coupe

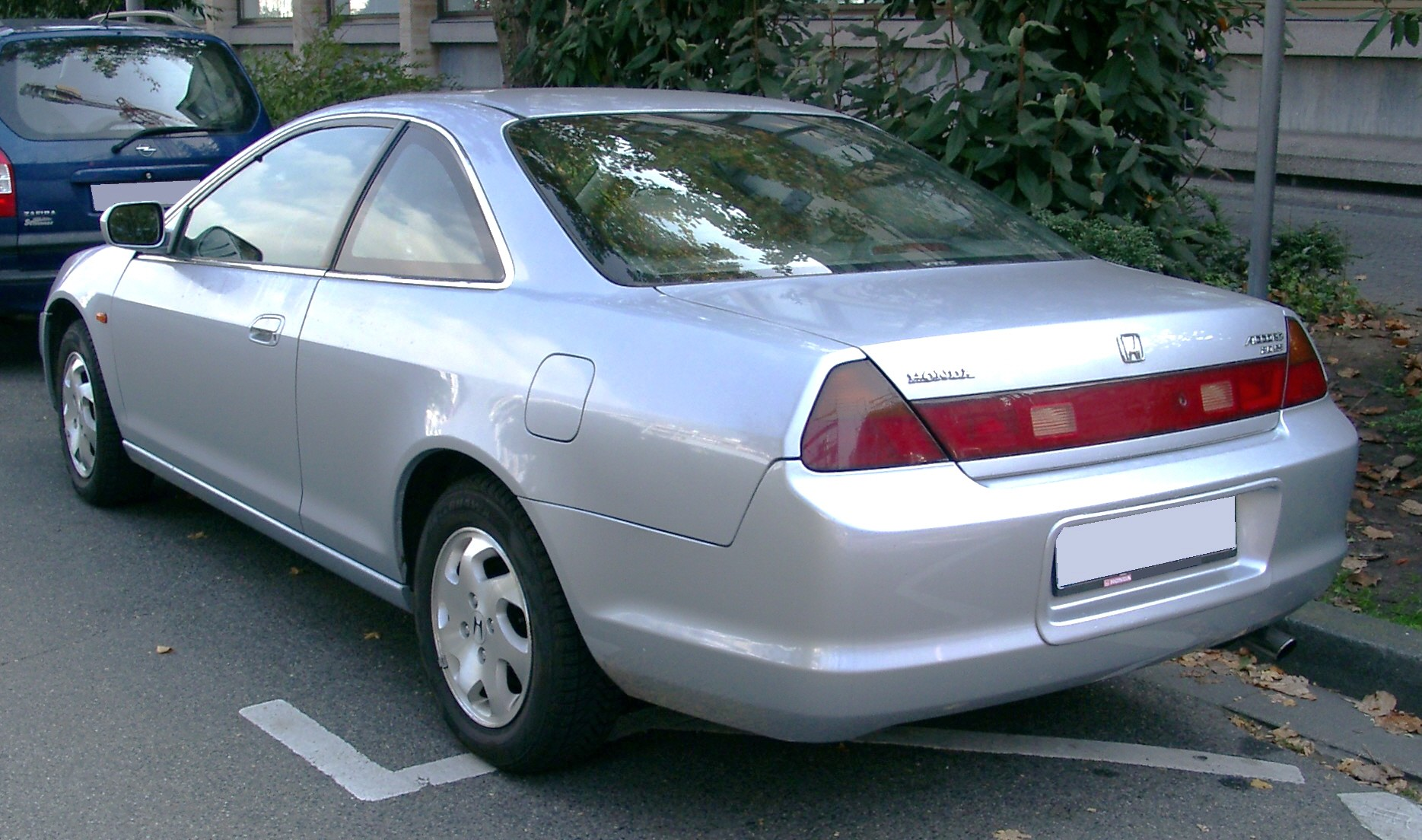
Tył Hondy Accord VI Coupe

W 2000 roku auto przeszło face lifting.

#### Silniki
- R4 2.0 VTEC 147 KM
- R4 2.3 VTEC 150 KM
- R4 2.3 VTEC 148 KM
- R4 2.3 VTEC 135 KM
- V6 3.0 SOHC VTEC 200 KM

#### Wersje wyposażeniowe
- DX
- LX
- EX
- EX-V6

## Siódma generacja
Honda Accord VII oferowana była w dwóch wersjach stylistycznych: jednej przeznaczonej na rynek europejski i japoński oraz drugiej przeznaczonej na rynek amerykański.

### Wersja europejska i japońska

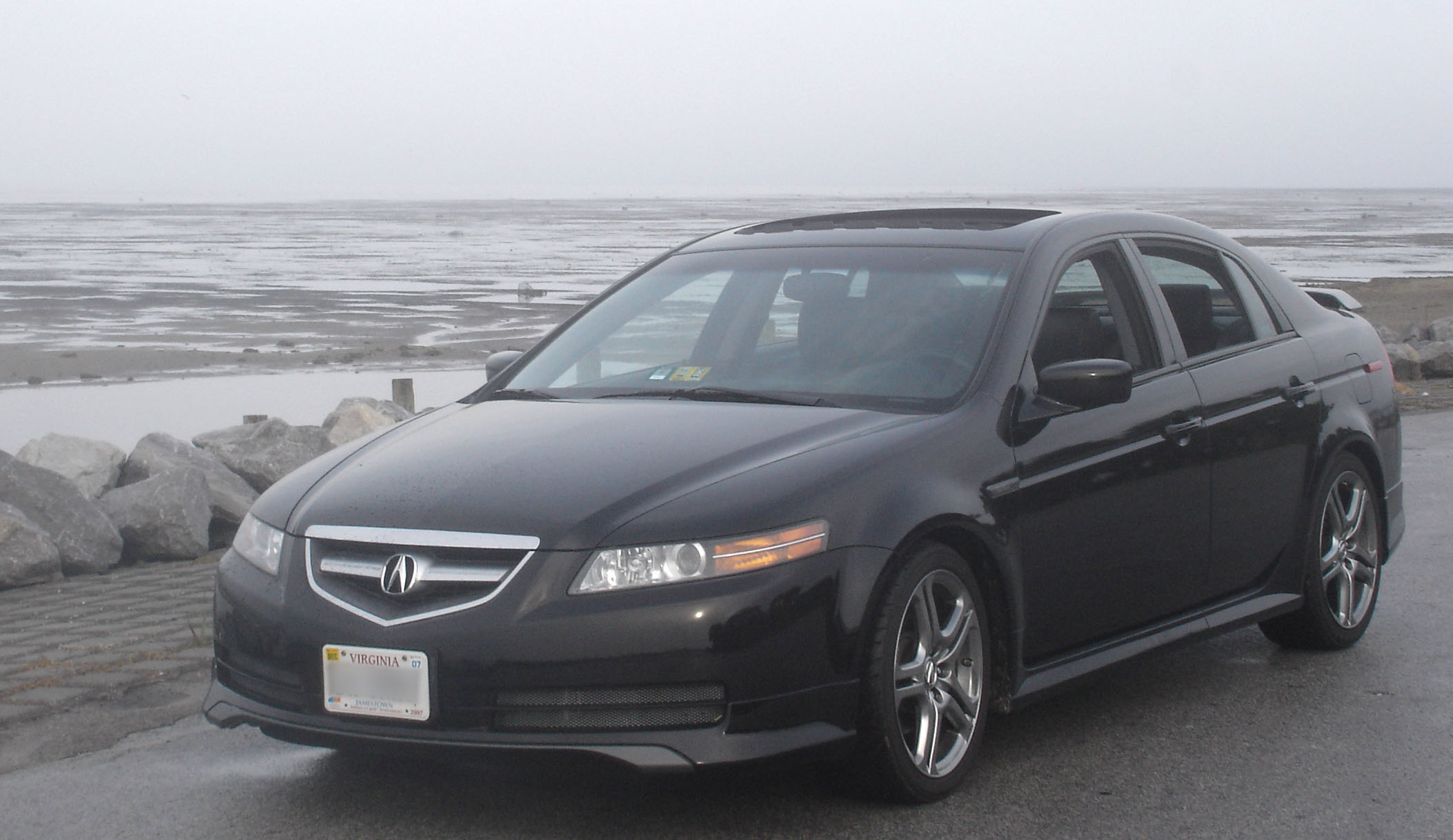
Amerykańska Acura TL

Honda Accord VII została po raz pierwszy zaprezentowana w listopadzie 2002 roku.

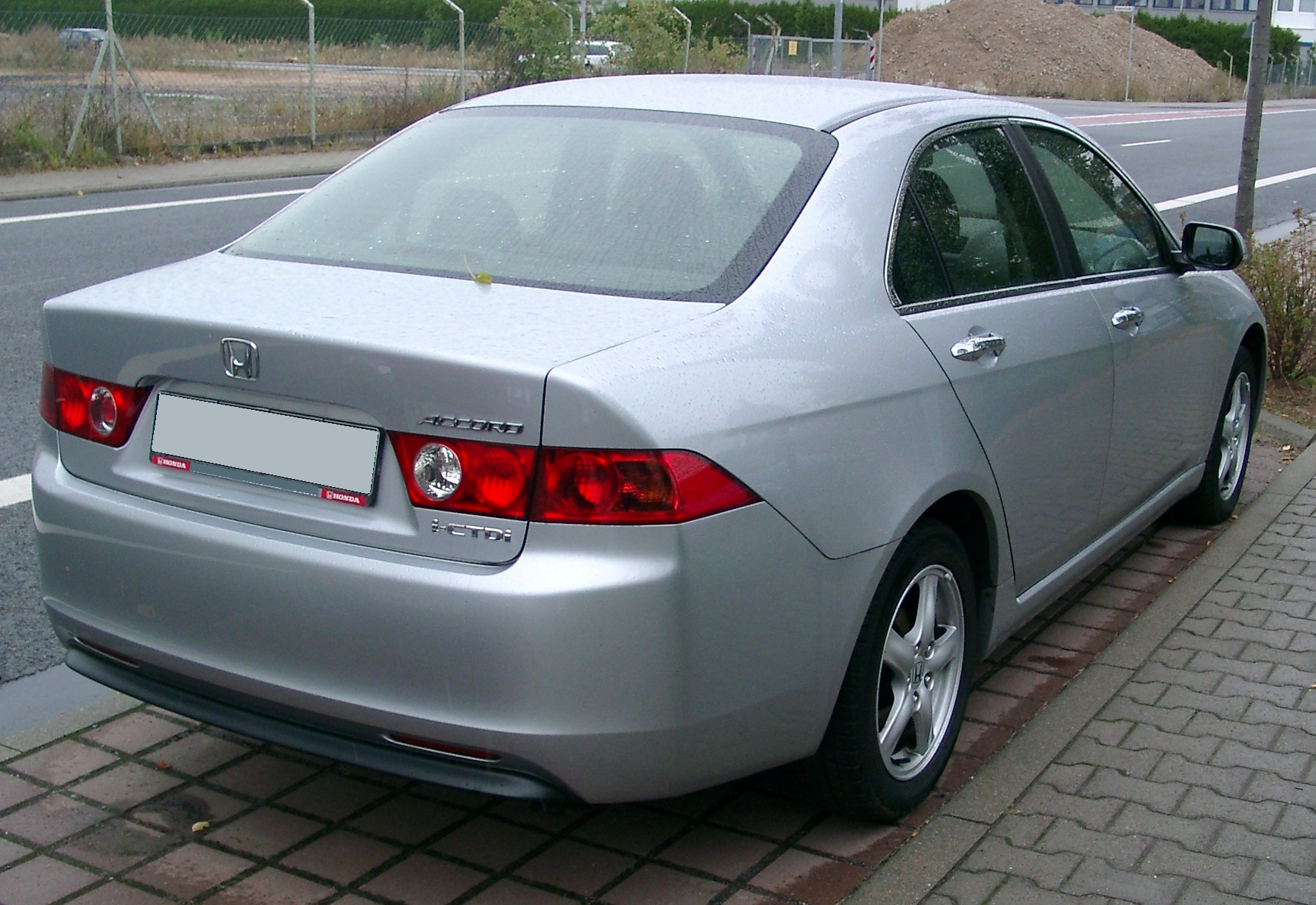
Tył Hondy Accord VII przed liftingiem

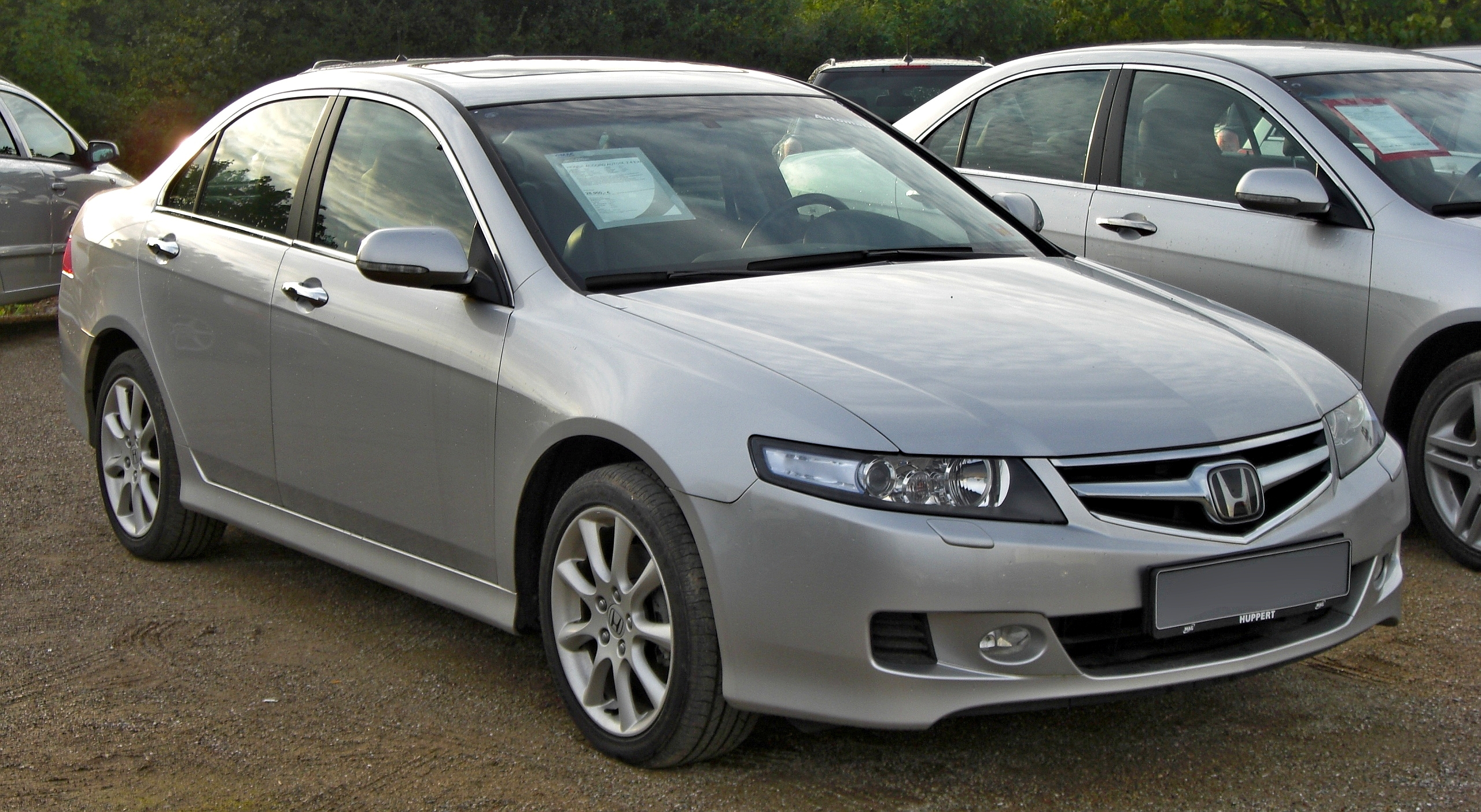
Honda Accord VII po liftingu

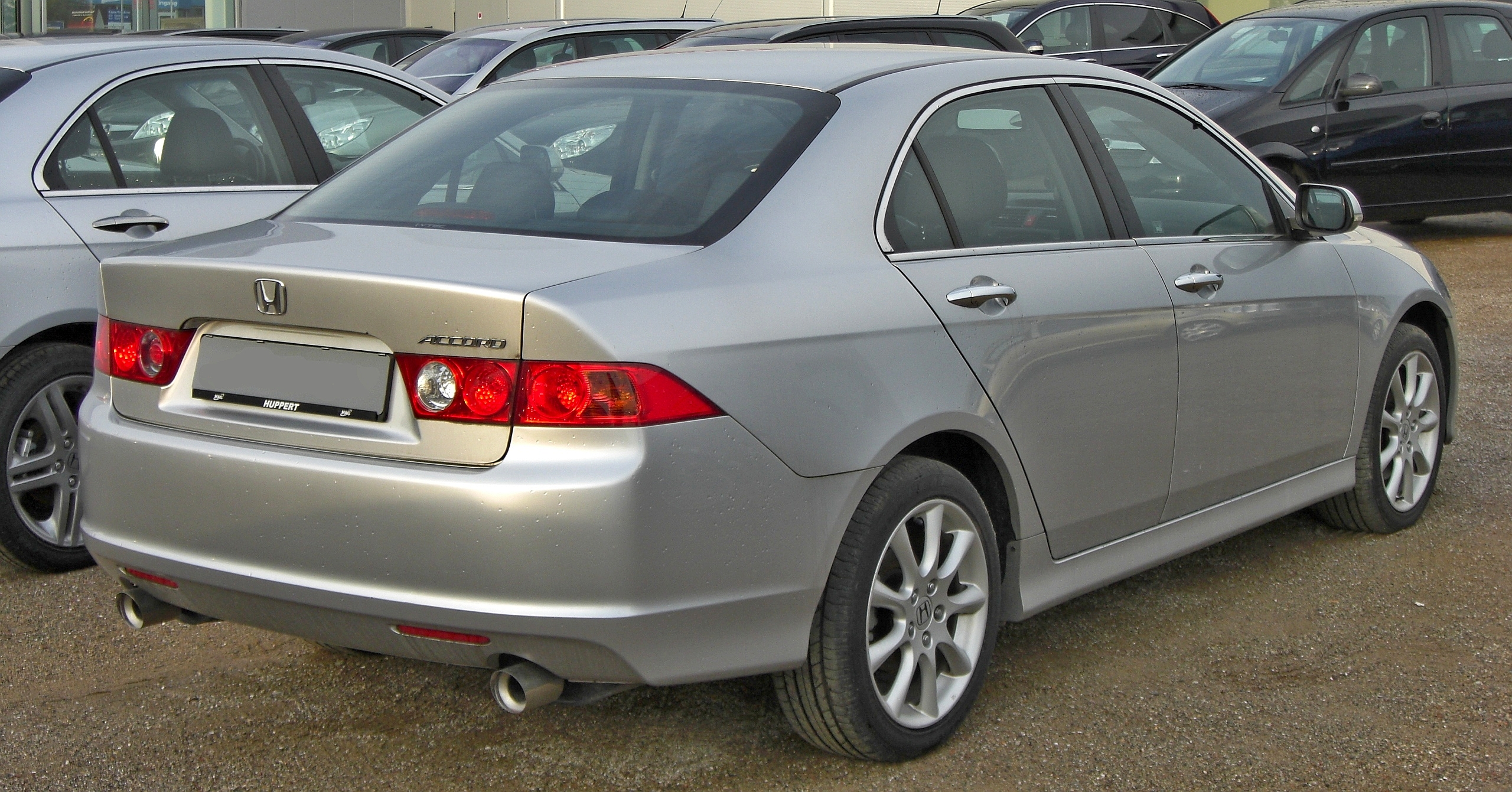
Tył Hondy Accord VII po liftingu

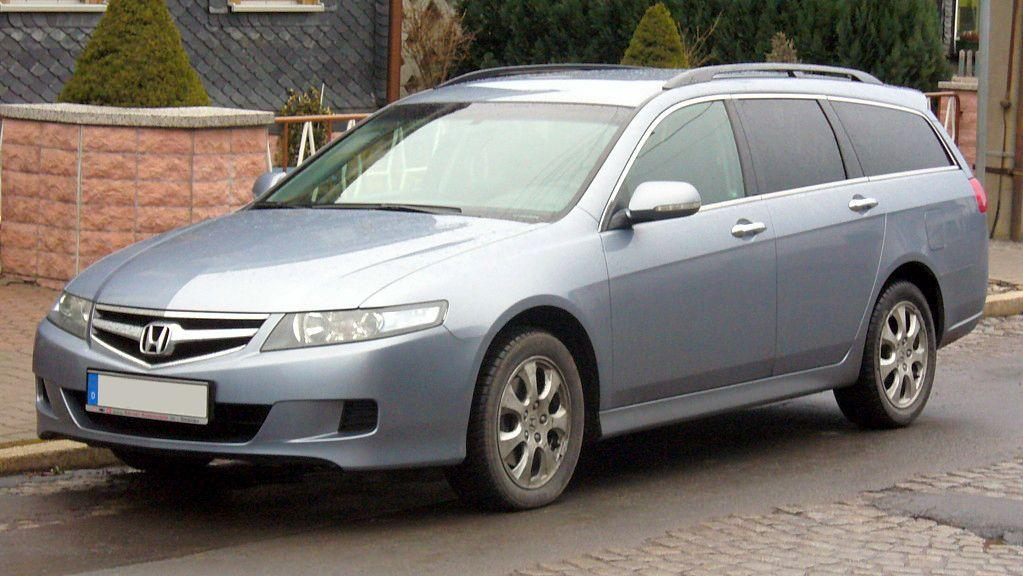
Honda Accord VII Tourer

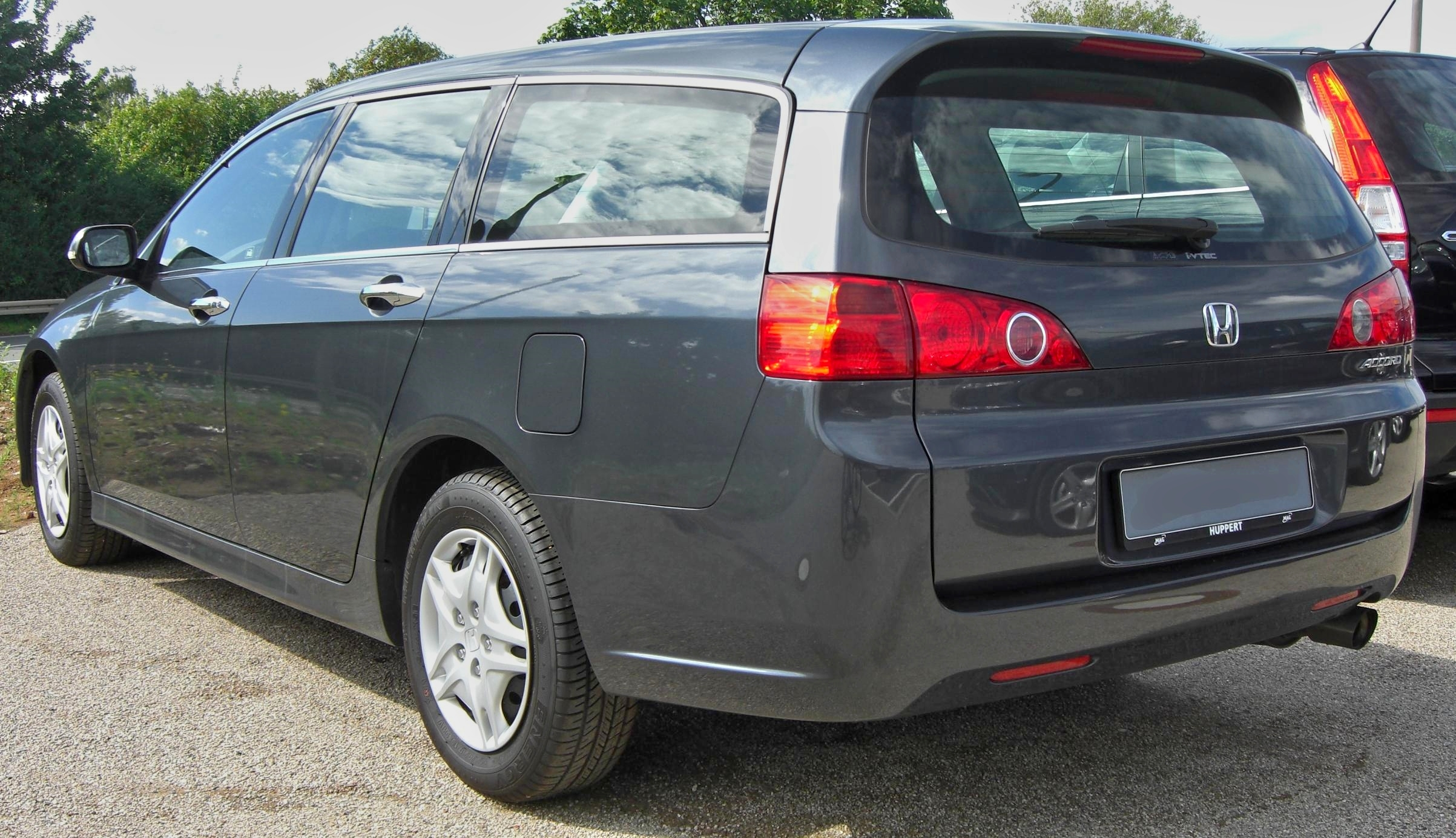
Tył Hondy Accord VII Tourer

W 2003 roku zaprezentowano wersję kombi oraz pierwszy silnik Diesla marki. W 2005 roku auto przeszło face lifting. Pojazd otrzymał delikatnie zmieniony pas przedni i zegary oraz dopracowano silnik Diesla, który wyposażony został w opcjonalny filtr cząstek stałych.
Samochód zdobył tytuł Japońskiego Auta Roku – Japan Car of the Year 2002/2003.

#### Silniki
| Silnik                | Pojemność skokowa [cm³] | Typ silnika        | Moc maksymalna [KM] przy obr./min | Maks. moment obrotowy [Nm] przy obr./min | Przyspieszenie 0-100 km/h [s] | Prędkość maks. [km/h] |                    |                    |                    |
| Silniki benzynowe:    | Silniki benzynowe:      | Silniki benzynowe: | Silniki benzynowe:                | Silniki benzynowe:                       | Silniki benzynowe:            | Silniki benzynowe:    | Silniki benzynowe: | Silniki benzynowe: | Silniki benzynowe: |
| --------------------- | ----------------------- | ------------------ | --------------------------------- | ---------------------------------------- | ----------------------------- | --------------------- | ------------------ | ------------------ | ------------------ |
| 2.0                   | 1998                    | R4                 | 155                               | 190/4500                                 | 9,1                           | 217                   |                    |                    |                    |
| 2.4                   | 2354                    | R4                 | 190                               | 220/4500                                 | 7,9                           | 227                   |                    |                    |                    |
| Silniki wysokoprężne: |                         |                    |                                   |                                          |                               |                       |                    |                    |                    |
| 2.2 i-CTDi            | 2204                    | R4                 | 140                               | 340/2000                                 | 9,4                           | 210                   |                    |                    |                    |

#### Wersje wyposażeniowe[9]
- Comfort
- Sport
- Type-S
- Executive
- Euro R

Standardowe wyposażenie pojazdu obejmowało m.in. klimatyzację, 6 poduszek powietrznych, elektrycznie sterowane szyby i lusterka, centralny zamek oraz ABS z EBD i TCS z ESP.
Opcjonalnie pojazd wyposażyć można było m.in. w światła przeciwmgłowe, tempomat, zmieniarkę CD, skórzaną tapicerkę, system nawigacji satelitarnej z ekranem dotykowym, Bluetooth oraz system informujący o niezamierzonej zmianie pasa ruchu (LKAS).

### Wersja amerykańsko-azjatycka
Honda Accord VII w wersji przeznaczonej na rynek amerykański został po raz pierwszy zaprezentowany w 2002 roku.

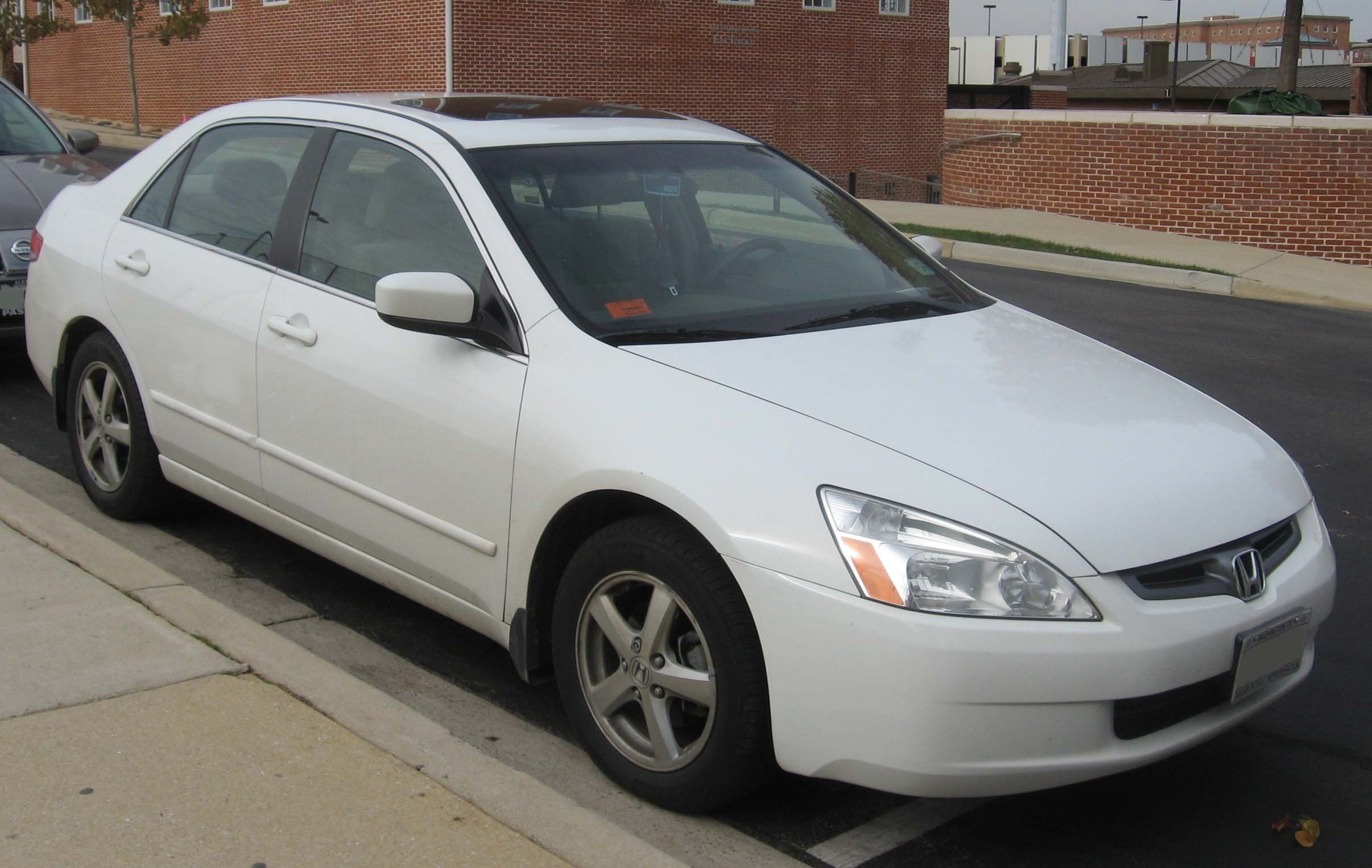
Honda Accord VII przed face liftingiem

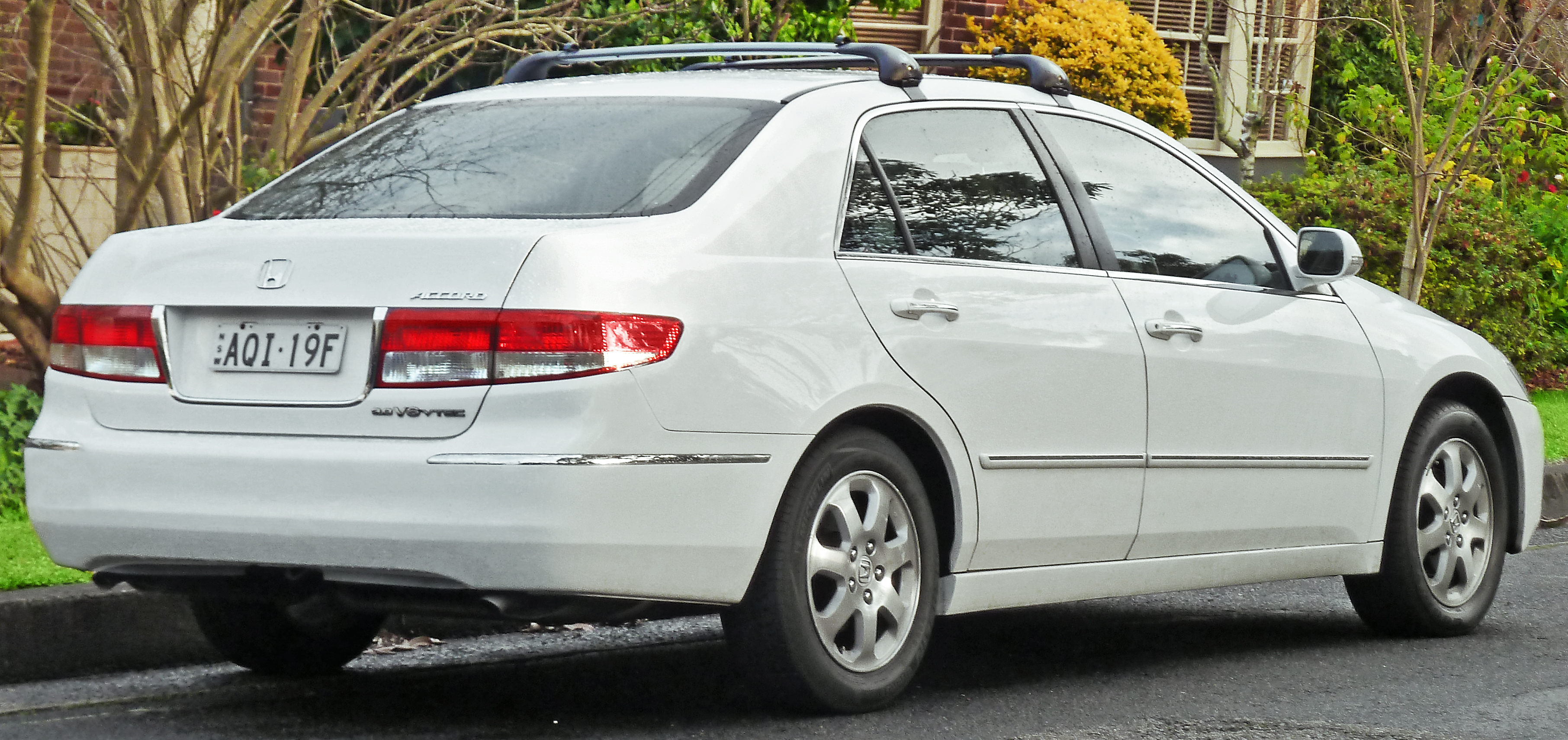
Tył Hondy Accord VII przed face liftingiem

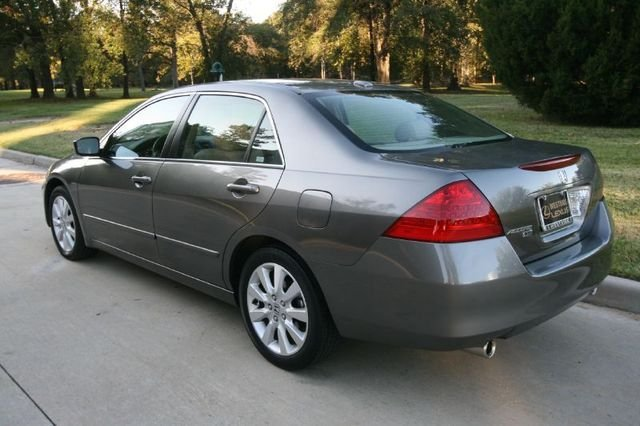
Tył Hondy Accord VII po face liftingu

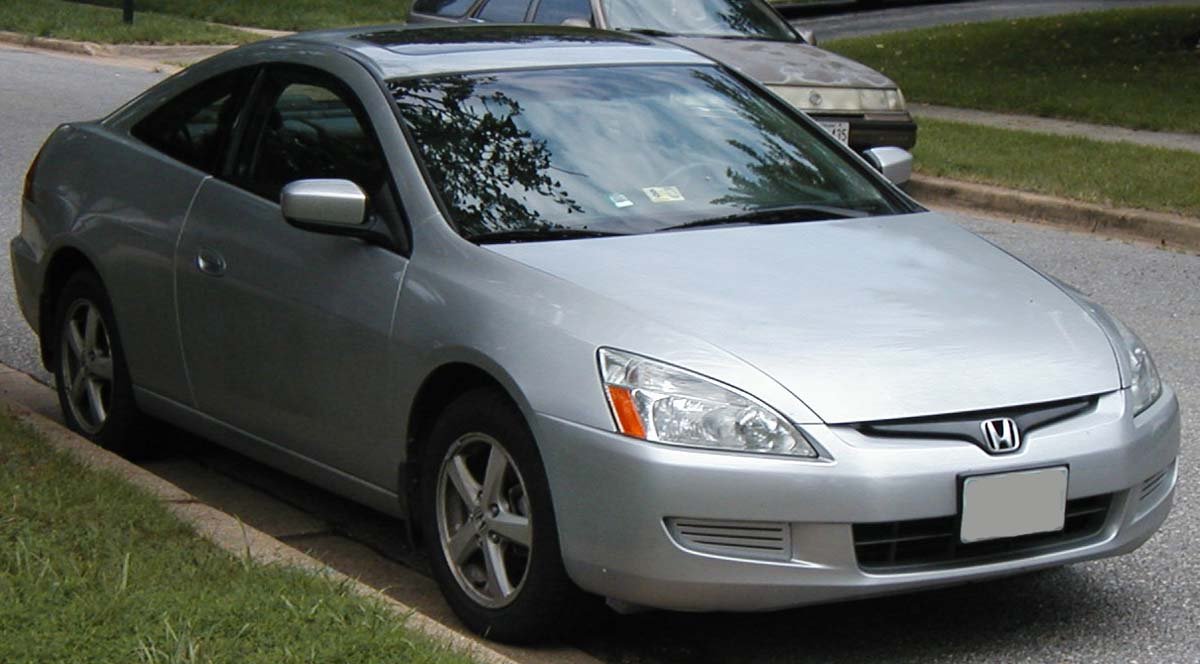
Honda Accord VII Coupe

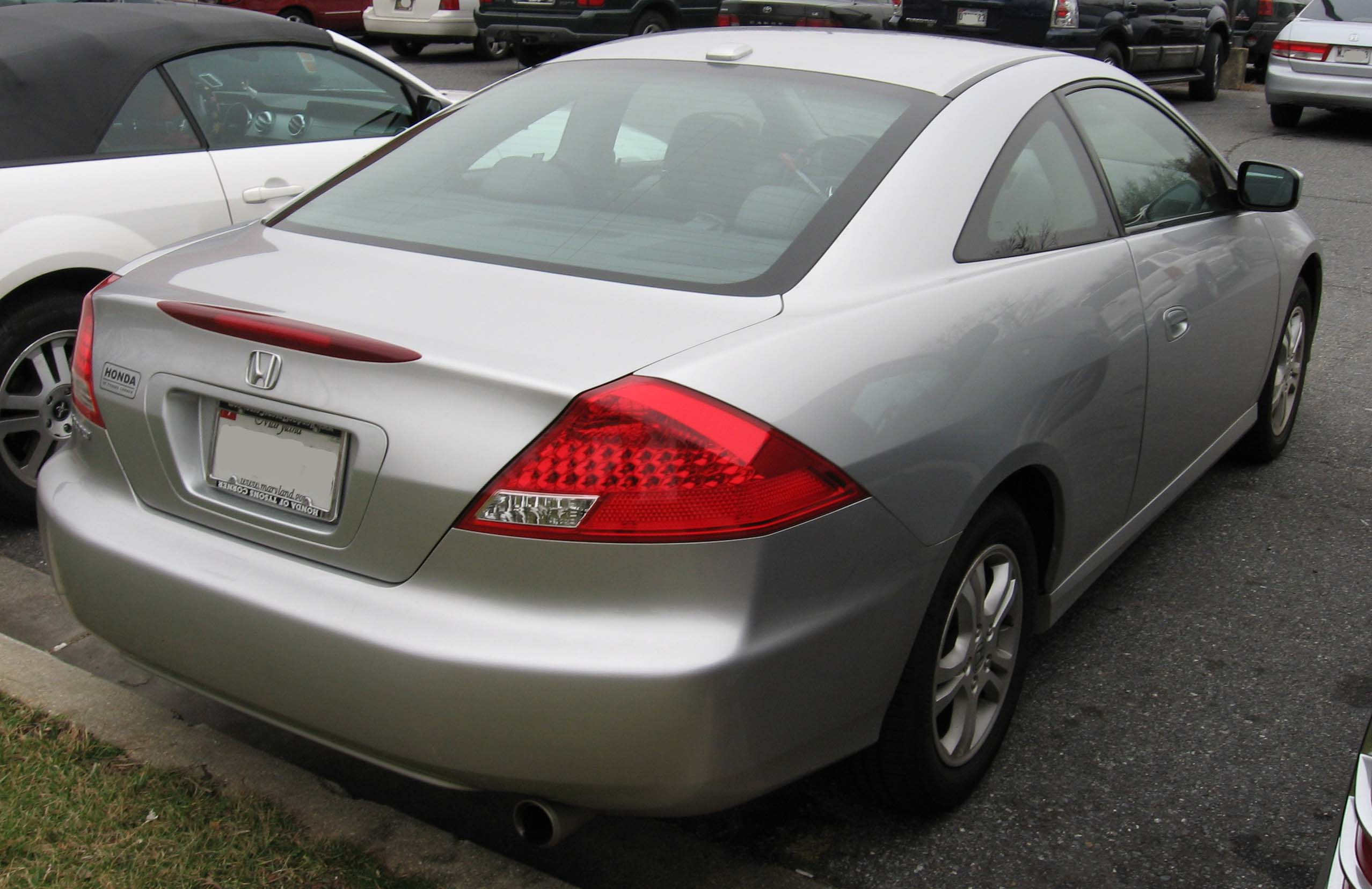
Tył Hondy Accord VII Coupe

Od 2005 do 2007 roku na rynku oferowano hybrydową wersję Accorda na bazie amerykańskiej wersji, która w 2005 roku zdobyło tytuł Canadian Car of the Year. Samochód został wyposażony w silnik benzynowy w układzie V6 wyposażony w system VTEC o pojemności 3.0 l i mocy około 245 KM. Model hybrydowy produkowano w Sayama w Japonii.

## Ósma generacja
Honda Accord VIII podobnie jak siódma generacja, oferowana była w dwóch wersjach stylistycznych: jednej przeznaczonej na rynek europejski i japoński oraz drugiej na rynek amerykański i azjatycki.
Jest to ostatnie w historii wcielenie Accorda, które oferowane było:
- w Europie (w 2015 roku samochód bezpowrotnie zniknął z europejskiej gamy japońskiej marki)
- w odmianie kombi (odmiana kombi powstała z myślą o Europie i po wycofaniu się ze Starego Kontynentu porzucono oferowanie tego nadwozia)
- w różnych wersjach stylistycznych w zależności od rynku (kolejne wcielenia oferowane przyjmują już jednolitą niezależnie od rynku formę wyglądu)

### Wersja europejska i japońska
Honda Accord VIII została po raz pierwszy zaprezentowana podczas targów motoryzacyjnych w Genewie w 2008 roku.

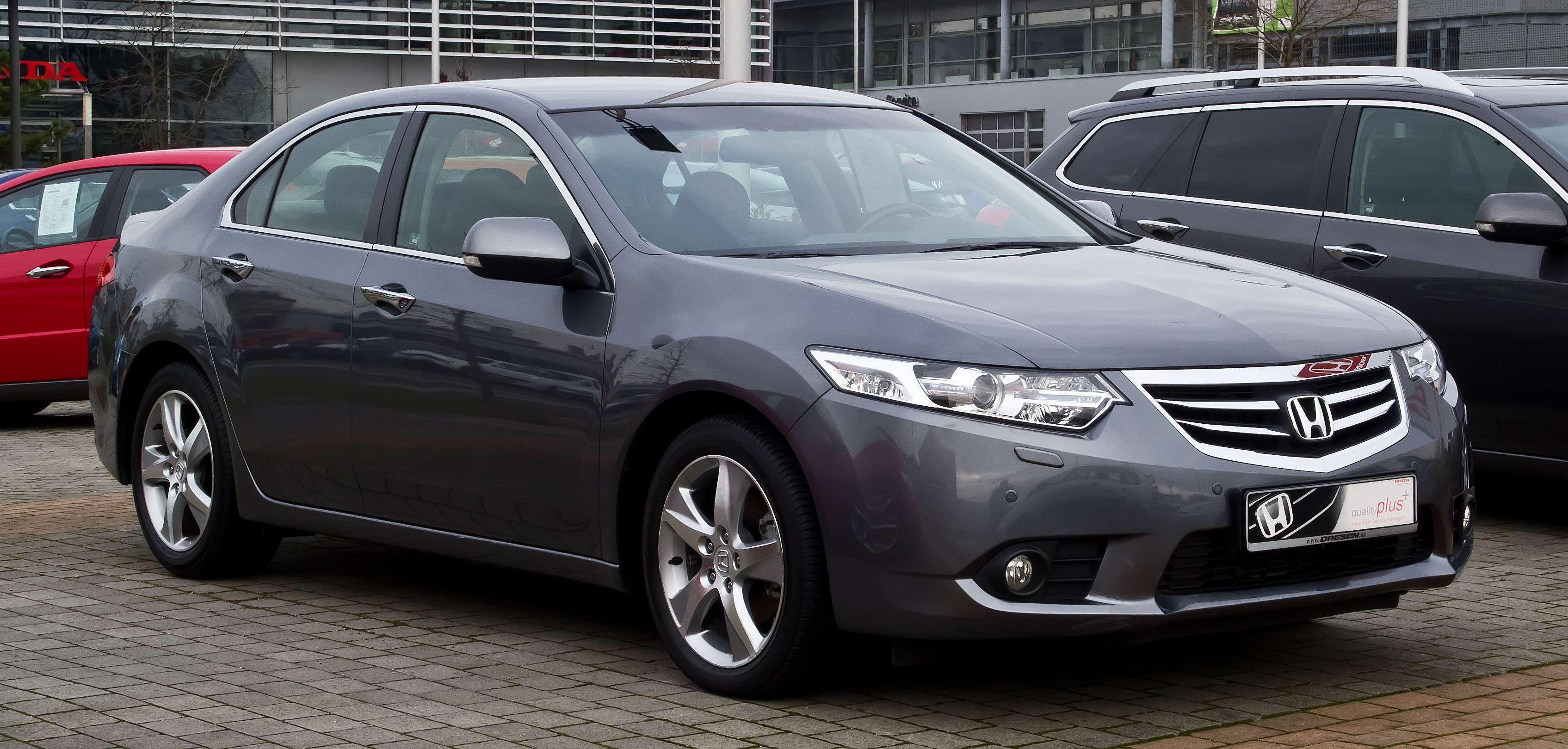
Honda Accord VIII po liftingu

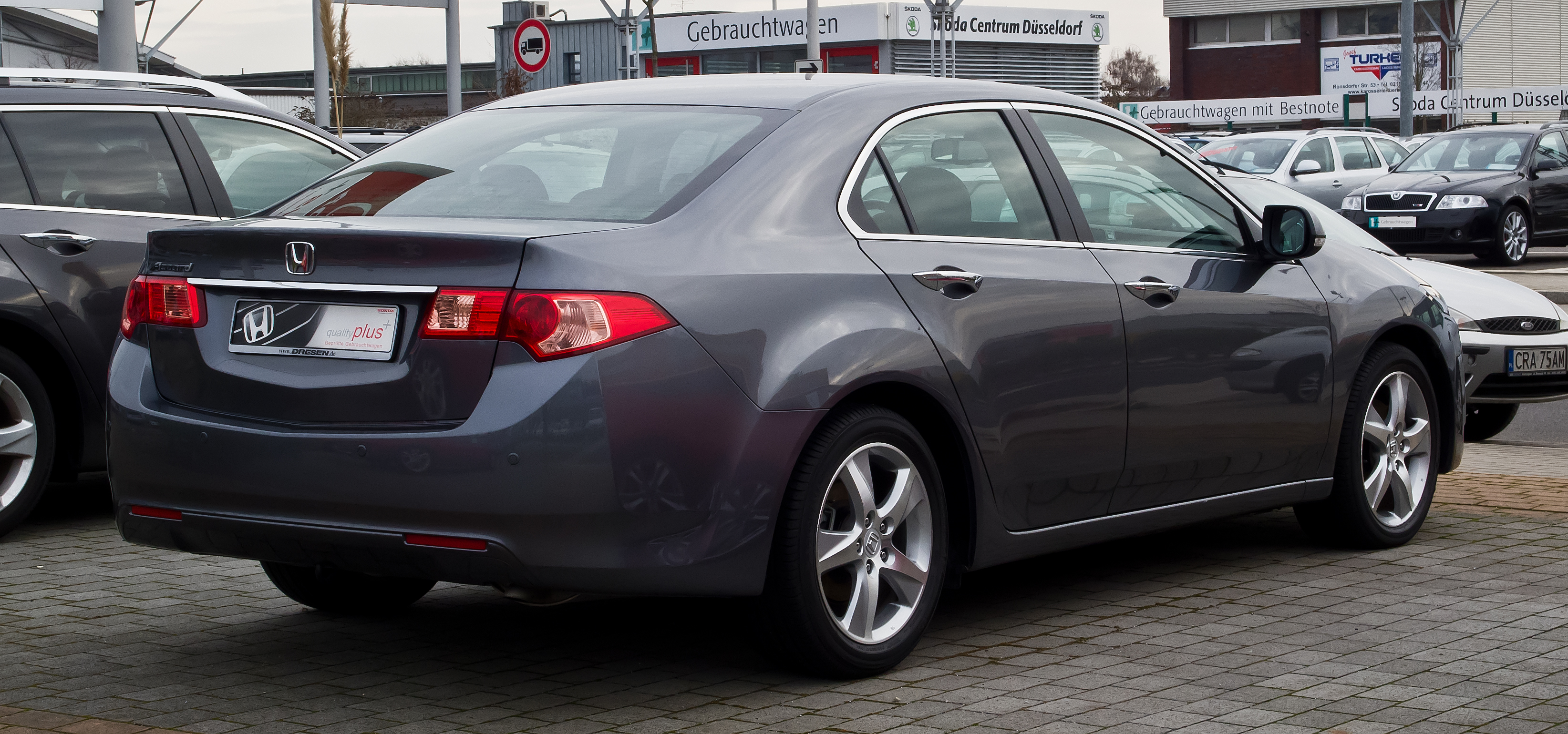
Honda Accord VIII - tył

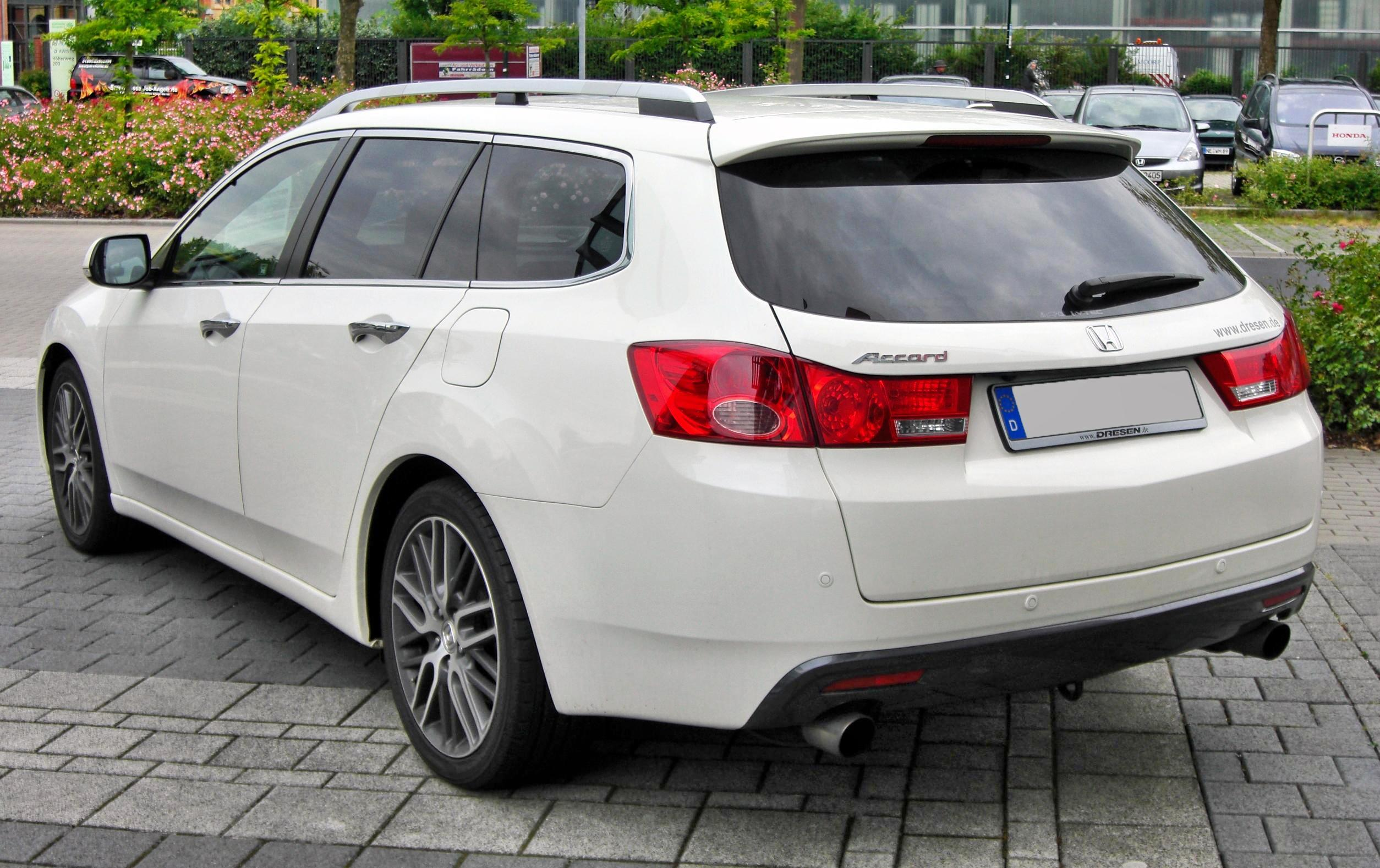
Honda Accord VIII Tourer

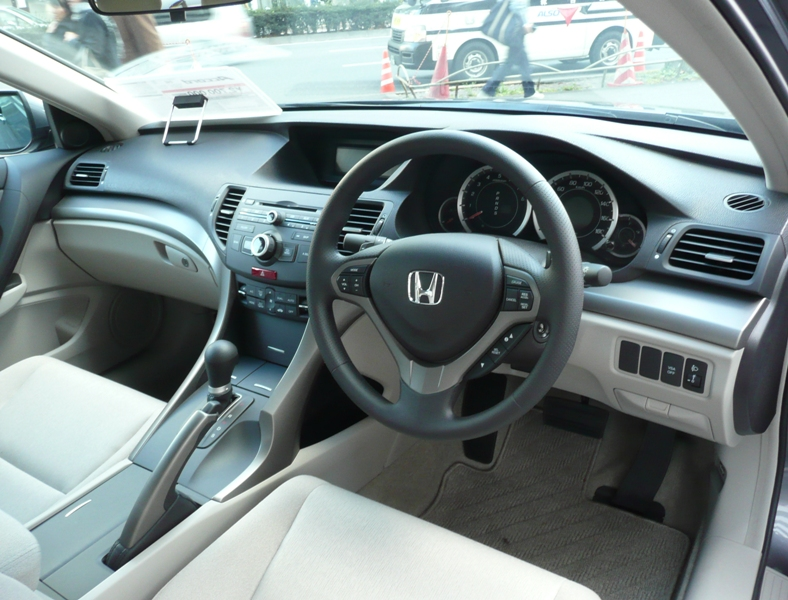
Wnętrze Hondy Accord VIII

Auto dostępne było poza Europą także w Japonii, Chinach jako Honda Spirior i Australii jako Honda Accord Euro. Mimo że rynek amerykański posiadał 'swoją' wersję Accorda producent zdecydował się oferować tam także europejską odmianę jako Acura TSX.
W 2011 roku auto przeszło face lifting. Poprawiono właściwości jezdne, komfort prowadzenia, obniżono poziom emisji spalin oraz wprowadzono niewielkie zmiany stylistyczne m.in. nowe reflektory, zderzaki i osłonę chłodnicy. 
W 2012 roku, w czasie, gdy w Europie oferowane było świeżo zmodernizowane ósme wcielenie europejskiego Accorda japońska marka przedstawiła już następną, dziewiątą generację wersji amerykańskiej. Ku zaskoczeniu, poza Ameryką Północną trafiła ona tym razem na wszystkie rynki świata bez skomplikowanego rozróżnienia jak dotychczas. Pojawiły się wtedy pytania, kiedy nowa odsłona Accorda trafi do Europy. Producent zwlekał z informacją aż trzy lata. 
Dopiero w lutym 2015 roku Honda oficjalnie ogłosiła, że definitywnie wycofuje się z segmentu klasy średniej w Europie i kończy produkcję 'europejskiego' Accorda nie przewidując żadnego następcy w miejsce dotychczasowego produktu. Argumentowała to nieopłacalnością oferowania takiego modelu w europejskim segmencie D z racji niskiej sprzedaży, która skutkowała marginalnym udziałem w tym sektorze rynku. Producent ogłosił skupienie się w Europie na bardziej dochodowych samochodach - autach hybrydowych, miejskich i crossoverach.

#### Silniki
| Silnik                | Pojemność skokowa [cm³] | Typ silnika        | Moc maksymalna [KM] przy obr/min | Maks. moment obrotowy [Nm] przy obr/min | Przyspieszenie 0-100 km/h [s] | Prędkość maks. [km/h] |                    |                    |                    |
| Silniki benzynowe:    | Silniki benzynowe:      | Silniki benzynowe: | Silniki benzynowe:               | Silniki benzynowe:                      | Silniki benzynowe:            | Silniki benzynowe:    | Silniki benzynowe: | Silniki benzynowe: | Silniki benzynowe: |
| --------------------- | ----------------------- | ------------------ | -------------------------------- | --------------------------------------- | ----------------------------- | --------------------- | ------------------ | ------------------ | ------------------ |
| 2.0 i-VTEC            | 1997                    | R4                 | 156/6300                         | 192/4100                                | 9,3                           | 215                   |                    |                    |                    |
| 2.4 i-VTEC            | 2354                    | R4                 | 201/7000                         | 234/4300                                | 7,9                           | 227                   |                    |                    |                    |
| Silniki wysokoprężne: |                         |                    |                                  |                                         |                               |                       |                    |                    |                    |
| 2.2 i-DTEC            | 2204                    | R4                 | 150/4000                         | 350/2000                                | 9,7                           | 212                   |                    |                    |                    |
| 2.2 i-DTEC            | 2204                    | R4                 | 180/4000                         | 380/2000                                | 8,8                           | 220                   |                    |                    |                    |

#### Wersje wyposażeniowe[14]
- S
- Comfort
- Elegance
- Executive
- Executive NAVI ACC
- Lifestyle

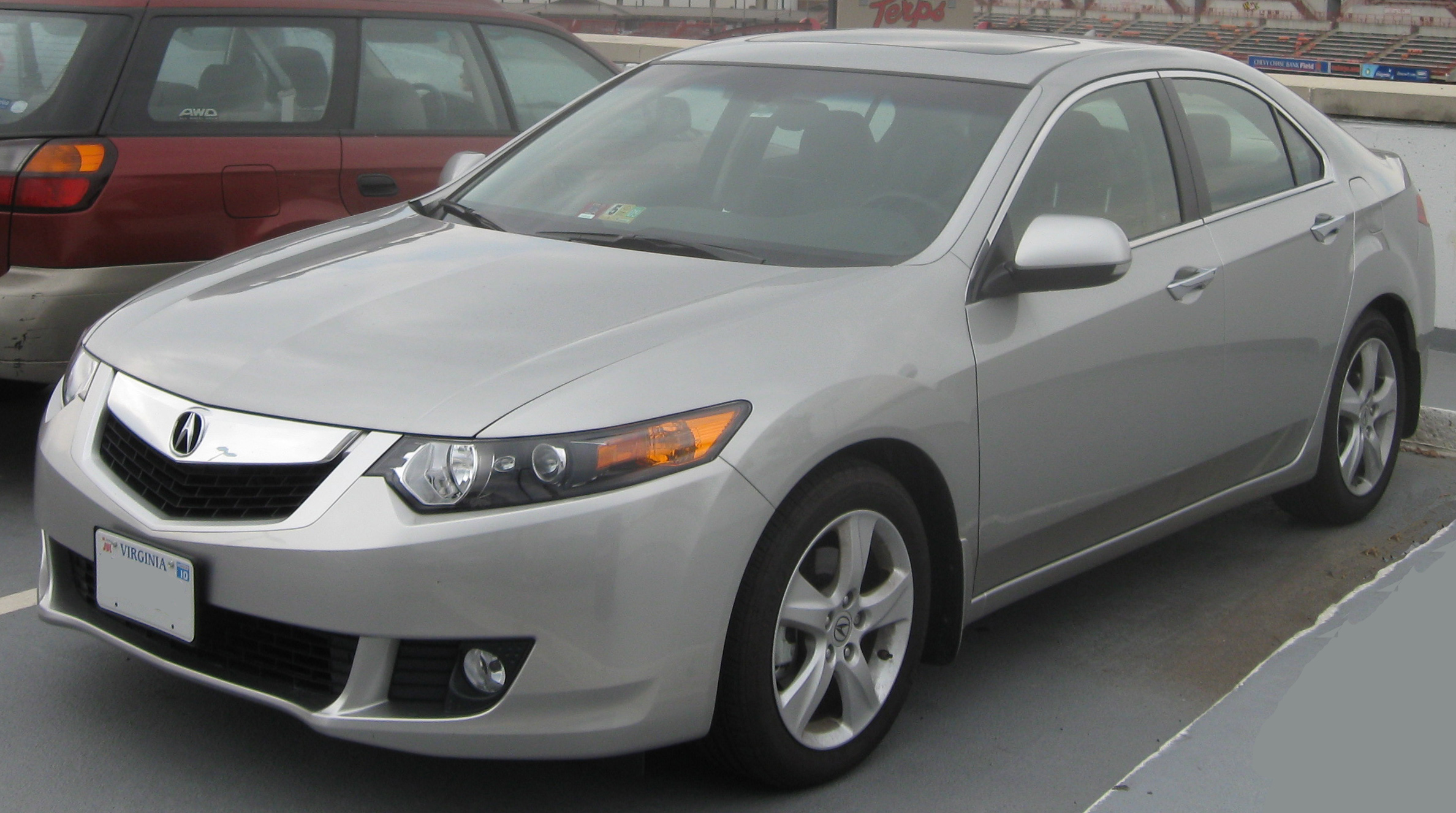
2009 Acura TSX (wersja amerykańska)

- 2009 Acura TSX (wersja amerykańska)Mugen – sportowa odmiana dostępna w Japonii
- Taxi – dostępna w Niemczech
- Type-S

Standardowe wyposażenie pojazd obejmuje m.in. poduszki powietrzne, elektryczne sterowanie szyb, podgrzewanie, składane i elektryczne sterowanie lusterek, system ABS z EBD, VSA, system wspomagania hamowania w sytuacjach awaryjnych (Brake Assist System), system monitorowania ciśnienia w oponach, TSA oraz dwustrefową klimatyzacją automatyczną.
Samochód wyposażyć można m.in. tempomat, automatyczne wycieraczki, Bluetooth, przednie światła przeciwmgłowe, reflektory biksenonowe z systemem aktywnych świateł skrętnych oraz systemem sterowania światłami drogowymi, które dzięki przedniej kamerze automatycznie przełączają światła drogowe na światła mijania, a także w m.in. podgrzewane przednie fotele, czujniki parkowania oraz elektrycznie sterowane okno dachowe.
W 2008 roku w Niemczech Honda wprowadziła na rynek specjalną wersję kombi przeznaczoną dla taksówkarzy pod nazwą Taxi. Pakiet w który wyposażono auto od standardowej wersji auta ma m.in. zmodyfikowaną konsolę centralną z miejscem na taksometr oraz CB Radio, a także miejsce na przymocowanie koguta na dachu pojazdu. W skład standardowego wyposażenia auta wchodzi dwustrefowa klimatyzacja, elektrycznie otwierana klapa bagażnika a kierownice i drążek zmiany biegów obszyto skórą. Auto napędzane jest silnikiem Diesla o pojemności 2,2 litra w układzie i-DTEC o mocy 150 KM spalającym zaledwie 6,6 l/100 km.

### Wersja amerykańsko-azjatycka

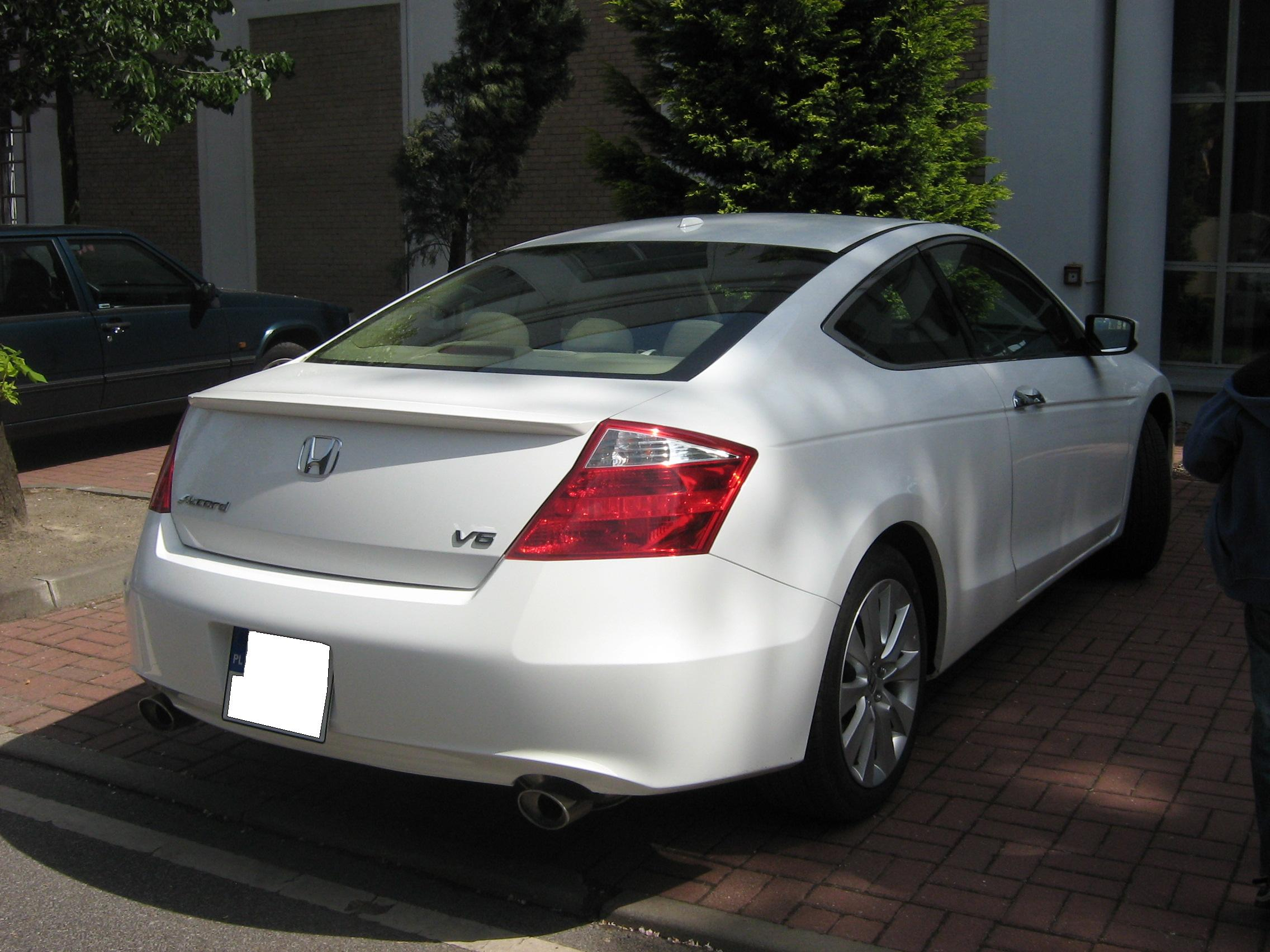
Honda Accord VIII Coupe- Tył

Honda Accord VIII przeznaczona na rynek amerykański została po raz pierwszy zaprezentowana w 2007 roku. Samochód zadebiutował od razu w wersjach sedan i coupé. 

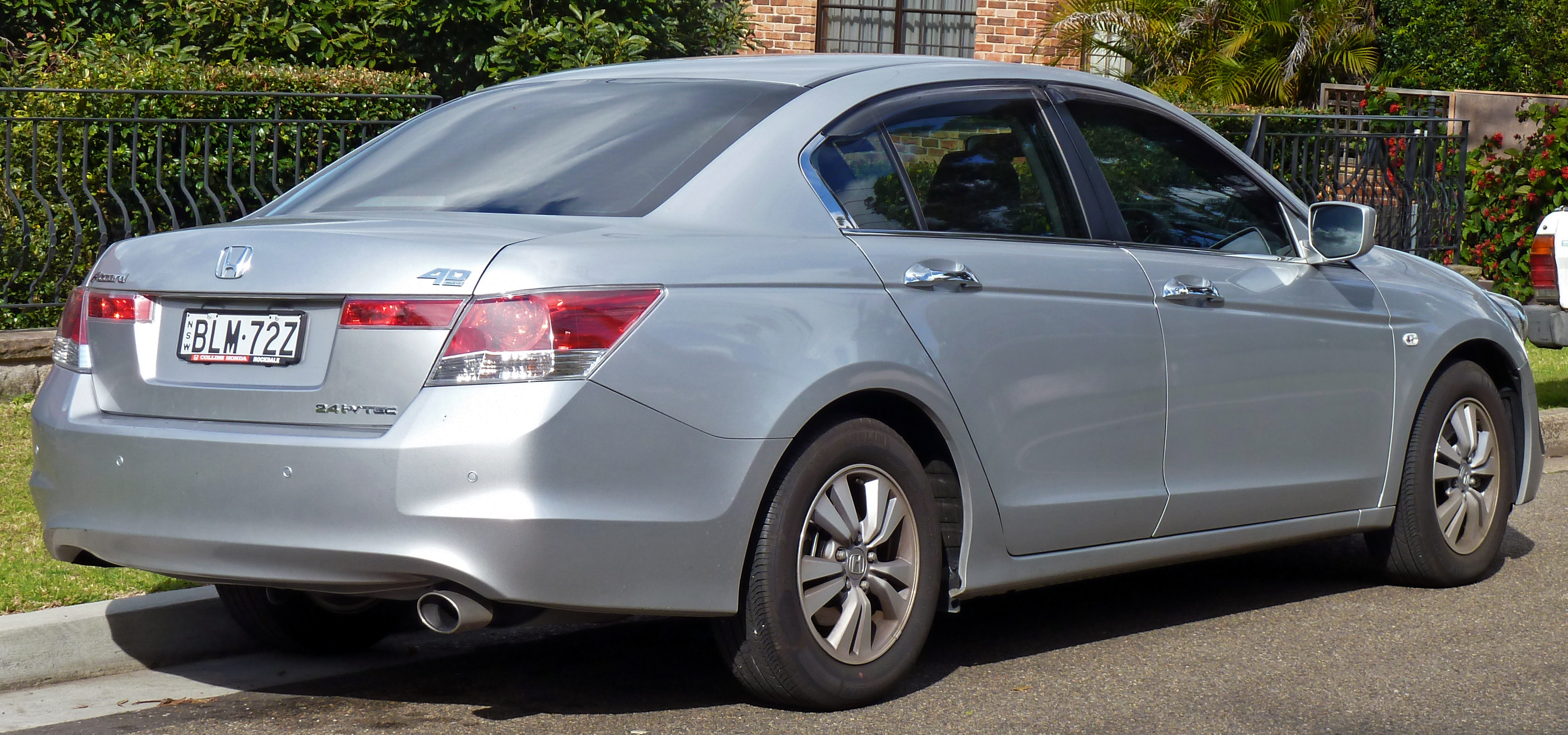
Tył Hondy Accord VIII sedan przed liftingiem w wersji amerykańskiej

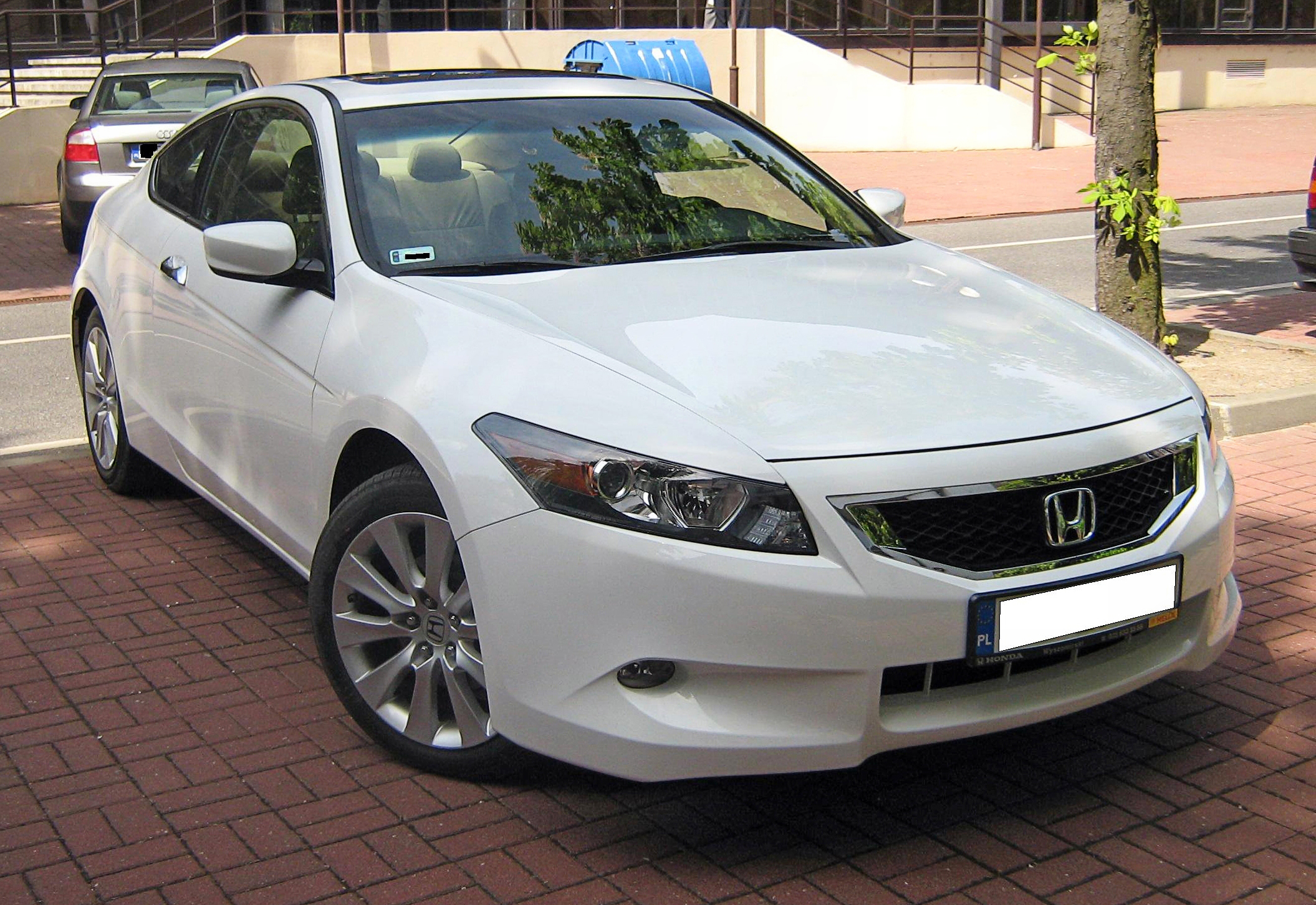
Honda Accord VIII Coupe

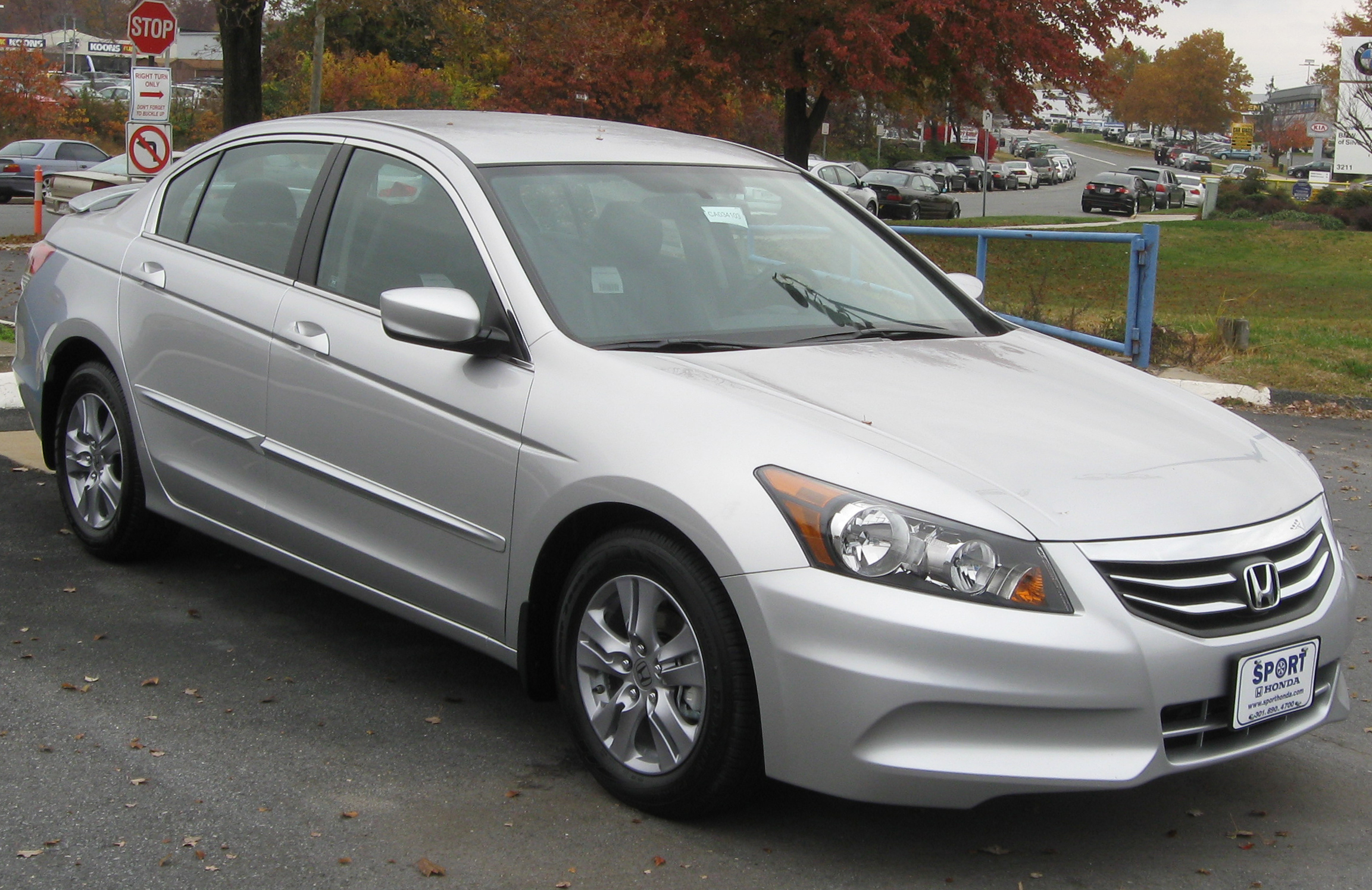
Honda Accord VIII po liftingu

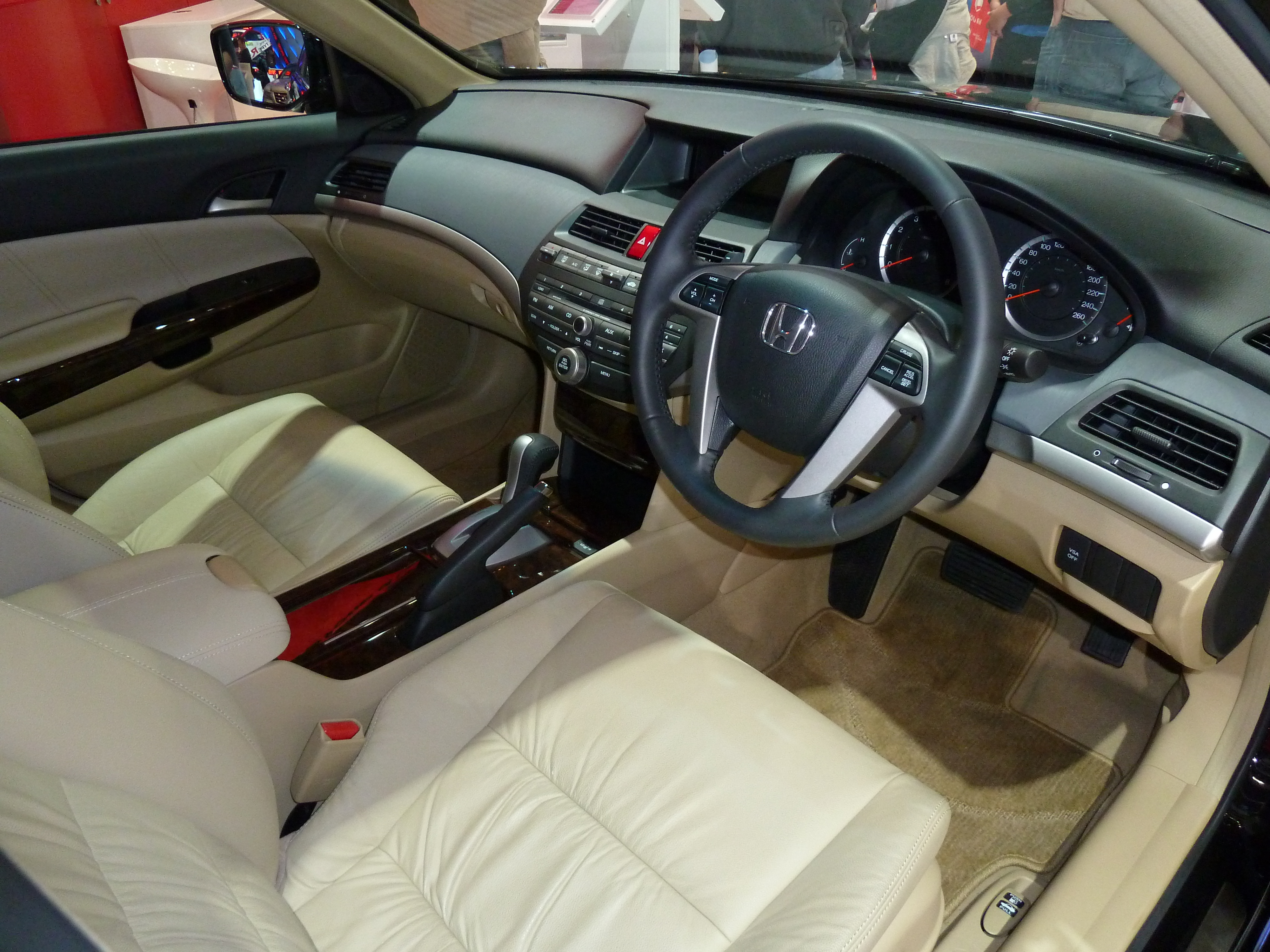
Wnętrze Hondy Accord VIII

Przód pojazdu nawiązuje do innych modeli marki oferowanych na rynku amerykańskim, takich jak m.in. Honda Ridgeline i Honda Element. Wersje z silnikiem w układzie V6 znanym z Hondy Legend wyposażone są m.in. w system pozwalający na odłączenie nawet do 3 cylindrów w momencie, gdy kierowca nie potrzebuje pełnej mocy silnika.
Standardowe wyposażenie pojazdu obejmuje m.in. elektryczne sterowanie szyb, elektryczne sterowanie lusterek, system ABS, poduszki powietrzne, 6-głośnikowy system audio z odtwarzaczem MP3 o mocy 160W. Opcjonalnie zamówić można 8-głośnikowy system o mocy 270W.

## Dziewiąta generacja
Honda Accord IX została po raz pierwszy zaprezentowana podczas targów motoryzacyjnych w Detroit w styczniu 2012 roku. 

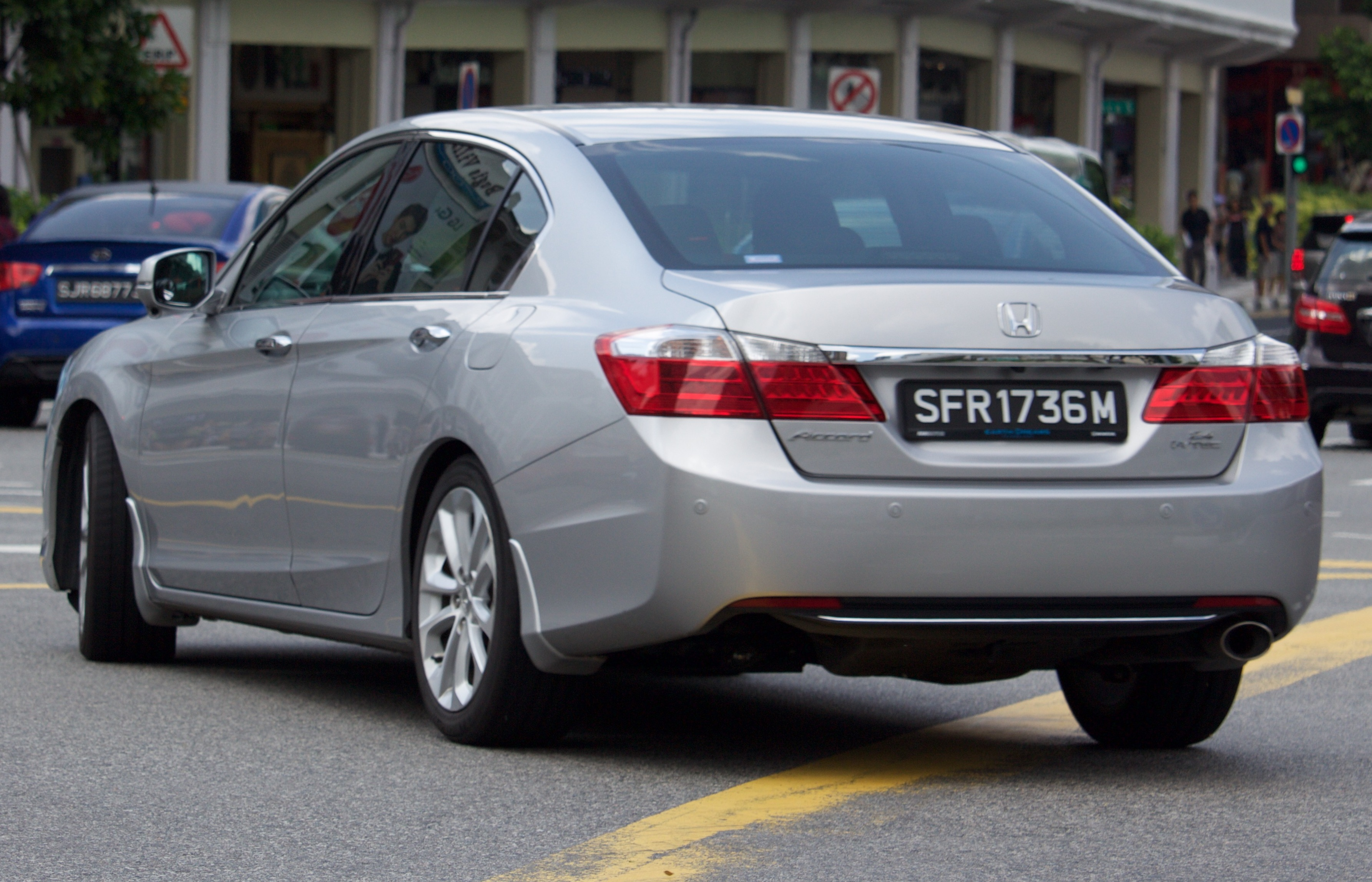
Honda Accord IX - tył przed liftingiem

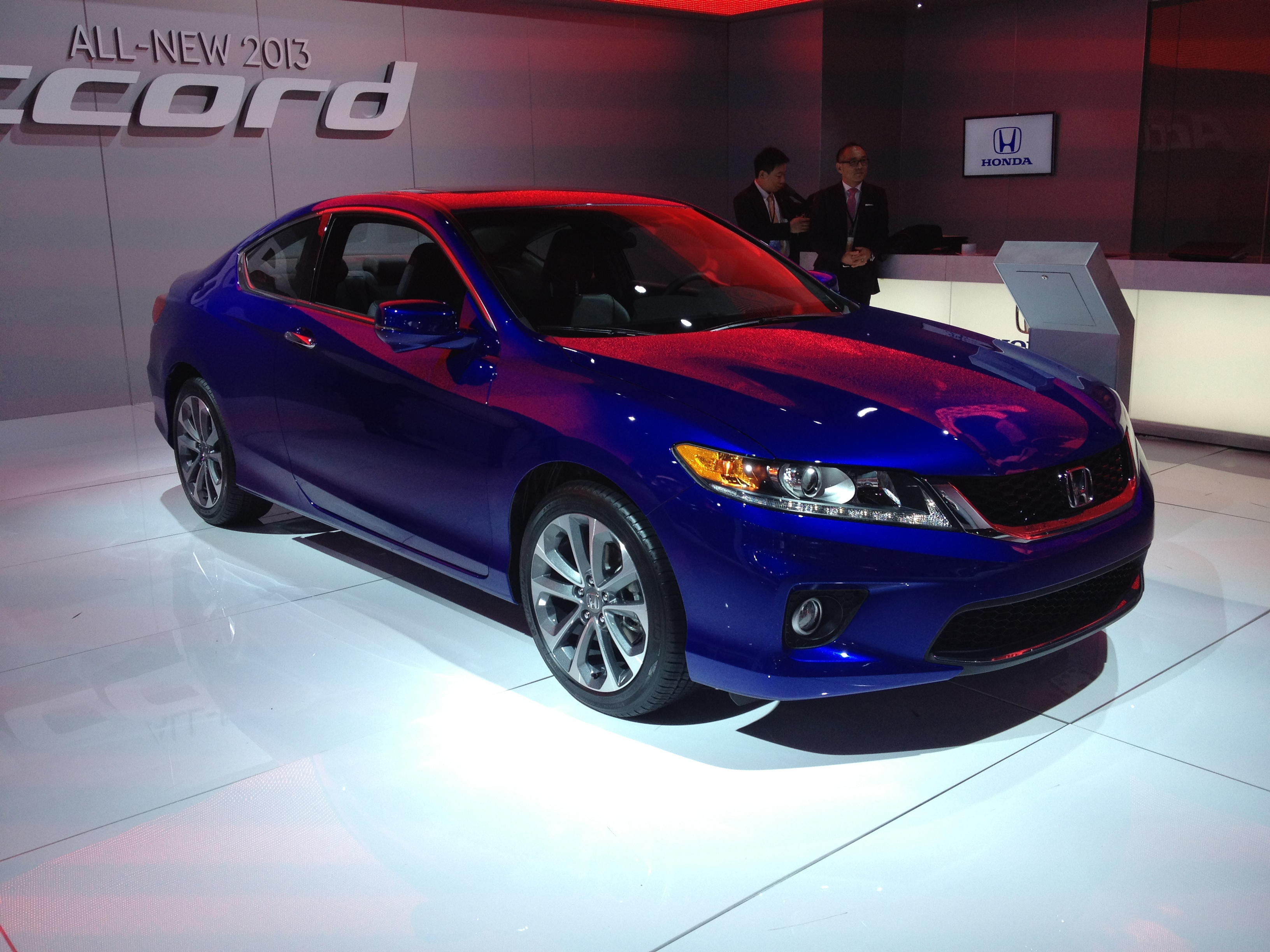
Honda Accord IX Coupe

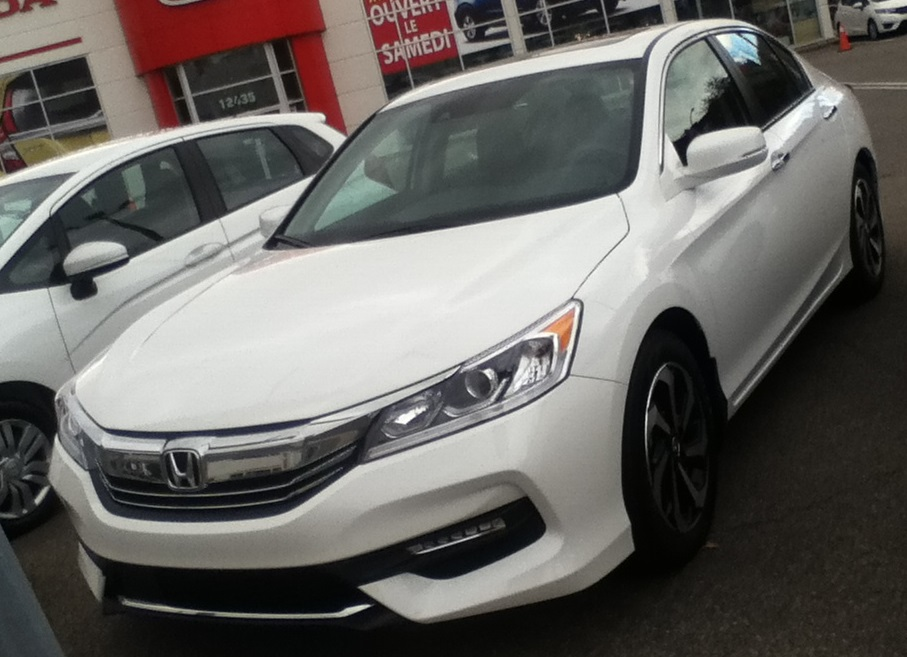
Honda Accord IX po liftingu

Jest to pierwsze w historii wcielenie tego modelu, które opracowano w jednolitej formie bez rozróżnienia na poszczególne rynki świata, pierwsze wcielenie nie oferowane w Europie, pierwsze wcielenie nie oferowane nigdzie w odmianie kombi oraz ostatnie w historii wcielenie oferowane także jako coupe.
Samochód zadebiutował jeszcze, gdy Honda była obecna z Accordem w Europie. Wbrew spekulacjom po wycofaniu 'europejskiej' wersji producent nie zdecydował się wprowadzić do sprzedaży dziewiątego wcielenia na Stary Kontynent z wyjątkiem traktowanej jako odrębny punkt zbytu Rosji.
Dziewiąte wcielenie Accorda otrzymało konserwatywny i kanciasty design. Pojazd mimo odróżniających od poprzednika cech wyglądu wyraźnie nawiązuje do niego proporcjami.
Accord w dziewiątej odsłonie oferowany był z racji wycofania 'europejskiej' wersji także na rynkach Japonii, Rosji, Australii oraz Afryki.
W sierpniu 2015 roku zaprezentowano wersję po face liftingu. Przemodelowano m.in. przednie i tylne zderzaki oraz dodano m.in. chromowaną atrapę chłodnicy, nowe przednie i tylne reflektory, które w droższych wersjach są w pełni wykonane z diód LED.

### Silniki
- R4 2.0 196 KM (wersja hybrydowa)
- R4 2.4 16V DOHC 185 KM
- V6 3.0
- V6 3.5 SOHC 278 KM

### Wersje wyposażeniowe
- LX
- Sport
- Sport Special Edition
- EX
- EX-L
- Touring

### Inne wersje

#### Hybrid
Odmiana hybrydowa IX generacji modelu Accord została po raz pierwszy zaprezentowana podczas targów motoryzacyjnych w Los Angeles w 2012 roku. Sprzedaż pojazdu rozpoczęto w styczniu 2013 roku. Samochód został wyposażony w czterocylindrowy silnik benzynowy w układzie VTEC pracujący w cyklu Atkinsona o pojemności 2.0 l i mocy 142 KM wspomagany przez silnik elektryczny o mocy 169 KM.
W połowie 2014 roku wprowadzono wersję Hybrid bez technologii plug-in, którą na rynku japońskim doposażyć można w akcesoria Mugen.

## Dziesiąta generacja
Honda Accord X została po raz pierwszy zaprezentowana oficjalnie w lipcu 2017 roku podczas prezentacji w Los Angeles. 

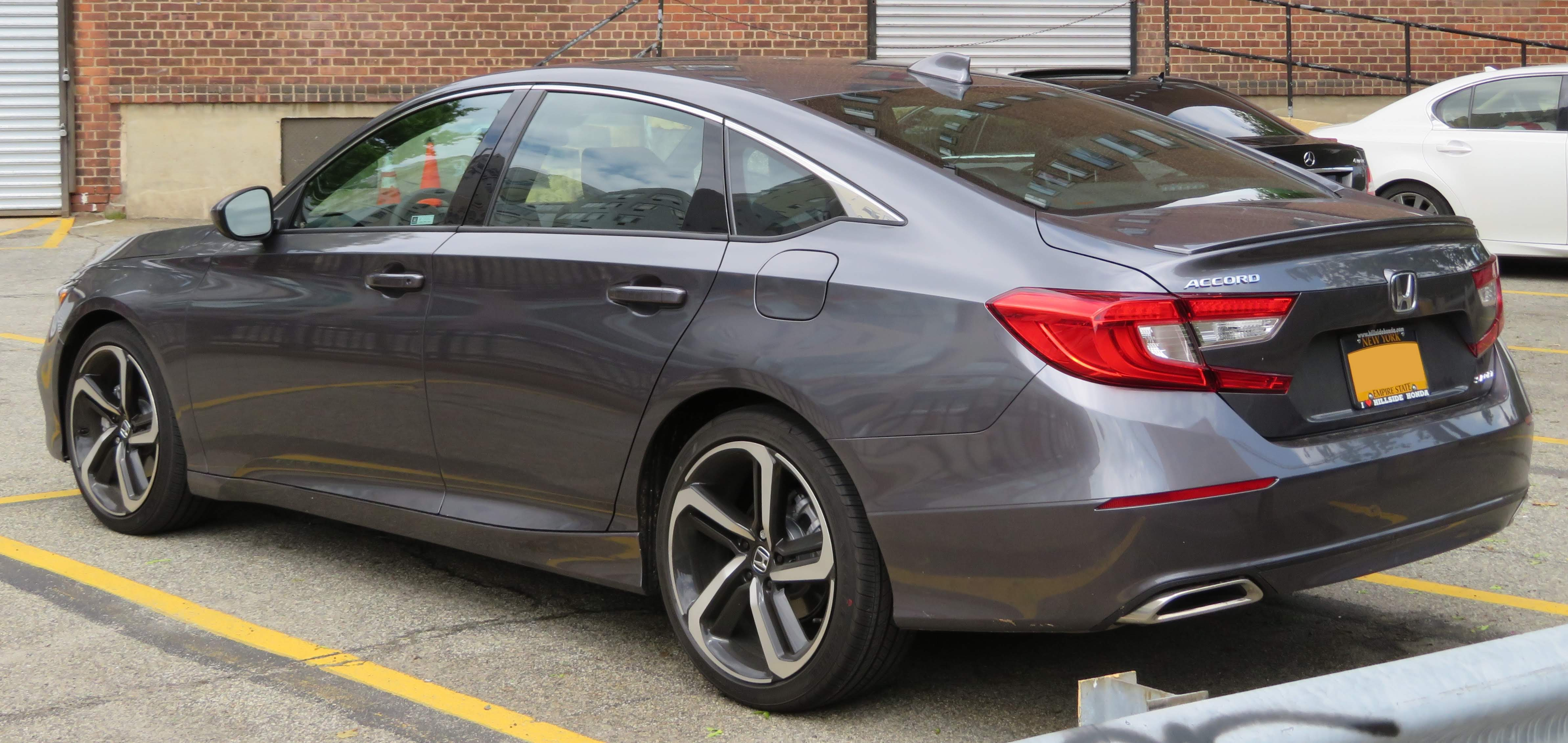
Honda Accord X - tył

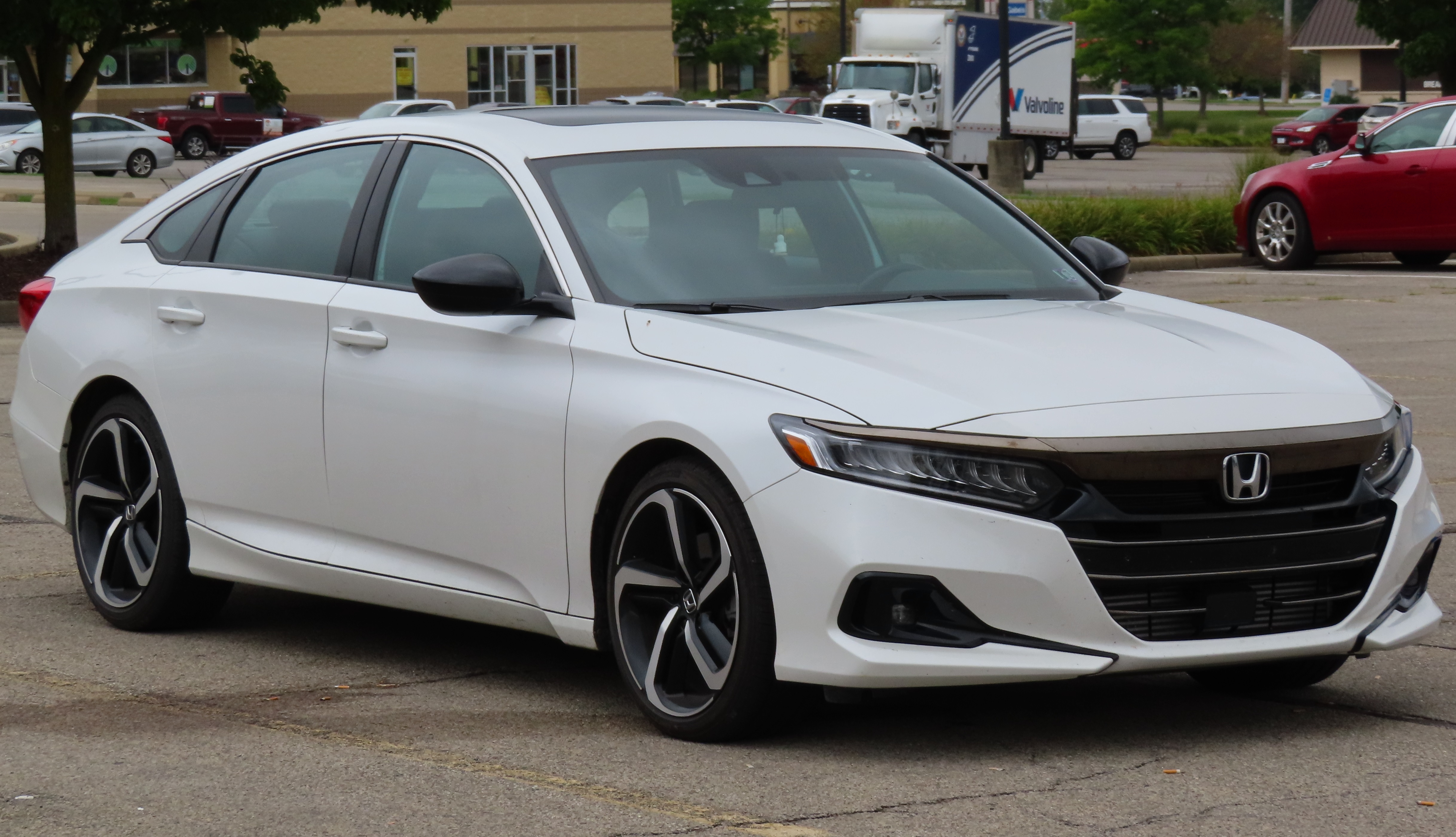
Honda Accord X po liftingu

Jest to pierwsze wcielenie Accorda oferowane wyłącznie z nadwoziem sedan i pierwsze opracowane już całkowicie bez uwzględniania rynku europejskiego. 
Samochód zyskał zupełnie nową sylwetkę i nabrał nowych proporcji zgodnych z aktualnym kierunkiem stylistycznym marki. Szerokie i niskie nadwozie wraz z łagodnie opadającą linią nadwozia bez wyraźnego wyodrębnienia bagażnika nawiązują do rozwiązań designerskich znanych już z najnowszej generacji Hondy Civic. Na tle poprzednika nowy Accord jest przede wszystkim dłuższy. Deska rozdzielcza zyskała nowy, minimalistyczny wygląd o wtórnej koncepcji stosowanej przez wielu producentów - ekran jako centrum dowodzenia, poziome nawiewy i poziomy panel klimatyzacji. 
Producent nie przewiduje żadnych innych odmian nadwozia poza sedanem.
Accord X tradycyjnie już, najpierw trafił do sprzedaży na rynku Ameryki Północnej, gdzie produkowany był w lokalnej fabryce Hondy w Marysville. Kolejne rynki, gdzie do sprzedaży trafiła dziesiąta odsłona Accorda to kolejno Japonia, Australia, rynki Azji oraz Rosja i Afryka.
W październiku 2020 roku dziesiąta generacja Accorda przeszła delikatny lifting.

## Jedenasta generacja
Honda Accord XI została zaprezentowana po raz pierwszy podczas targów motoryzacyjnych w Los Angeles pod koniec 2022 roku. 

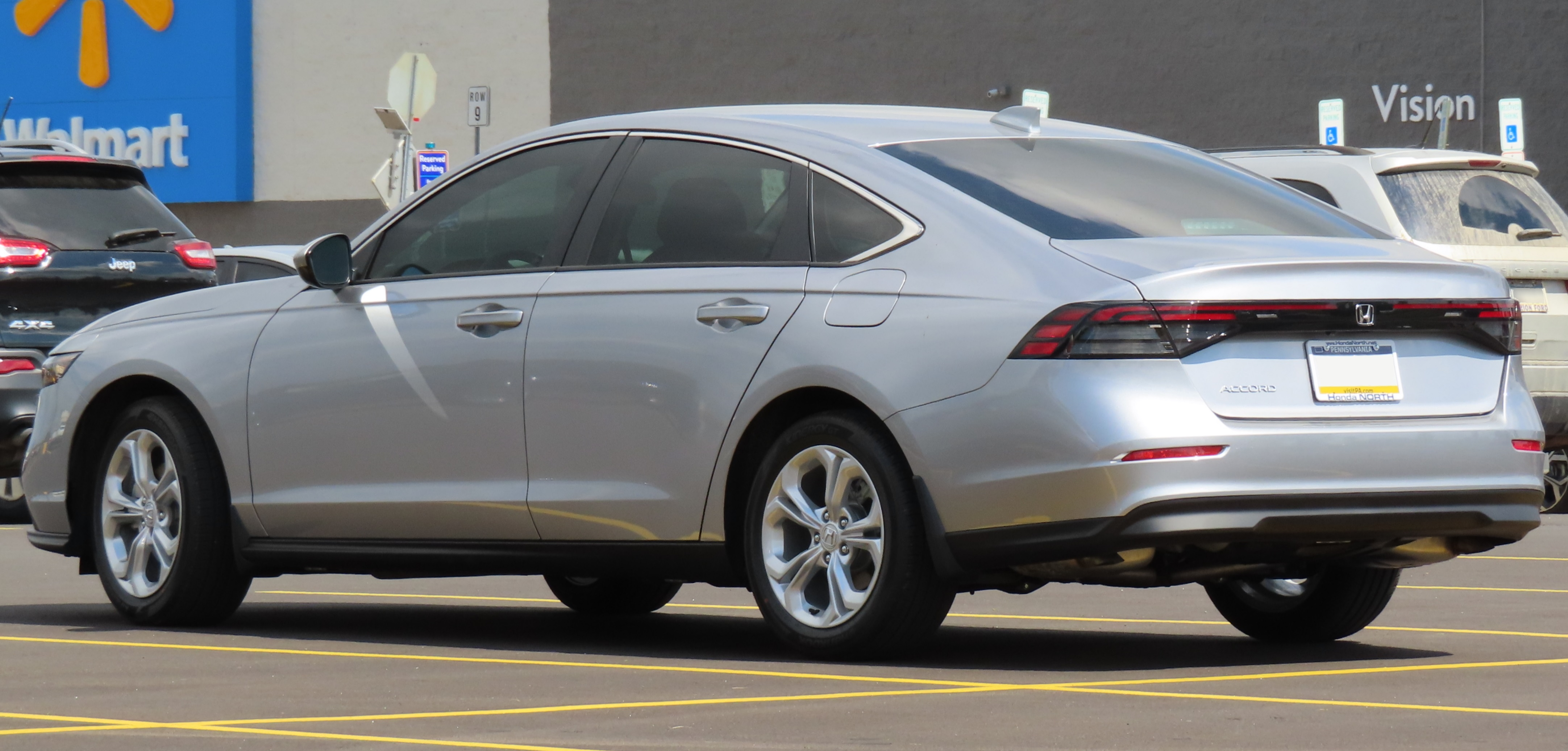
Honda Accord XI - tył

Jest to drugie wcielenie modelu oferowane tylko w nadwoziu sedan oraz trzecie, które nie jest sprzedawane w Europie. 
Samochód pod względem wymiarów jest nieco dłuższy od poprzednika. Jednak wysokość i rozstaw osi pozostały bez zmian. Największą nowością wnętrza modelu jest 12,3-calowy system informacyjno-rozrywkowy, który został oparty na systemie operacyjnym Android Automotive. 
Accord XI najpierw trafił na rynki chiński i amerykański, gdzie jest produkowany. Kolejnymi rynkami, gdzie jedenaste wcielenie Accorda jest oferowane to kolejno Meksyk, Japonia, Tajlandia, Indonezja, Australia oraz Singapur.
W 2025 roku samochód przeszedł delikatny lifting.